# Edificios marianos de la Iglesia católica

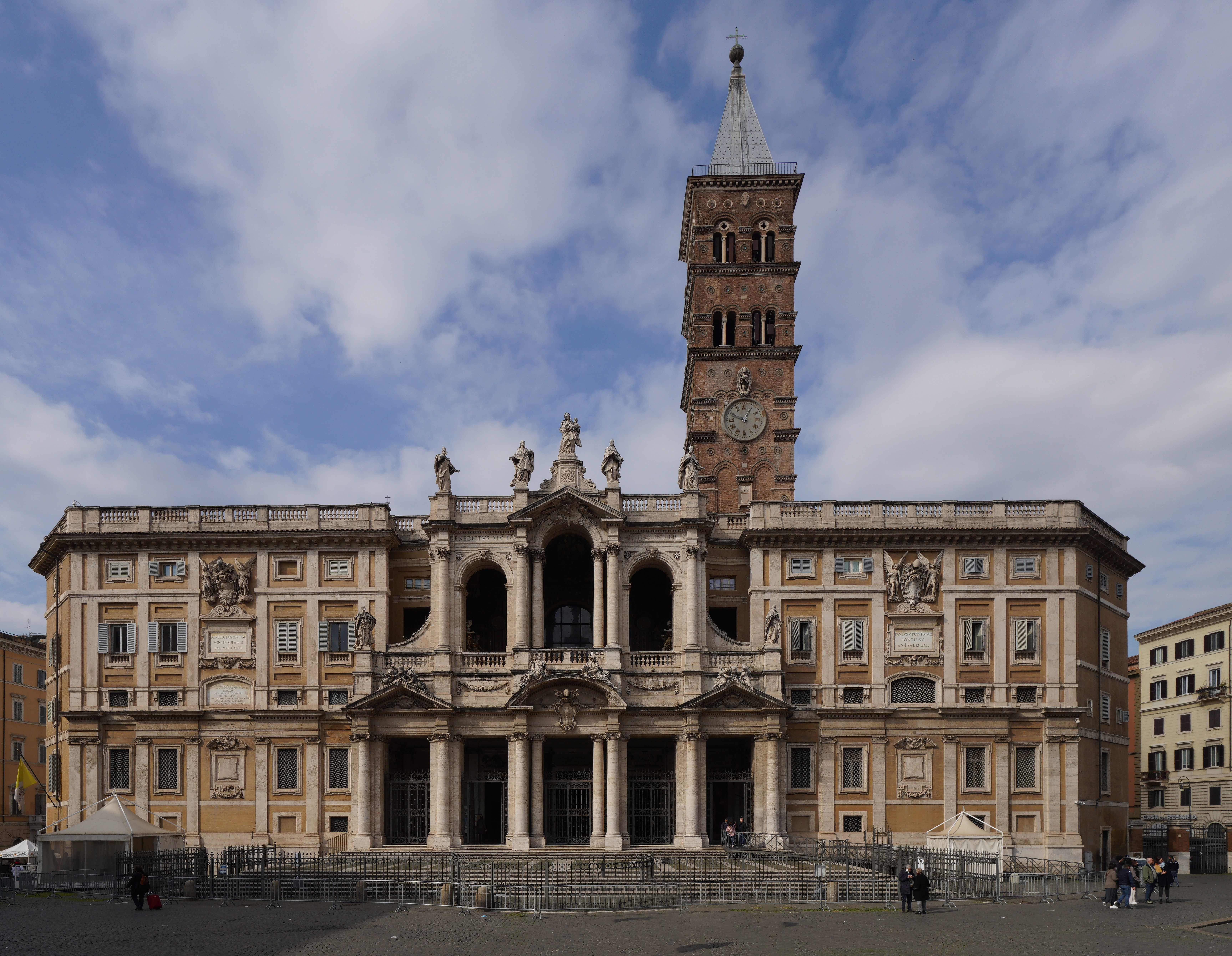
Santa María la Mayor, la primera iglesia mariana en Roma

Las iglesias marianas son edificios religiosos dedicados a la veneración de la Santísima Virgen María. Estas iglesias han sido construidas a lo largo de la historia de la Iglesia católica, y hoy se pueden encontrar en todos los continentes, incluida la Antártida. La historia de la arquitectura de la iglesia Mariana cuenta la historia del desarrollo de la mariología católica.
La construcción y la dedicación de las iglesias marianas son a menudo indicativas de las tendencias mariológicas dentro de un período, como un reinado papal. Por ejemplo, la rededicación de 1955 por el Papa Pío XII de la iglesia de Santiago el Grande en Montreal, con el nuevo título Basílica-Catedral Marie-Reine-du-Monde, fue un reflejo de su reconocimiento como "el papa más mariano". Un año antes, el Papa Pío XII había proclamado ese título para la Virgen María en su encíclica Ad Caeli Reginam de 1954. Esta encíclica sobre la Reina del Cielo es un ejemplo de cómo la interacción entre las iglesias y el arte mariano refuerza el efecto de las devociones Marianas.

## Los principios

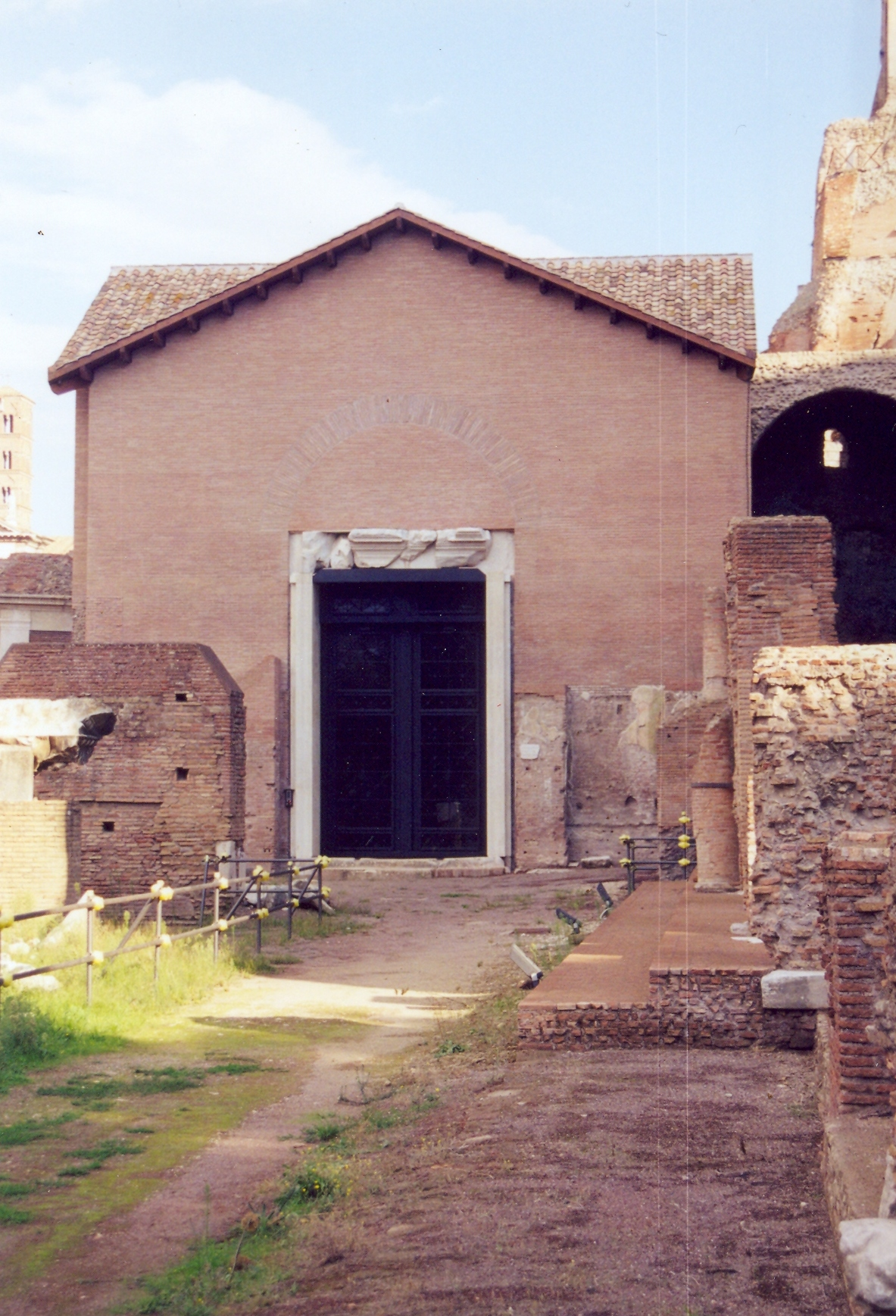
Iglesia de Santa María Antigua, en el Foro Romano, siglo V, sede del Papa Juan VII

El Nuevo Testamento indica que la práctica de reunirse fue una parte importante de la fe cristiana desde los primeros días: "no abandonemos el hábito de reunirnos juntos ... en cambio, animémonos unos a otros más" (Hebreos 10:25). Antes del siglo IV, los cristianos adoraban en privado debido a las persecuciones. Después de que se emitió el edicto de Milán en el año 313, a los cristianos se les permitió adorar y construir iglesias abiertamente. El generoso y sistemático patrocinio del emperador romano Constantino I dio como resultado el desarrollo arquitectónico y artístico. En las décadas siguientes, las congregaciones construyeron iglesias para el culto público.
La Iglesia de María en Éfeso puede que sea una de las primeras iglesias marianas y se remonta a principios del siglo V, coincidiendo con el Concilio de Éfeso en el 431. Pudo haber sido construida específicamente para el concilio, durante el cual se decidió el título de Theotokos, 'la que dio a luz a Dios', para la Madre de Cristo. Las primeras iglesias marianas en Roma: Santa Maria in Trastevere, Santa María Antigua y Santa María la Mayor, datan de la primera parte del siglo V y albergan algunas de las formas más antiguas de arte mariano público. La iglesia de Santa María la Mayor es ahora una basílica papal, donde el Papa preside la fiesta anual de la Asunción de María (que se celebra cada 15 de agosto) y la iglesia incluye las principales obras del arte mariano.
Algunas de las primeras iglesias romanas eran pequeñas. Un ejemplo es la iglesia de Santa Maria Antigua (es decir, la antigua Santa María) construida en el siglo V en el Foro Romano. El Papa Juan VII utilizó la iglesia de Santa María Antigua a principios del siglo VIII como sede del obispo de Roma. Esta iglesia incluye la primera representación romana de Santa Maria Regina, retratando a la Virgen María como una reina en el siglo VI.
Otras iglesias, como Santa María la Mayor, han visto importantes añadidos a su arte y arquitectura a lo largo de los siglos. La Basílica de Nuestra Señora Aparecida en Aparecida, Brasil, es ahora el segundo lugar de culto católico más grande del mundo, superado solo por la Basílica de San Pedro en la Ciudad del Vaticano. En 1984 fue declarada oficialmente como "la iglesia mariana más grande del mundo".
Algunas iglesias marianas son importantes lugares de peregrinación. Según el obispo Francesco Giogia, la Basílica de Nuestra Señora de Guadalupe en la Ciudad de México fue el santuario católico más visitado del mundo en 1999, seguida por Nuestra Señora de Aparecida en Brasil. Mientras que en 1968 Aparecida tenía alrededor de cuatro millones de peregrinos, el número ha alcanzado ocho millones de peregrinos por año. Dados los millones de visitantes por año de Nuestra Señora de Lourdes y Nuestra Señora de Fátima, las principales iglesias marianas reciben más de 30 millones de peregrinos por año. En diciembre de 2009, la Basílica de Nuestra Señora de Guadalupe estableció un nuevo récord con 6.1 millones de peregrinos durante el viernes y el sábado para el aniversario de Nuestra Señora de Guadalipe.

## Progresión de la arquitectura y las creencias
A lo largo de los siglos, la progresión de la arquitectura medieval hacia las arquitecturas marianas románica, gótica, renacentista, barroca y más tarde moderna puede verse como una manifestación del crecimiento de la creencia mariana, al igual que el desarrollo del arte y la música mariana fue un reflejo de la tendencia creciente en la veneración de la Santísima Virgen María en la tradición católica.
Un buen ejemplo de la continuación de las tradiciones marianas desde el período gótico hasta la actualidad se encuentra en la Basílica de Santa María, Cracovia, en Polonia. Cada hora aún se toca desde la cima de la torre más alta de las dos torres de Santa María una señal de trompeta llamada hejnał (que significa "el amanecer de Santa María" y pronunciado hey-now), que se oye en toda Polonia y es transmitida en vivo al extranjero por la estación de radio nacional de Polonia 1. Santa María, en Cracovia también sirvió como modelo arquitectónico para muchas de las iglesias que fueron construidas por la diáspora polaca en el extranjero, especialmente en St. Michael's y St. John Cantius en Chicago, diseñadas en el estilo de la catedral polaca.
Los papas a veces vieron la existencia de las iglesias marianas como una clave para la difusión de las devociones marianas, por ejemplo, cuando confió Europa a la Virgen María, el Papa Juan Pablo II declaró:
 Gracias a los innumerables santuarios marianos que salpican las naciones del continente, la devoción a María es muy fuerte y generalizada entre los pueblos de Europa.

## Iglesias marianas basadas en apariciones
Las apariciones marianas han dado como resultado la construcción de importantes iglesias marianas. Algunas de las iglesias marianas católicas más grandes del mundo no se iniciaron sobre la base de las decisiones tomadas por teólogos informados en Roma, sino con base en las declaraciones de personas jóvenes y poco preparadas sobre sus experiencias religiosas en lugares remotos (y a menudo desconocidos).
Hay notables similitudes en los relatos de las visiones reportadas que han llevado a la construcción de las iglesias.  Dos de los casos en cuestión son las iglesias marianas más grandes de México y Francia, basadas en las apariciones marianas a San Juan Diego en Cerro del Tepeyac, (Guadalupe) México en 1531 y a Santa Bernadette Soubirous cuando niña en Lourdes en 1858. Ambos santos informaron sobre visiones en las que una dama milagrosa en una colina les pidió que pidieran a los sacerdotes locales que construyeran una capilla en ese lugar de la visión.  Ambas visiones tenían una referencia a las rosas y llevaron a que se construyeran iglesias muy grandes en los sitios. Como Nuestra Señora de Lourdes en Francia, Nuestra Señora de Guadalupe es un importante símbolo católico en México.  Y al igual que el Santuario de Nuestra Señora de Lourdes en Francia, el complejo de la Basílica de Nuestra Señora de Guadalupe es una de las iglesias católicas más grandes y más visitadas de las Américas.
Tres niños portugueses, Lúcia dos Santos, Jacinta y Francisco Marto, eran igualmente jóvenes y sin mucha educación cuando informaron sobre la aparición de Nuestra Señora de Fátima en Cova da Iria, 1917.  El administrador local inicialmente encarceló a los niños y amenazó con hervirlos uno por uno en una olla de aceite. Sin embargo, cuando hubo millones de seguidores y creyentes católicos, las visiones reportadas en Fátima se vieron con respeto y los Papas Pío XII , Juan XXIII , Pablo VI , Juan Pablo II , Benedicto XVI y el Papa Francisco expresaron su aceptación del origen sobrenatural de los eventos de Fátima, Portugal.  El Santuario de Nuestra Señora de Fátima es ahora una importante iglesia mariana en Europa. 
El Santuario de Nuestra Señora de la Guardia en Génova, Italia, tiene una historia similar. En 1490, un campesino llamado Benedetto Pareto informó que la Virgen María le había pedido que construyera una capilla en una montaña.  Pareto informó que él respondió que él era solo un hombre pobre y que no podría hacerlo, pero la Virgen María le dijo: "¡No tengas miedo!" . Después de caerse de un árbol, Pareto cambió de opinión y construyó una pequeña habitación de madera que más tarde se amplió al santuario actual. 

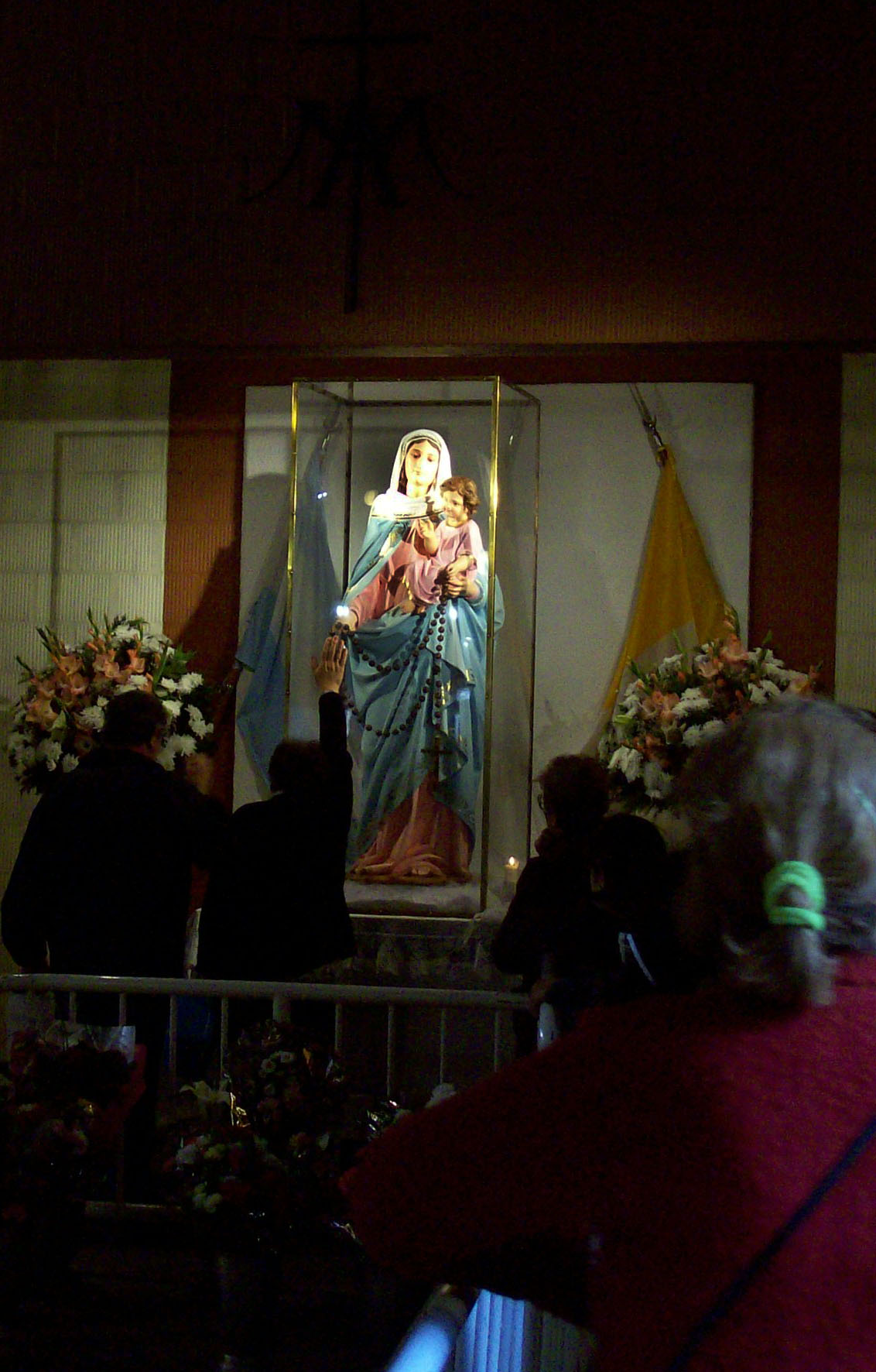
Estatua de Nuestra Señora del Rosario de San Nicolás original de la catedral de San Nicolás de Bari, ahora consagrado en un Santuario recién erigido del mismo nombre en San Nicolás de los Arroyos en Argentina

Y la tendencia ha continuado. La primera aprobación de una aparición mariana en el siglo XXI fue otorgada a las visiones de Jesús y María por Benoite Rencurel en Saint-Étienne-le-Laus en Francia desde 1664 a 1718.  La aprobación fue otorgada por la Santa Sede en mayo de 2008.  Nuevamente, en este caso, un joven Benoite Rencurel (que no sabía leer ni escribir) informó que una mujer vestida de blanco se le apareció en la cima de una montaña remota en Saint-Étienne-le-Laus y le pidió que construyera una iglesia allí.
En mayo de 2016, el Ordinario local de la Diócesis de San Nicolás de los Arroyos, el Obispo Cardelli, aprobó como "dignas de creer" las apariciones asociadas con la imagen mariana de Nuestra Señora del Rosario de San Nicolás.  Un santuario erigido en honor a María bajo este título fue inaugurado en 2014.  Los informes de rosarios resplandecientes, inusualmente radiantes, fueron seguidos por una serie de breves visiones de la presencia de Nuestra Señora como ama de casa y madre de dos hijos.

## Iglesias, íconos y devociones.

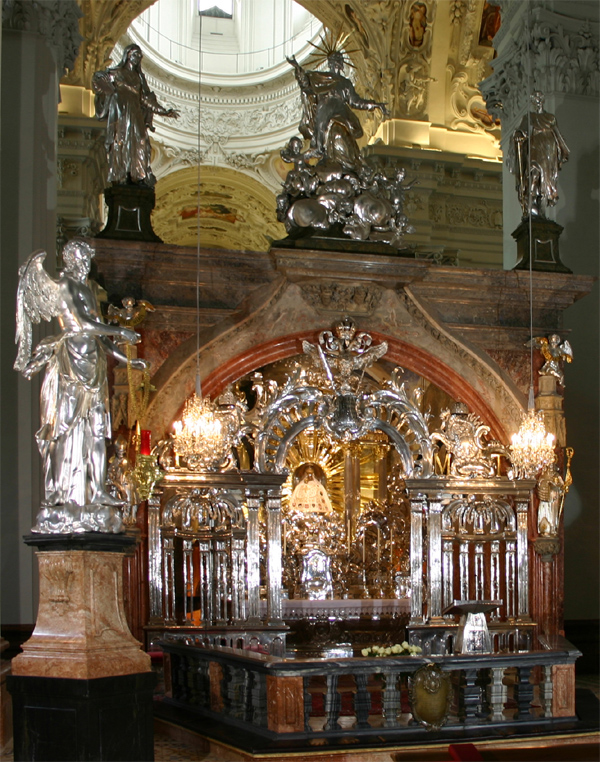
Altar de la Basílica de Mariazell, el santuario más popular de Austria

Las principales iglesias marianas a veces albergan los principales símbolos o íconos marianos, y la interacción entre las iglesias y estos símbolos puede reforzar el efecto de las devociones marianas.  Por ejemplo, la capilla Borghese o Paulina de la iglesia de Santa Maria Maggiore alberga el Salus Populi Romani, que ha sido históricamente el ícono del arte mariano católico más importante de Roma.  El 1 de abril de 1899, Eugenio Pacelli (más tarde el Papa Pío XII) celebró allí su primera Santa Misa.  Casi 50 años después, en 1953, Pío XII hizo que Salus Populi Romani fuera llevado de Santa Maria Maggiore a Roma para iniciar el primer año mariano en la historia de la Iglesia.  En 1954, el icono fue coronado por Pío XII cuando introdujo una nueva fiesta mariana de Reina de los Cielos con la encíclica Ad Caeli Reginam. 
Quizás el último ejemplo de esta interacción se dio en la colina de Tepeyac, en México, el sitio de la aparición de Nuestra Señora de Guadalupe a San Juan Diego Cuauhtlatoatzin.  La Basílica de Nuestra Señora de Guadalupe en la colina de Tepeyac alberga la tilma (manto) de San Juan Diego en la que se dice que la imagen de Nuestra Señora de Guadalupe fue impresa milagrosamente, donde había recogido rosas.  La tilma de San Juan Diego es un ícono nacional y religioso clave en México.  La serie de iglesias marianas en la colina de Tepeyac que han albergado la tilma desde 1531 ha recibido un número cada vez mayor de peregrinos y la Basílica de Nuestra Señora de Guadalupe (una de las iglesias más grandes del mundo) se construyó en 1974 para dar cabida a los más de 5 millones de peregrinos que llegan cada año.

## Periodos arquitectónicos

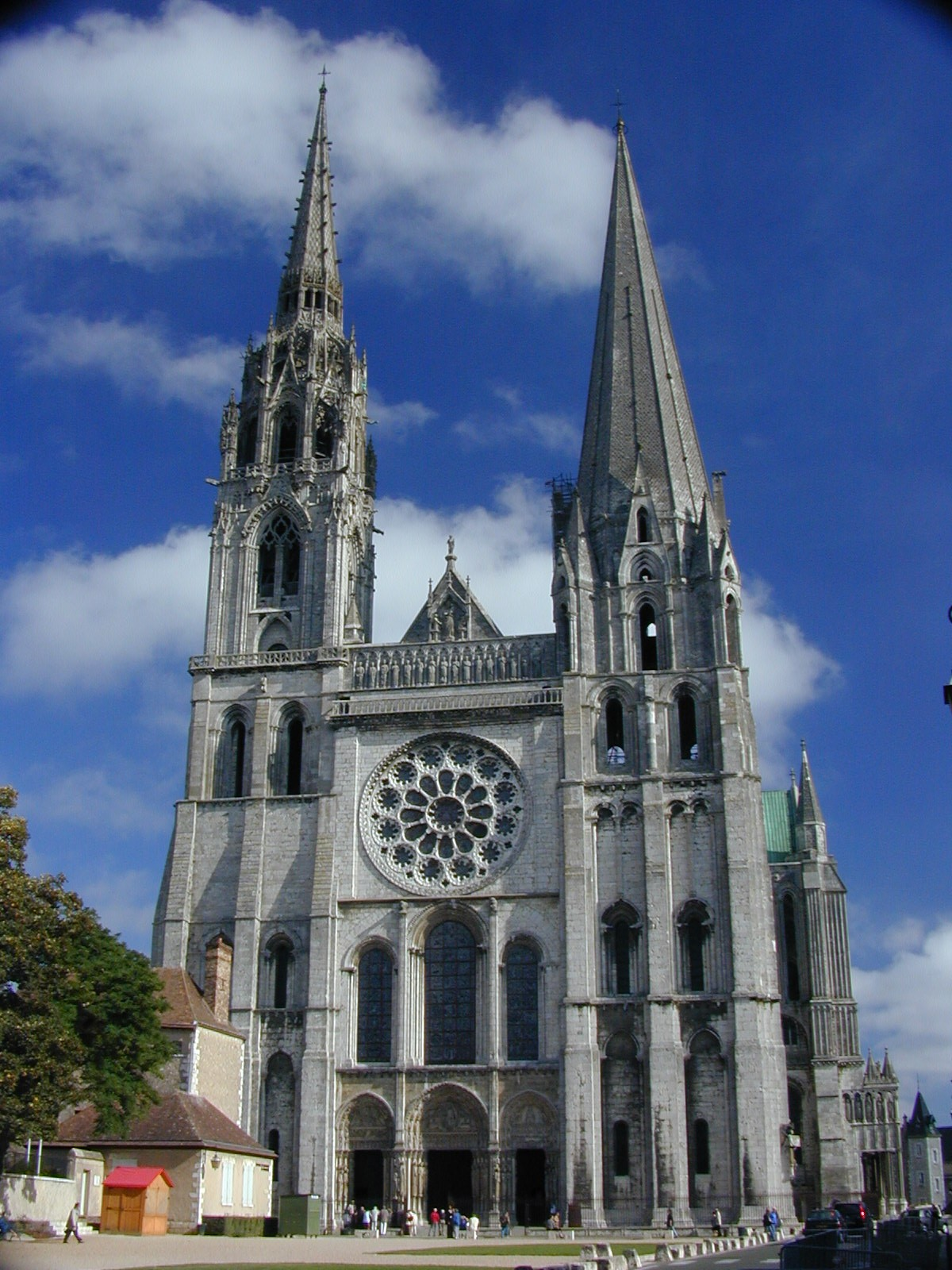
Catedral de Chartres

El progreso de las arquitecturas de las iglesias marianas manifiesta tanto el progreso de la arquitectura como la difusión de las devociones marianas. 
Si hay una sola ubicación mariana que contiene varios tipos de arquitectura, es el área que rodea el Santuario de Nuestra Señora de Lourdes.  La basílica del Rosario fue construida según la arquitectura bizantina en el siglo XIX.  La "Basílica de la Inmaculada Concepción" conocida mayoritariamente como la Basílica Superior, fue consagrada en 1876 y es un edificio elaborado en estilo gótico, mientras que la Basílica de San Pío X , es un edificio muy moderno que se completó en 1958 y está casi enteramente bajo tierra. 

### Románico
La basílica de Santa María en Cosmedin en el Forum Boarium en Roma es un ejemplo temprano de una iglesia mariana románica.  Es el sitio de la famosa Bocca della Verità , una antigua escultura romana que atrae a muchos visitantes cada año. 
La Catedral de Speyer (también conocida como Mariendom ) en Speyer, Alemania, es una imponente basílica de arenisca roja y una de las iglesias románicas más grandes del mundo.  La distintiva galería de columnas que la rodea y su imponente diseño de bóveda de triple pasillo influyeron en el desarrollo de la arquitectura románica en los siglos XI y XII. 
La catedral de Nuestra Señora de Flandes en Tournai es uno de los principales monumentos arquitectónicos de Bélgica. Combina el trabajo de tres períodos de diseño: el carácter pesado y severo de la nave románica que contrasta con el trabajo de transición del crucero y el estilo gótico completamente desarrollado del coro. 
Este período inicial también incluyó el crecimiento y el desarrollo en otros aspectos de la mariología, con actividades de figuras clave como John Damascene y Bernard of Clairvaux. Aparecieron cantos como el Ave Maris Stella y el Salve Regina y se convirtieron en elementos básicos de la canción monacal.  Las prácticas devocionales crecieron en número.  La oración del Ave María ganó popularidad. 

### Gótico

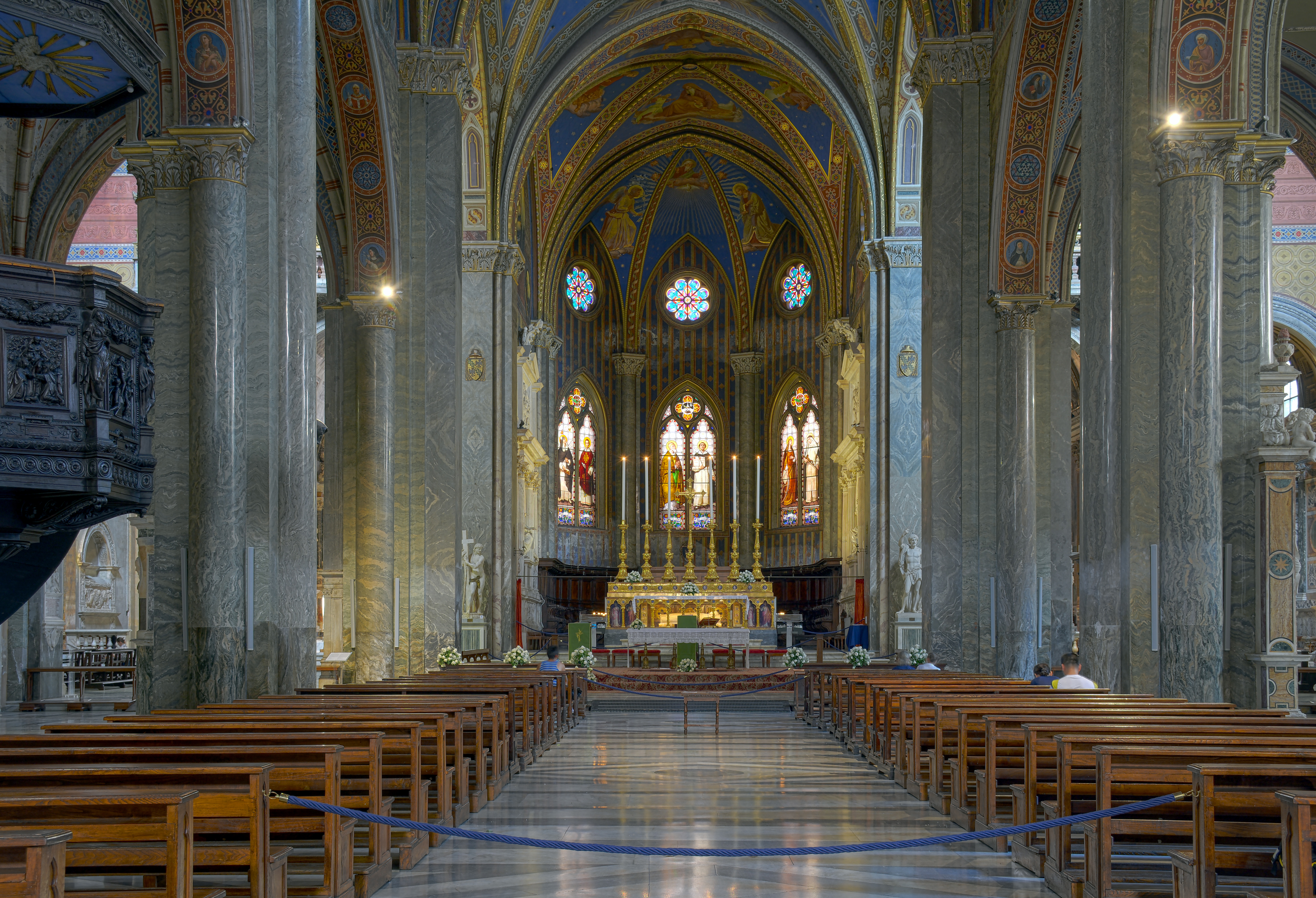
Interior de la Basílica de Santa María sobre Minerva, la única iglesia gótica de Roma. La iglesia alberga la tumba de Santa Catalina de Siena.

La catedral de Notre Dame de París es un excelente ejemplo de la arquitectura gótica francesa. Fue uno de los primeros edificios en el mundo en utilizar el arbotante.  Sus esculturas y vitrales muestran la fuerte influencia del naturalismo, dándoles un aspecto más secular del que carecía a arquitectura románica anterior. 
La catedral de Chartres, cerca de París, también es un buen ejemplo de una catedral gótica francesa.  Sus dos agujas contrastantes y los complejos arbotantes que lo rodean contienen elementos arquitectónicos clave de la época. La catedral de Reims, donde los reyes de Francia fueron coronados, ejemplifica la arquitectura gótica más pesada presente en las áreas franco-germánicas del norte. 
Más al sur, la fachada de la catedral de Santa Maria Assunta en Siena, Italia, es un excelente ejemplo de la arquitectura gótica toscana de Giovanni Pisano. 
El interior de la catedral de Notre-Dame, Luxemburgo, muestra el estilo gótico de diseño en su altura.  La basílica es un buen ejemplo de arquitectura gótica tardía con muchos elementos y adornos renacentistas. 
Una cuestión mariológica importante en este período fue la Inmaculada Concepción.  Poco a poco comenzó a predominar la idea de que María había sido limpiada del pecado original en el momento mismo de su concepción. 
Los papas emitieron títulos y autorizaron fiestas y procesiones en honor a María. El papa Clemente IV (1265-1268) creó un poema sobre las siete alegrías de María, que en su forma se considera una versión temprana del rosario franciscano.

### Renacimiento
Quizás el ejemplo clave de la arquitectura mariana del Quattrocento del Renacimiento temprano sea la Cúpula de la Basílica de Santa María del Fiore en Florencia, Italia.  La catedral fue consagrada por el papa Eugenio IV en 1436 y fue la primera cúpula "octogonal" en la historia que se construyó sin un marco de soporte de madera y fue la cúpula más grande construida en ese momento (todavía es la cúpula de mampostería más grande del mundo). 
La fachada de la Basílica de Santa Maria Novella en Florencia es otro ejemplo de los comienzos del Renacimiento temprano. 
La Basílica de Santa Maria delle Grazie (Milán) , famosa por el mural de la Última Cena de Leonardo da Vinci, es un ejemplo de la progresión de la arquitectura más allá del período gótico y hacia el Renacimiento . 
Este período también experimentó un crecimiento sin precedentes en el arte mariano con artistas como Donatello, Sandro Botticelli, Masaccio, Filippo Lippi, Piero di Cosimo y Paolo Uccello, entre muchos otros. 

### Barroco

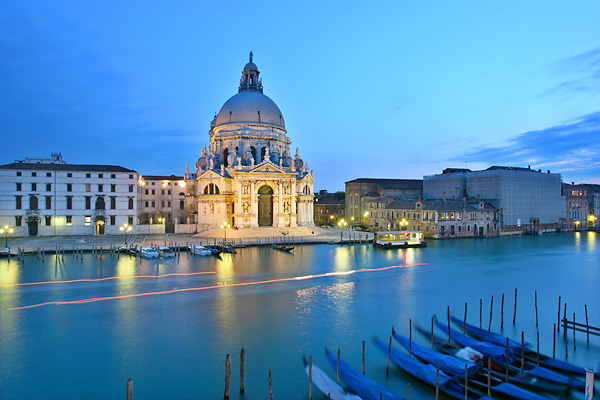
Santa Maria della Salute, Venecia

La fachada barroca de Santa Maria della Pace, diseñada por Pietro da Cortona, es un buen ejemplo de una iglesia mariana en Roma que avanzó más allá del Renacimiento . 
La Basílica de Nuestra Señora del Pilar en Zaragoza, España, es una iglesia barroca construida sobre iglesias anteriores en el mismo sitio, que se remonta a la época románica.  Siendo un gran rectángulo con una nave y dos pasillos, con otras dos capillas de ladrillo, tiene un estilo típicamente aragonés y está iluminado por grandes óculos, característicos de los edificios de la región desde el siglo XVII en adelante. 
Algunas iglesias marianas se construyeron como respuesta a eventos específicos, por ejemplo, Santa Maria della Salute en Venecia fue construida para agradecer a la Virgen María por la liberación de la ciudad de la plaga.  La iglesia está llena de simbolismo mariano: la gran cúpula representa su corona y los ocho lados los ocho puntos de su estrella simbólica. 
La literatura barroca sobre María experimentó un crecimiento imprevisto con más de 500 páginas de escritos mariológicos durante el siglo XVII con escritores como Francisco Suárez, Lawrence de Brindisi, Robert Bellarmine y Francisco de Sales. Después de 1650, la Inmaculada Concepción fue objeto de más de 300 publicaciones.  En este período, San Luis de Montfort escribió sus influyentes libros marianos que influyeron en varios papas siglos más tarde. 
La mariología barroca fue apoyada por el papa Pablo V y Gregorio XV. Alejandro VII declaró en 1661 que el alma de María estaba libre del pecado original. El papa Clemente XI ordenó la fiesta de la Inmaculada para toda la Iglesia en 1708.  La fiesta del Rosario se introdujo en 1716, la fiesta de los Siete Dolores en 1727.  La oración del Ángelus fue fuertemente apoyada por el Papa Benedicto XIII en 1724 y por el Papa Benedicto XIV en 1742.

### Modernismo

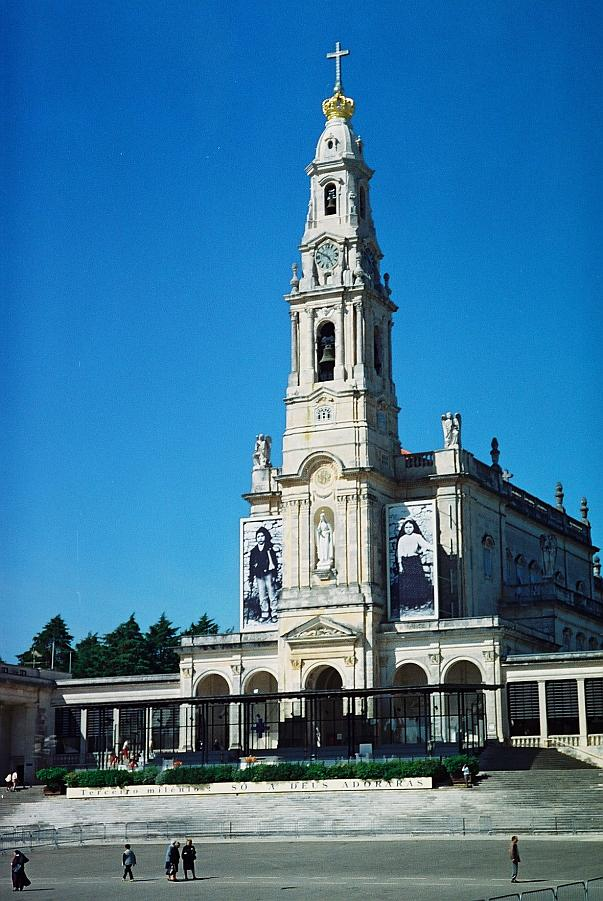
Basílica de Nuestra Señora de Fátima con las imágenes de Francisco y Jacinta Marto

El período moderno ha sido testigo de un crecimiento sin precedentes tanto de las iglesias marianas como del apoyo papal y popular a la marilogía, con un aumento significativo en el número de peregrinos a los santuarios marianos. 
La Basílica del Santuario Nacional de Nuestra Señora de Aparecida en Brasil solo es superada en tamaño por la Basílica de San Pedro en la Ciudad del Vaticano. 
Dos grandes basílicas marianas fueron construidas en América del Norte durante el siglo XX en las ciudades capitales de México y los Estados Unidos. La primera fue la Basílica del Santuario Nacional de la Inmaculada Concepción; Washington D. C. .  Los planos originales preveían una estructura gótica, pero fueron modificados en 1918.  En ese momento se decidió construir una estructura con un exterior románico y un interior de estilo bizantino.  De 1974 a 1976, se construyó una nueva Basílica de Nuestra Señora de Guadalupe en la colina Tepeyac, al norte de la Ciudad de México , junto a la iglesia de 1709 que ya no era segura debido a los cimientos debilitados.  Ambos edificios se encuentran en el lugar de la aparición de Nuestra Señora de Guadalupe a San Juan Diego Cuauhtlatoatzin.  Es el sitio de peregrinación más importante de México y la adoración perpetua se lleva a cabo allí por muchas personas. Usando su atrio, 40,000 personas pueden asistir a misa en la basílica. 
Otras iglesias marianas comenzaron a aparecer en todo el mundo.  La Basílica de Nuestra Señora de Ella Shan fue construida cerca de Shanghái, China, como la iglesia cristiana más grande del este de Asia.  La nueva Catedral de la Inmaculada Concepción se construyó en Manila, Filipinas y la Basílica de Nuestra Señora de la Candelaria en Tenerife, España. 

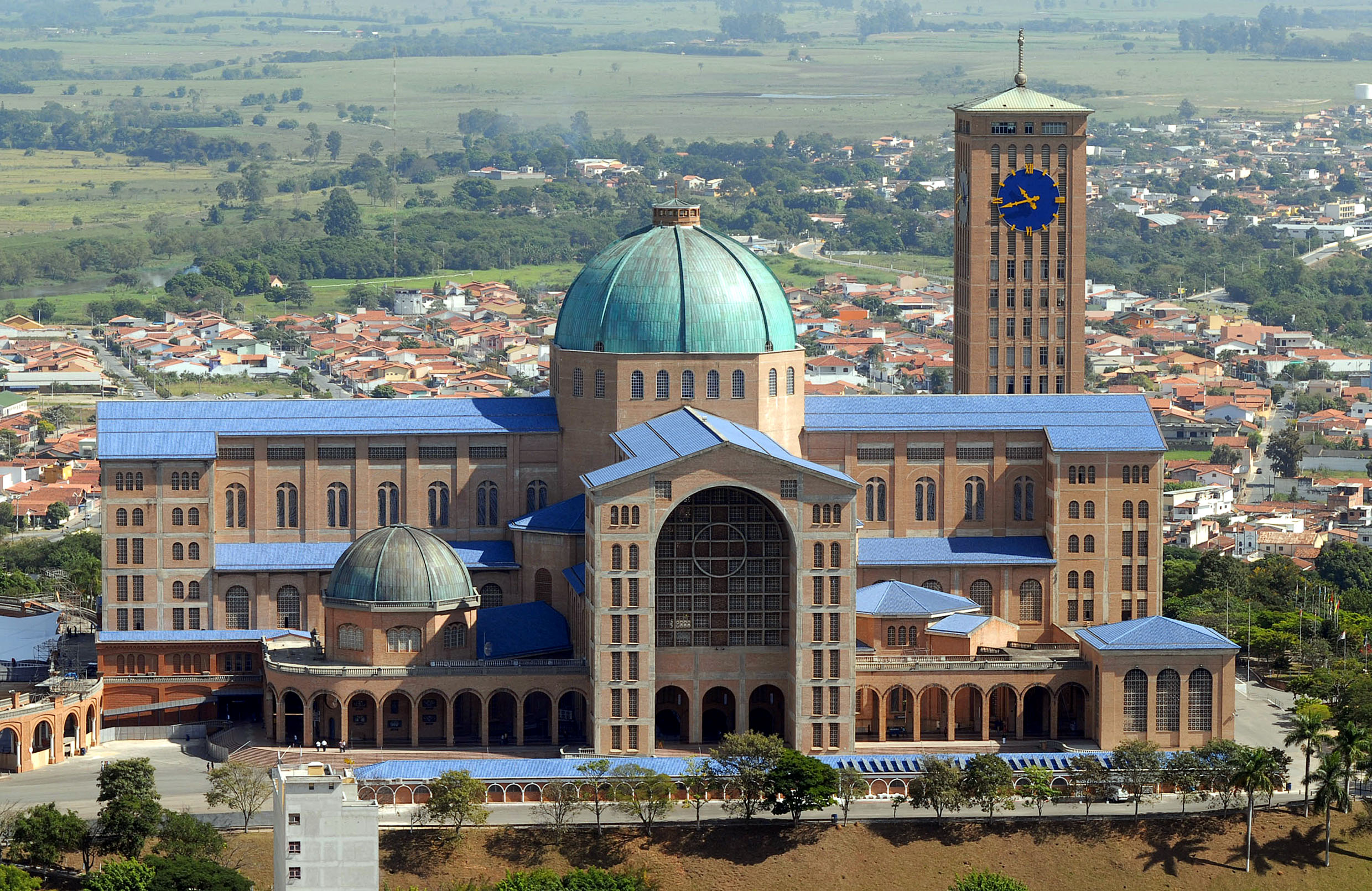
Basílica de Nuestra Señora de Aparecida, Brasil, 1955

Este período también vio el crecimiento de organizaciones laicas de devoción mariana, como los grupos de distribución de rosarios gratuitos.  Un ejemplo es Our Lady Rosary Makers, que se formó con una donación de $ 25 para una máquina de escribir en 1949 y ahora tiene miles de voluntarios que han distribuido cientos de millones de rosarios gratuitos a misiones católicas de todo el mundo. 
Durante este período se emitieron encíclicas papales marianas y cartas apostólicas claves y el papa Pío X y el papa Pío XII dieron pasos importantes para establecer nuevos dogmas marianos.
La encíclica Ad diem illum del Papa Pío X conmemoró el quincuagésimo aniversario del dogma de la Inmaculada Concepción y el Papa Pío XII emitió la constitución apostólica Munificentissimus Deus para definir ex cathedra el dogma de la Asunción de la Santísima Virgen María.  Más recientemente, la encíclica Redemptoris Mater del Papa Juan Pablo II dio el paso de abordar el papel de la Virgen María como Mediadora. 
El Santuario de Nuestra Señora del Liquen en Stary Licheń fue construido entre 1994 y 2004.  Es la iglesia más grande de Polonia, la séptima más grande de Europa y la undécima del mundo.  Alberga una pintura de 200 años conocida como la Virgen de los Dolores, reina de Polonia . 
Iniciado en 1987, el Santuario dedicado a Nuestra Señora del Rosario de San Nicolás en la provincia de Buenos Aires, Argentina, se inauguró el 25 de mayo de 2014.  Alberga una estatua histórica de Nuestra Señora, identificada por revelaciones privadas a una mujer laica de la diócesis que ocurrió durante varios años, y fue documentada en un libro por el Padre René Laurentin , y posteriormente aprobada como "digna de ser creída" por el Obispo Cardella en mayo de 2016.

### Citas
1. ↑  Encyclical Ad Caeli Reginam on the Vatican website
2. ↑  Catholic encyclopedia
3. ↑  Early Christian Art and Architecture  by R. L. P. Milburn (Feb 1991) ISBN 0520074122 Univ California Press page 303
4. ↑  Encyclopedia of Sacred Places by Norbert C. Brockman 2011 ISBN 159884654X page 161
5. ↑  The Canons of the Two Hundred Holy and Blessed Fathers Who Met at Ephesus
6. ↑  Mary in Western Art by Timothy Verdon 2005 ISBN 097129819X pages 37-40
7. ↑  Arte en Italia de Renacimiento por John T. Paoletti 2005
8. ↑  Erik Thunø, 2003 Image and Relic: Mediating the Sacred in Early Medieval Rome ISBN 88-8265-217-3 page 34
9. ↑  Bissera V. Pentcheva, 2006 Icons and Power: the Mother of God in Byzantium ISBN 0-271-02551-4 page 21
10. ↑  Anne J. Duggan, 2008 Queens and Queenship in Medieval Europe ISBN 0-85115-881-1 page 175
11. ↑  Religions of the World by J. Gordon Melton, Martin Baumann 2003 ISBN 1576072231 pages 308-309
12. ↑  Eternal Word Television Network, Global Catholic Network
13. ↑  Brazil rediscovered by Roberta C. Wigder 1977 ISBN 0-8059-2328-4 page 235
14. ↑  Pilgrimage: from the Ganges to Graceland : an encyclopedia, Volume 1 by Linda Kay Davidson, David Martin Gitlitz 2002 ISBN 1-57607-004-2 page 38
15. ↑  «Zenith News 14 December 2009». Archivado desde el original el 13 de noviembre de 2011. Consultado el 21 de marzo de 2019.
16. ↑  Raymond Burke, 2008, Mariology: A Guide for Priests, Deacons, seminarians, and Consecrated Persons, Queenship Publishing ISBN 1-57918-355-7 page 189
17. ↑  From Trent to Vatican Two by Raymond F. Bulman, Frederick J. Parrella 2006 Oxford UP ISBN 0195178076 pages 179-180
18. ↑  Let's go: Europe, 1979 by Harvard Student Agencies ISBN 0-312-38708-3 page 553
19. ↑  Michał Malinowski 2008 Polish folktales and folklore ISBN 1-59158-723-9 page 69
20. ↑  Theology In Stone: Church Architecture From Byzantium to Berkeley by Richard Kieckhefer 2004 ISBN 0195154665 pages 207-208
21. ↑   Página web del Vaticano: Marian encomienda de Europa.
22. ↑  Moved by Mary: The Power of Pilgrimage in the Modern World by Anna-Karina Hermkens, Willy Jansen 2009 ISBN 0-7546-6789-8 page 217
23. ↑   Noticias Zenit
24. ↑   Peregrinos a Nuestra Señora de Guadalupe
25. 1 2  What Mary Means to Christians: An Ancient Tradition Explained by Peter Stravinskas 2012, Paulist Press ISBN 0809147440 chapter on "Lourdes, Fatima, Guadalupe"
26. 1 2  'The Catholic Almanac's Guide to the Church by Matthew Bunson 2001 ISBN 0879739142 page 194
27. 1 2  Pilgrimage: from the Ganges to Graceland : an encyclopedia, Volume 1 by Linda Kay Davidson, David Martin Gitlitz 2002 ISBN 1-57607-004-2 page 213
28. ↑  Benoite Rencurel Agencia Católica de Noticias Archivado el 12 de diciembre de 2008 en Wayback Machine.
29. ↑  Benoite Rencurel Agencia Católica de Noticias Archivado el 13 de mayo de 2008 en Wayback Machine.
30. ↑  «Agencia Católica de Noticias». Archivado desde el original el 20 de noviembre de 2009. Consultado el 21 de marzo de 2019.
31. ↑  «Agencia Católica de Noticias». Archivado desde el original el 12 de diciembre de 2009. Consultado el 21 de marzo de 2019.
32. ↑   A Roskovany, conceptu immacolata ex monumentis omnium seculrorum demostrar III, Budapest 1873
33. ↑   F Zöpfl, Barocke Frömmigkeit, en Marienkunde, 577

## Galería de iglesias católicas marianas
Las fechas indican el primer año de construcción (a menudo probable). 

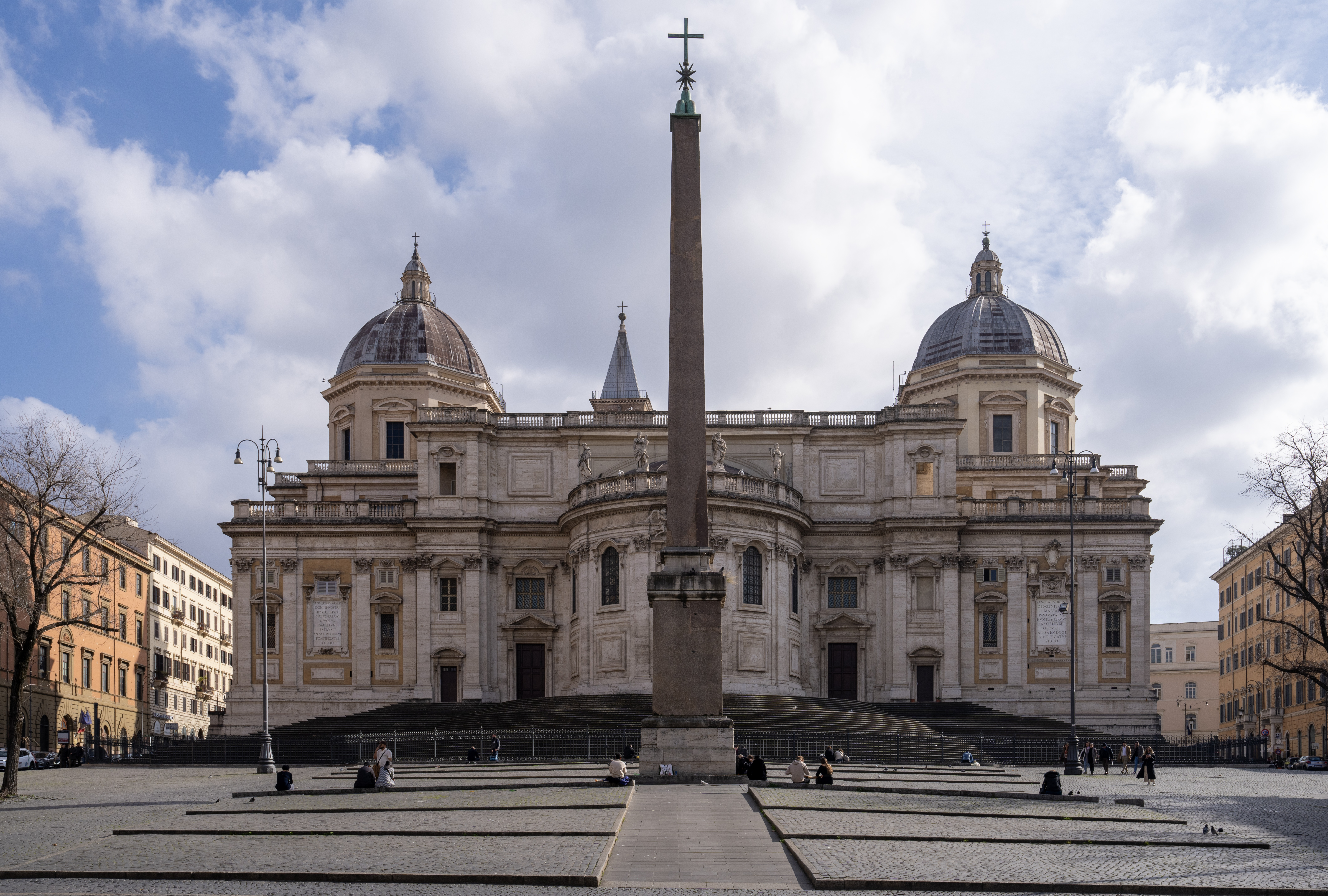
Santa Maria Maggiore, Roma, siglo V
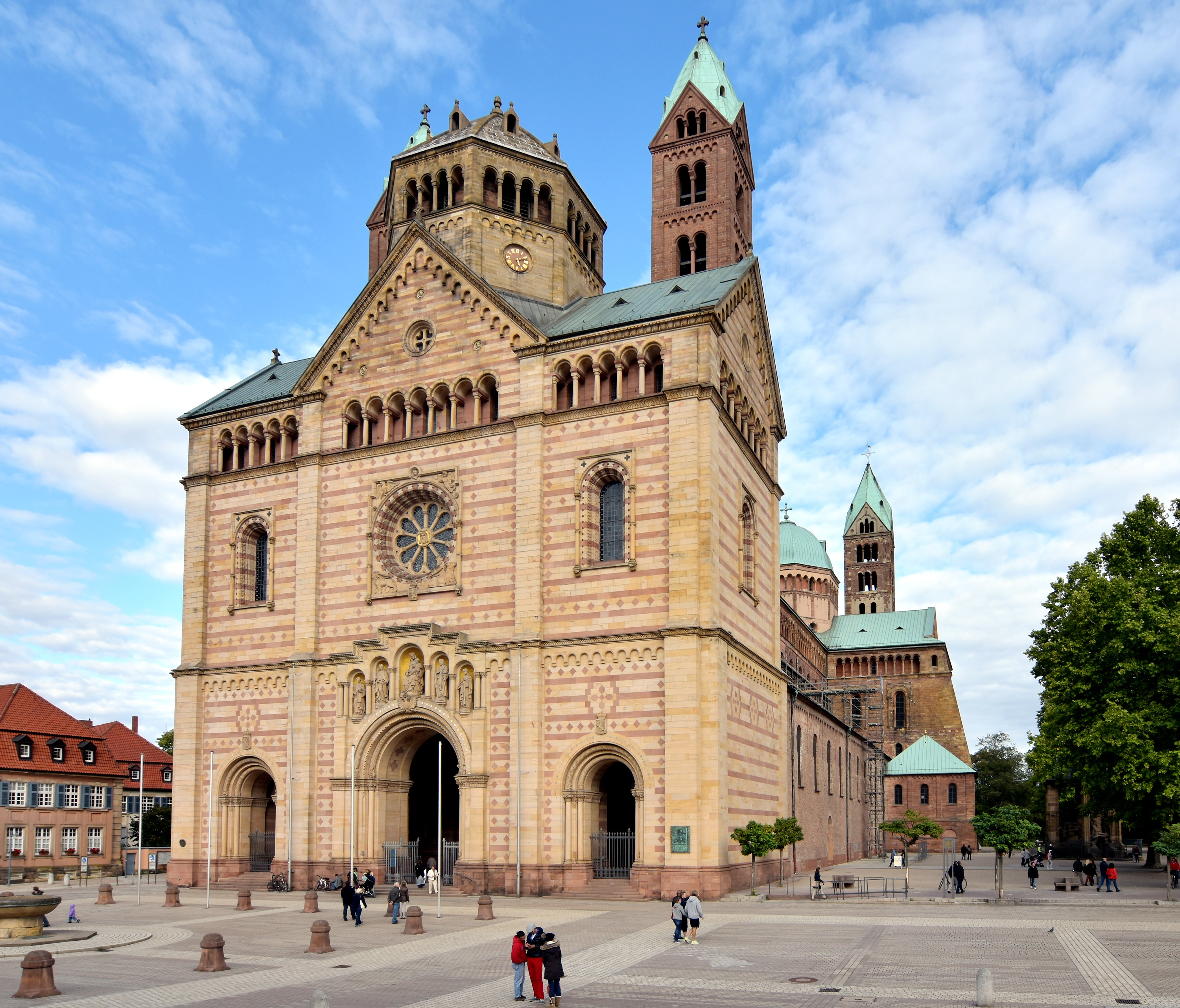
Catedral de Speyer (Mariendom), 1030, Patrimonio de la UNESCO
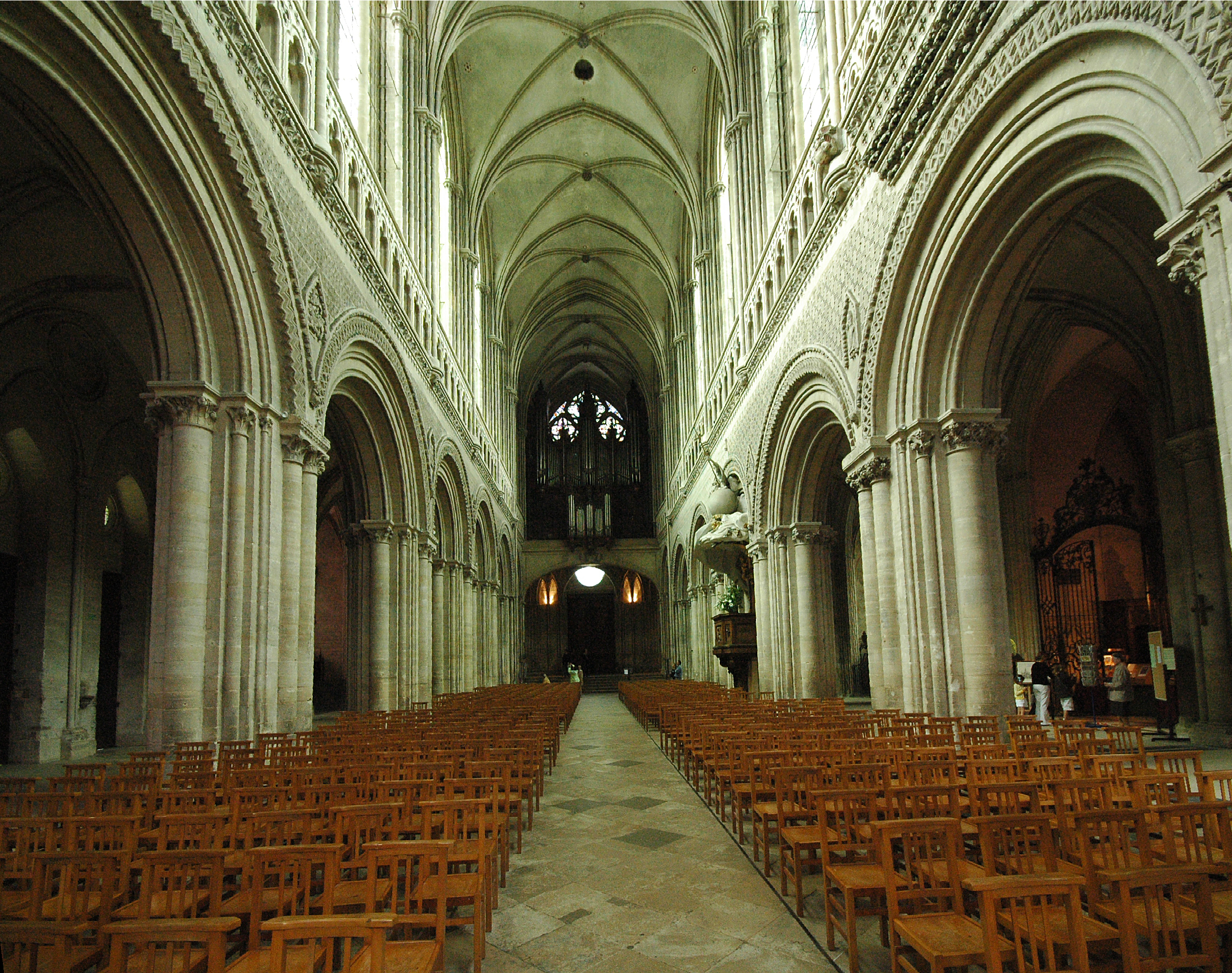
Notre-Dame de Bayeux, Francia, 1077
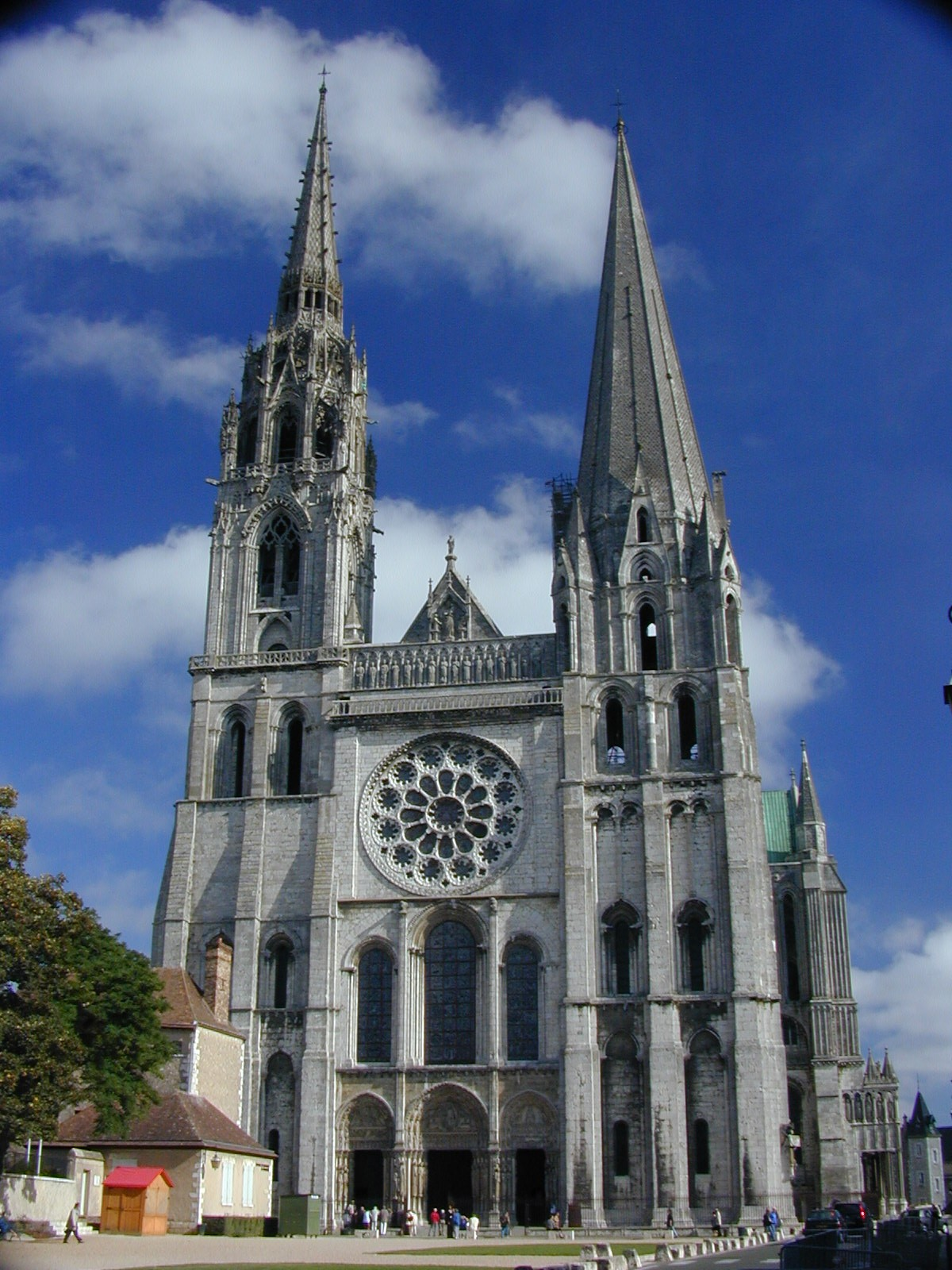
Catedral de Notre Dame de Chartres (Francia)
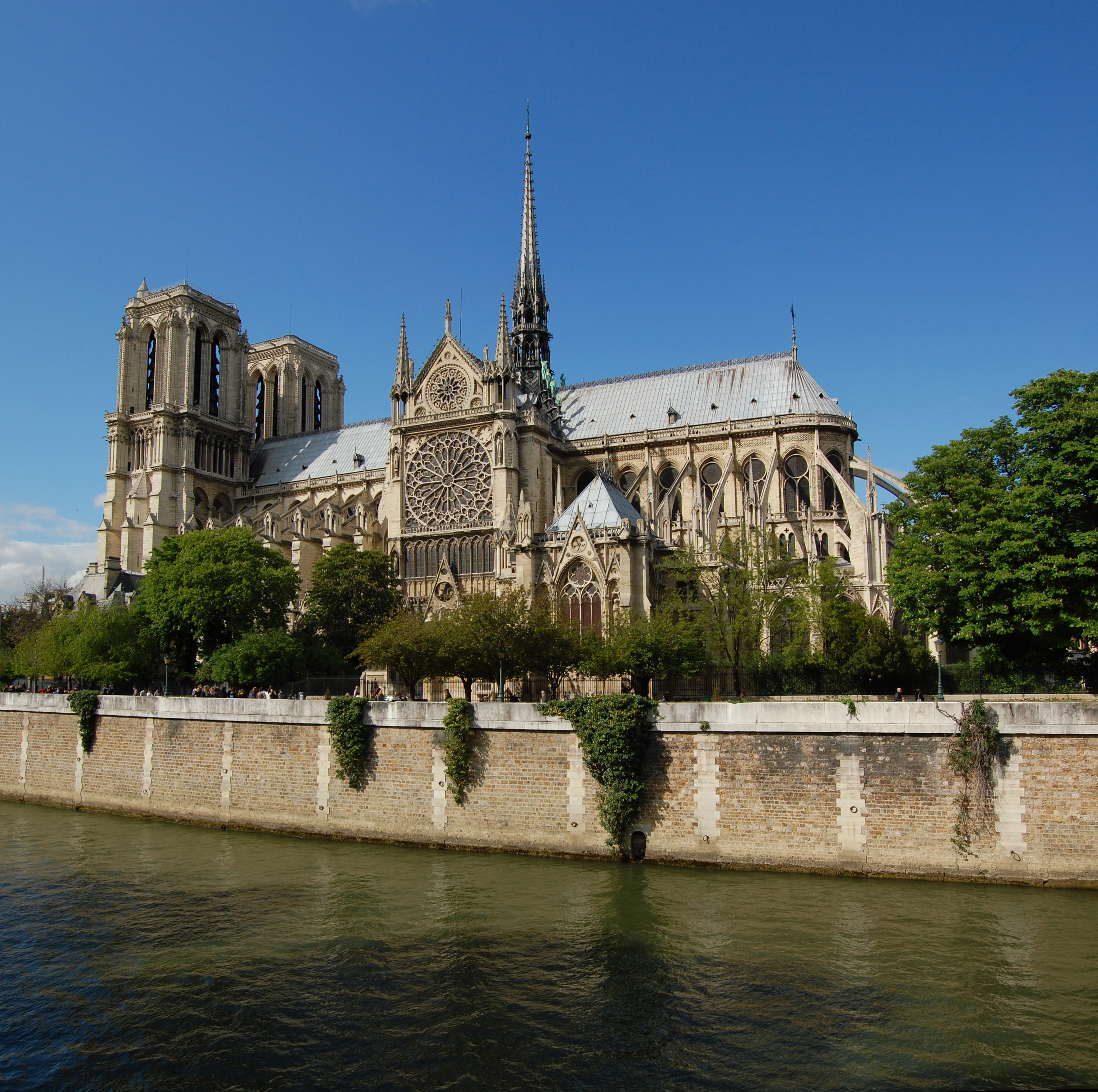
Catedral de Notre Dame de Paris,  Paris, 1163
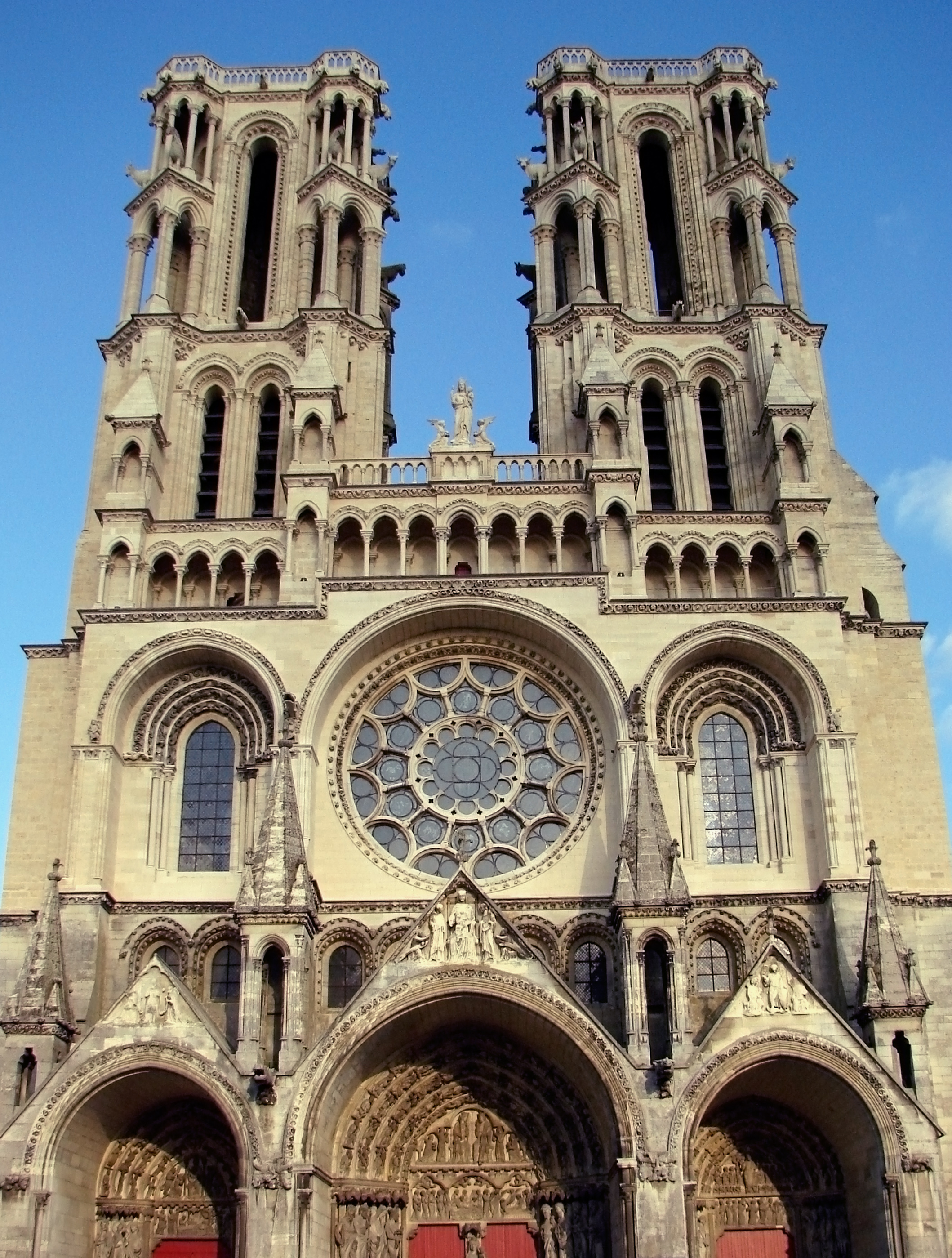
Notre Dame de Laon, Francia, 1160
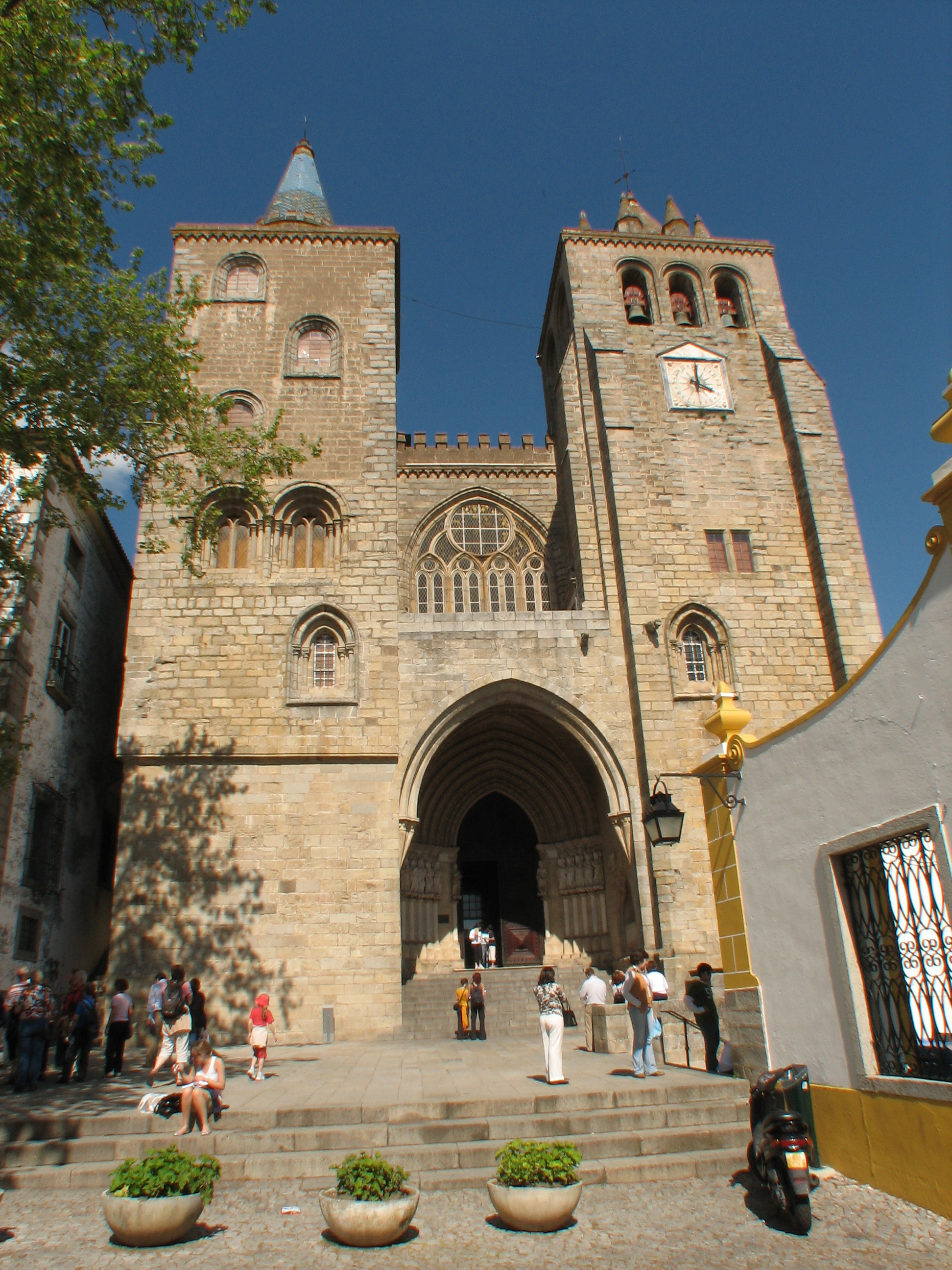
Basílica-Catedral de Nuestra Señora de la Asunción, Évora, Portugal, 1186
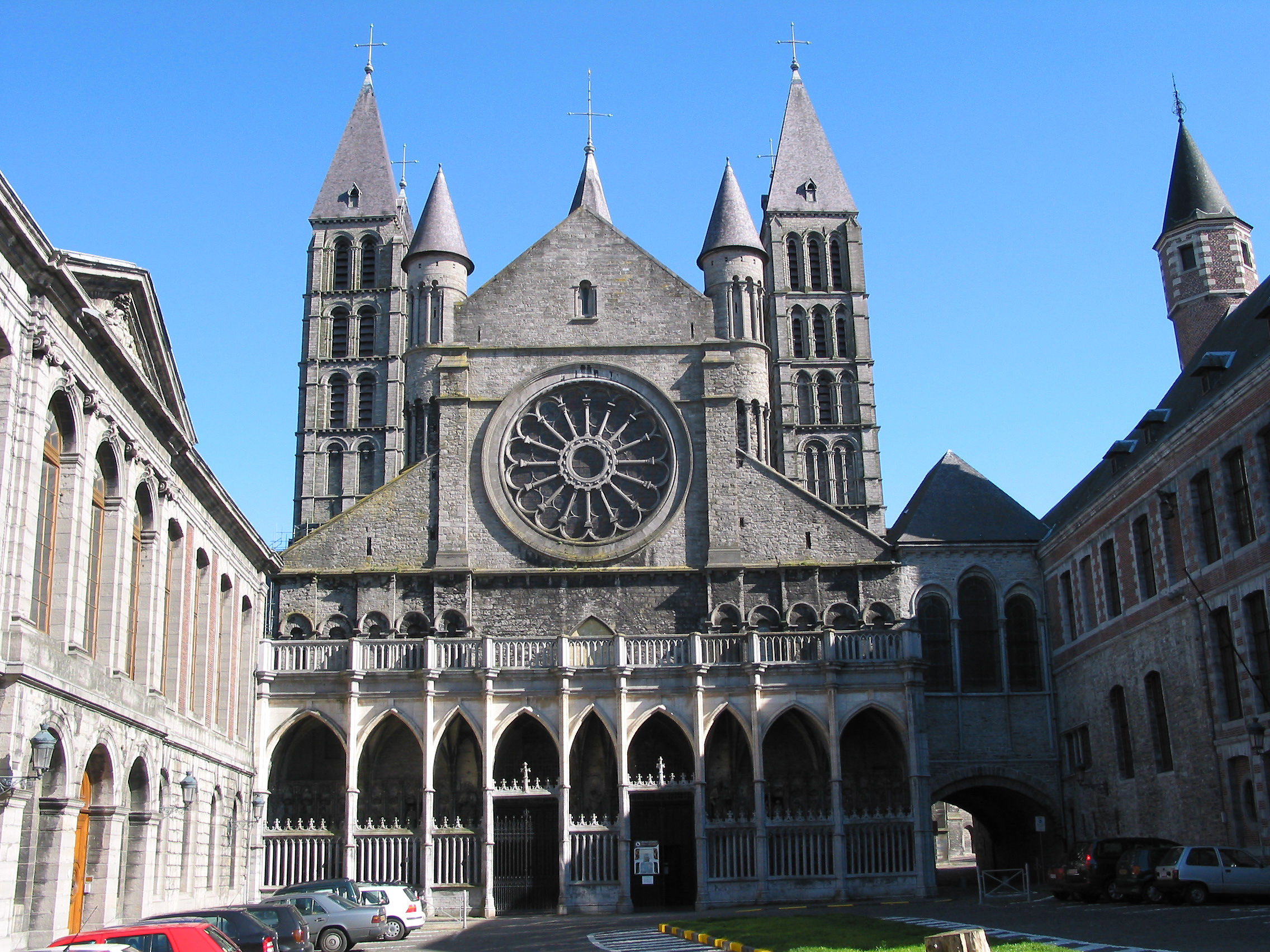
Catedral de Nuestra Señora de Flandes, Tournai, Bélgica
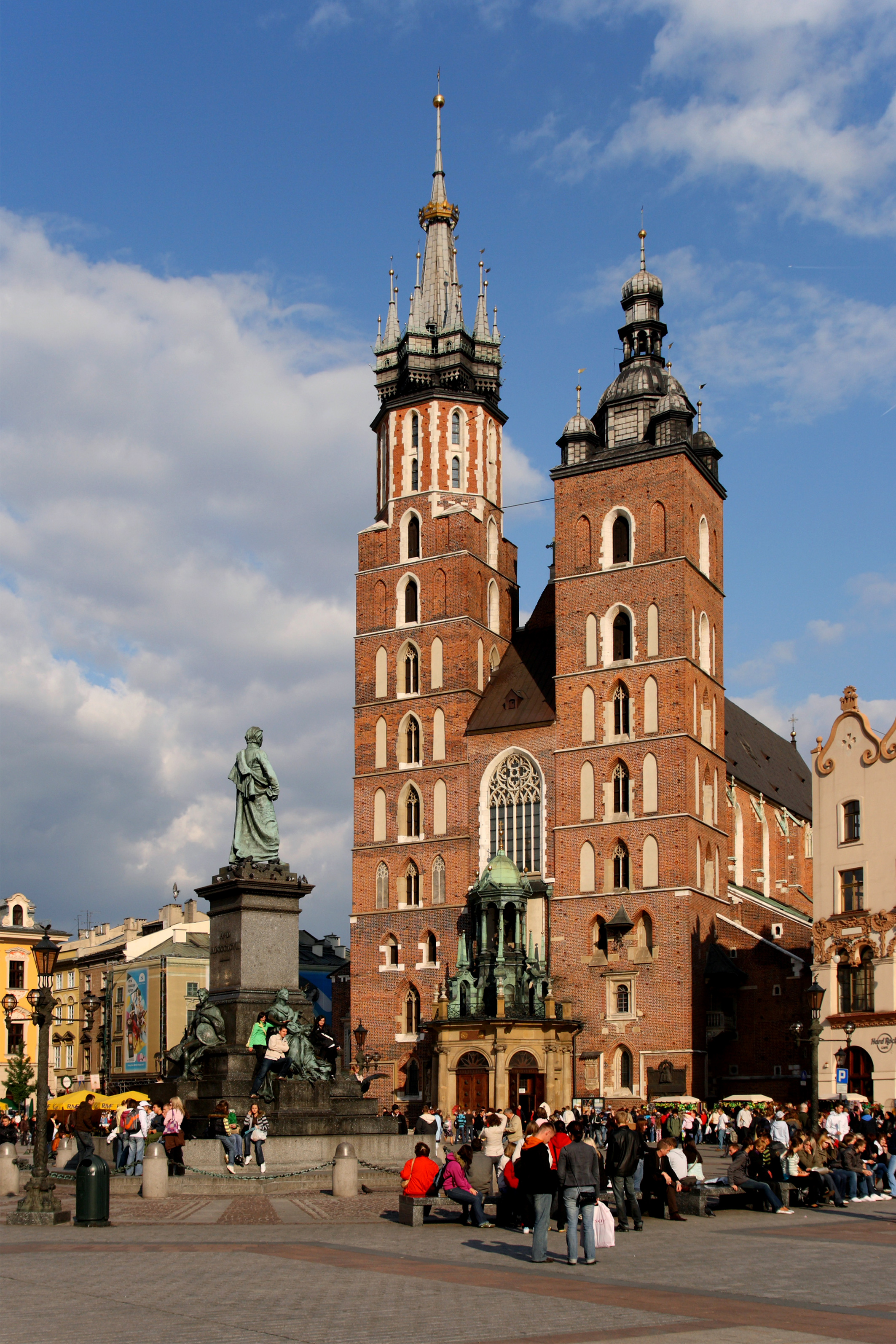
Basílica de Santa María, Cracovia
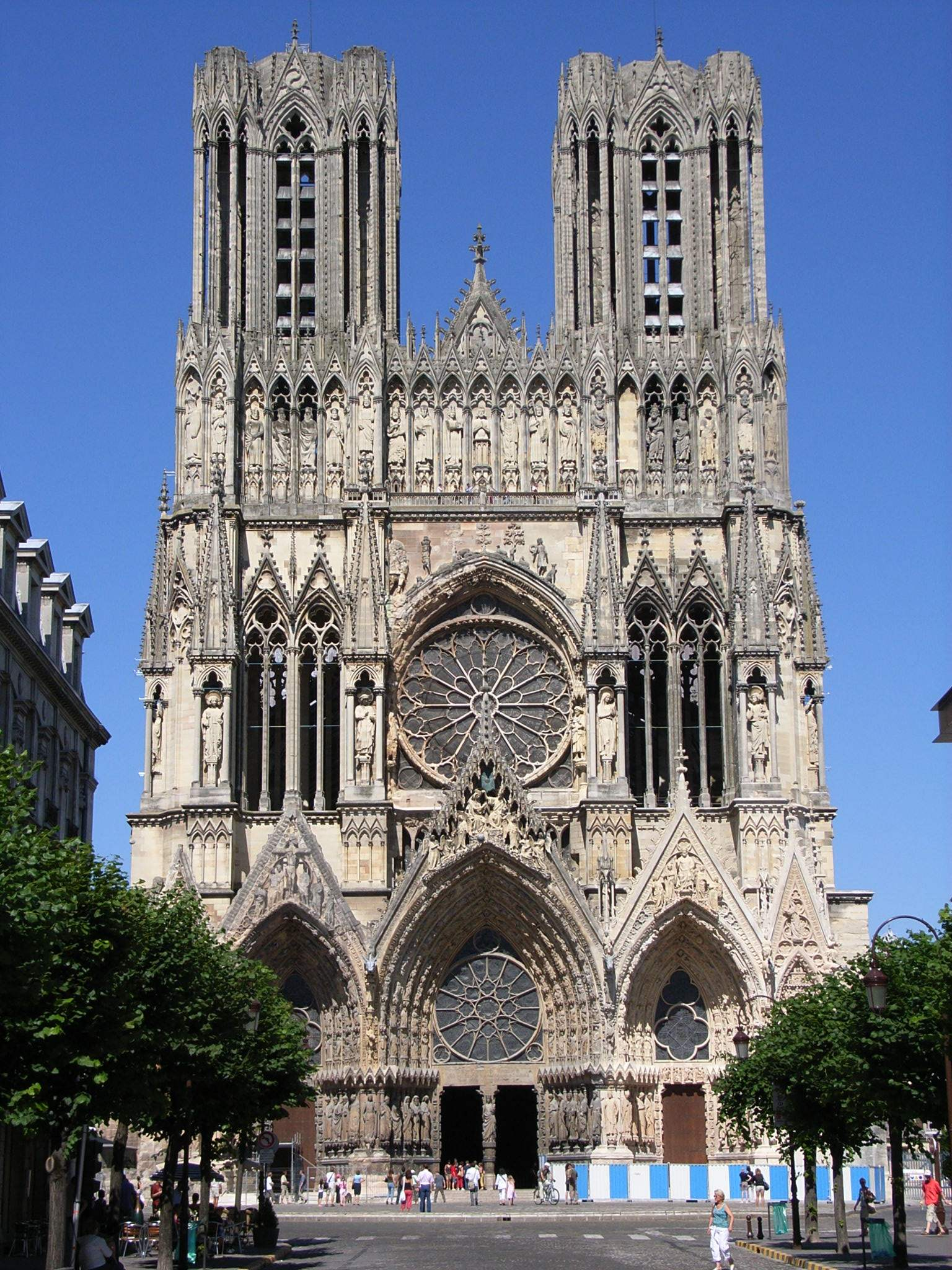
Fachada de Notre-Dame de Reims, Reims, Francia
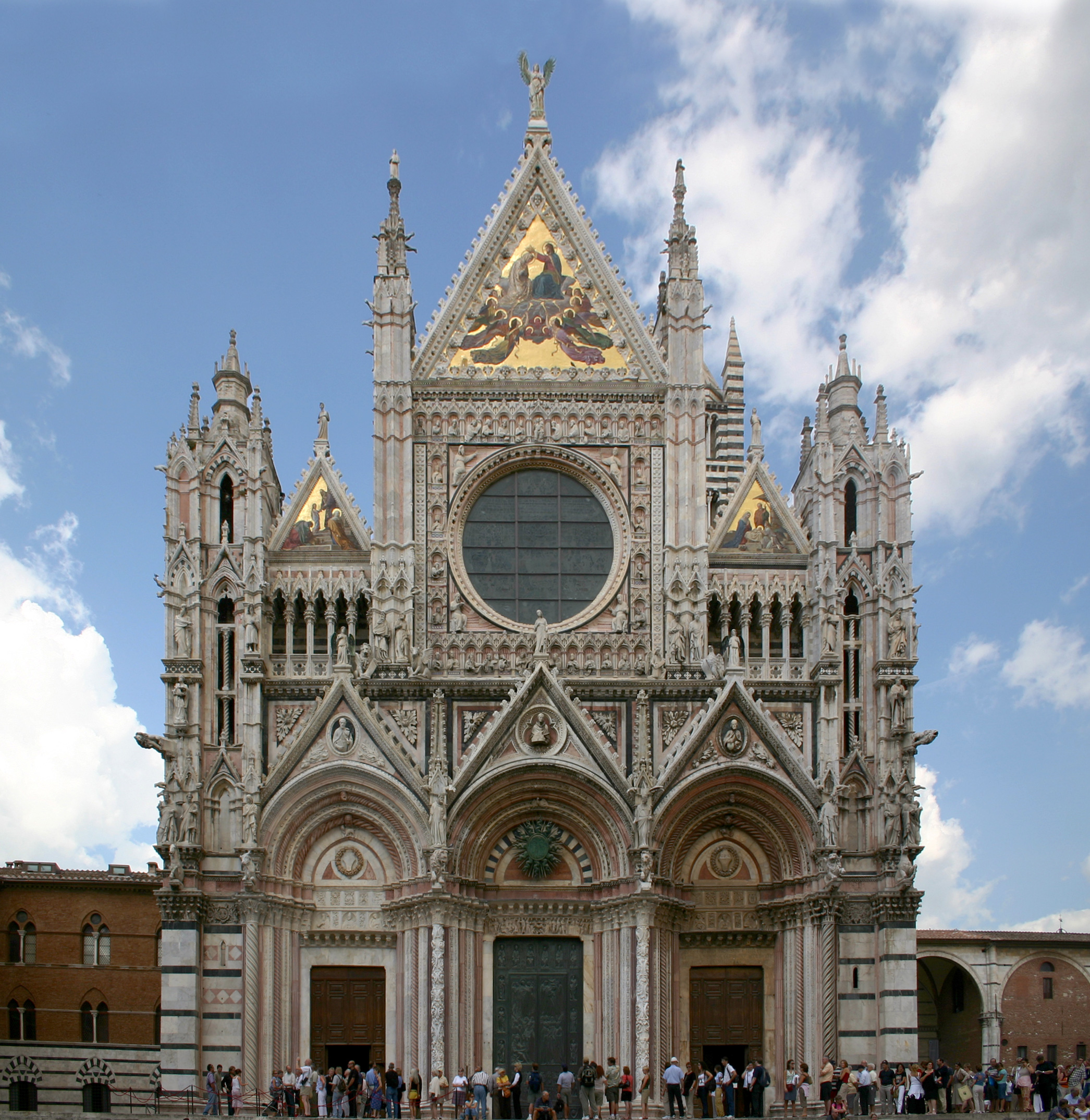
Catedral de Siena  (Santa Maria Assunta), 1215
Catedral de Florencia (Santa Maria del Fiore), patrimonio de la UNESCO
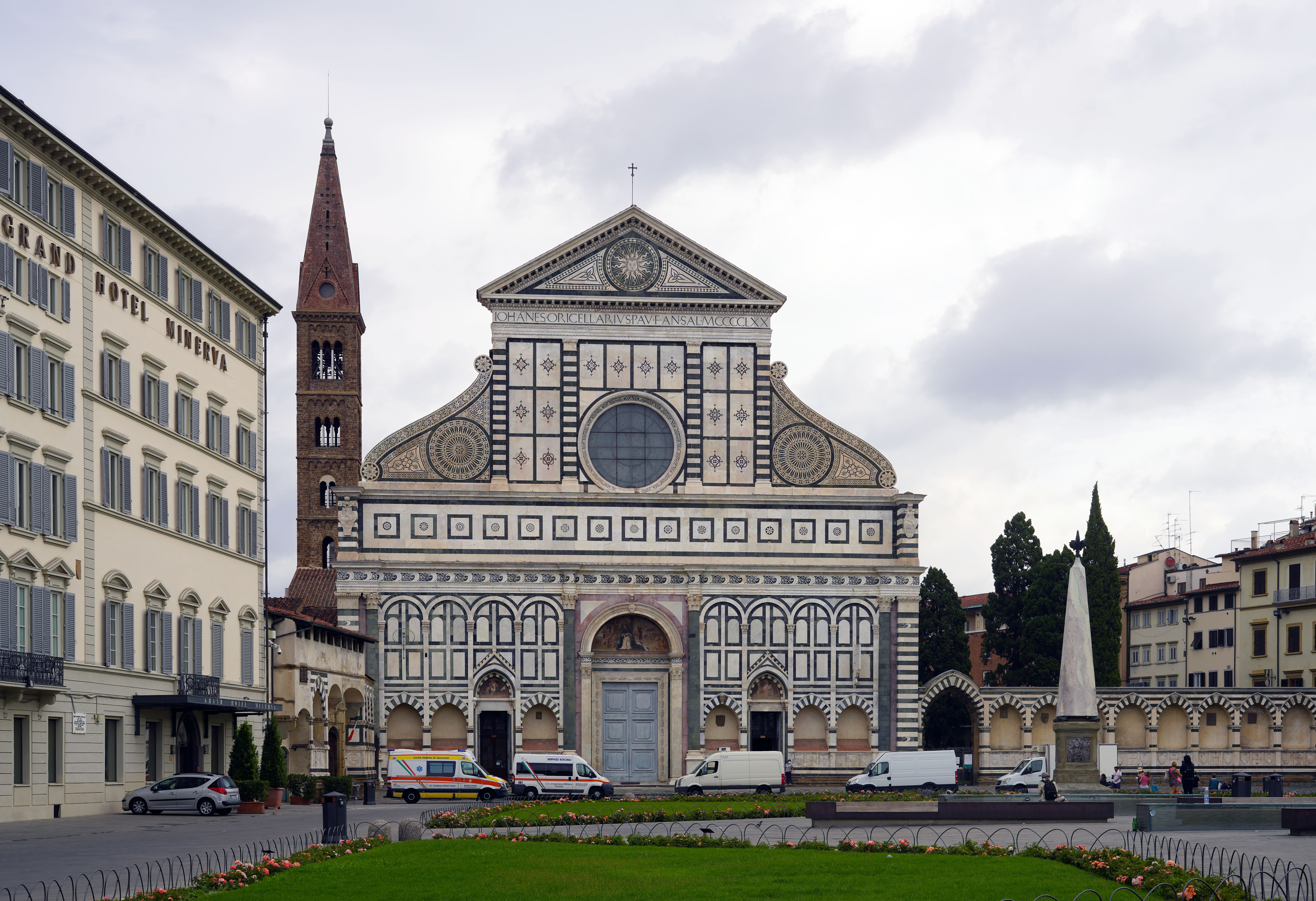
Santa Maria Novella, Florencia,  1246
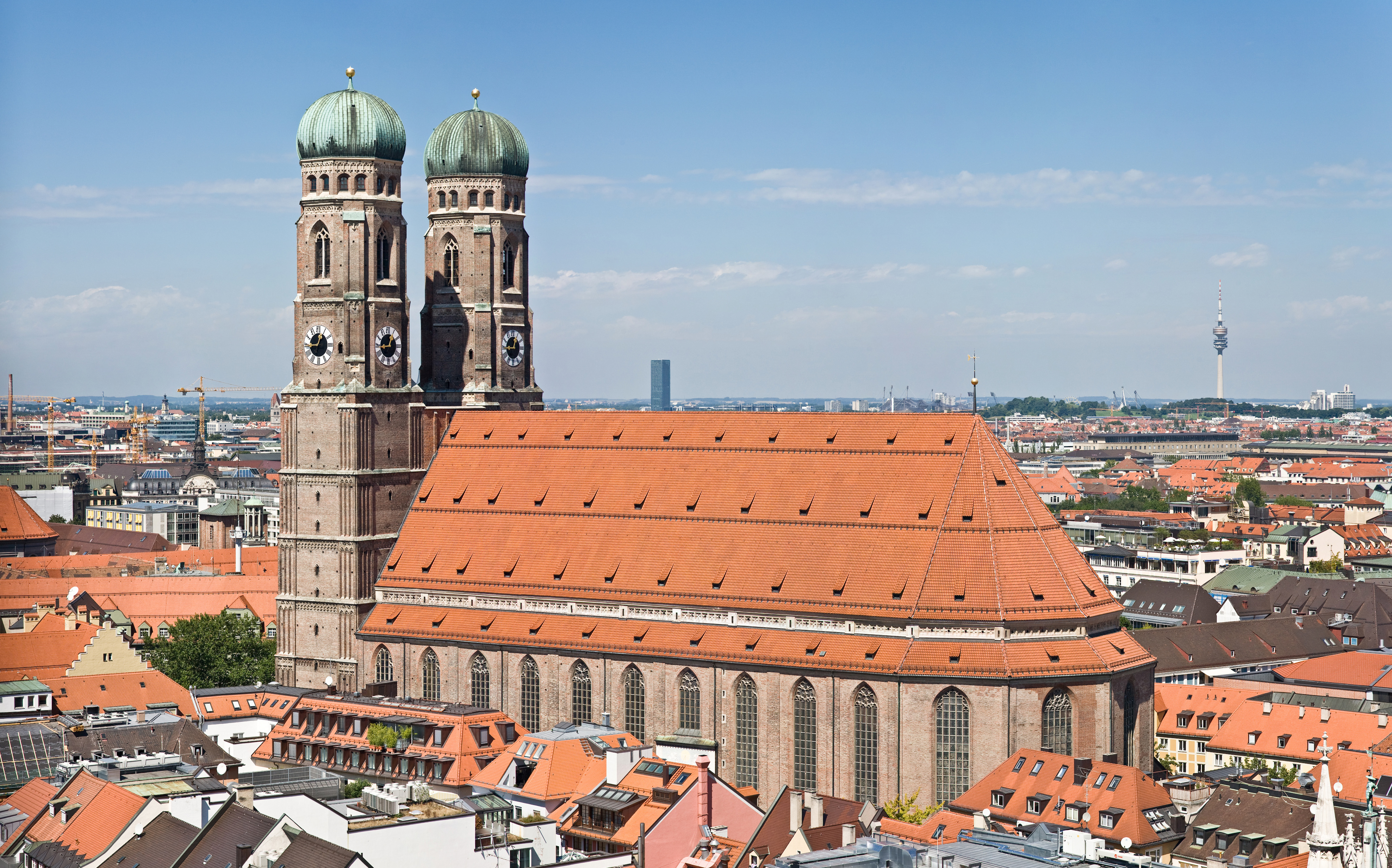
Munich Frauenkirche, (Catedral de Nuestra Santísima Señora), 1468-1488
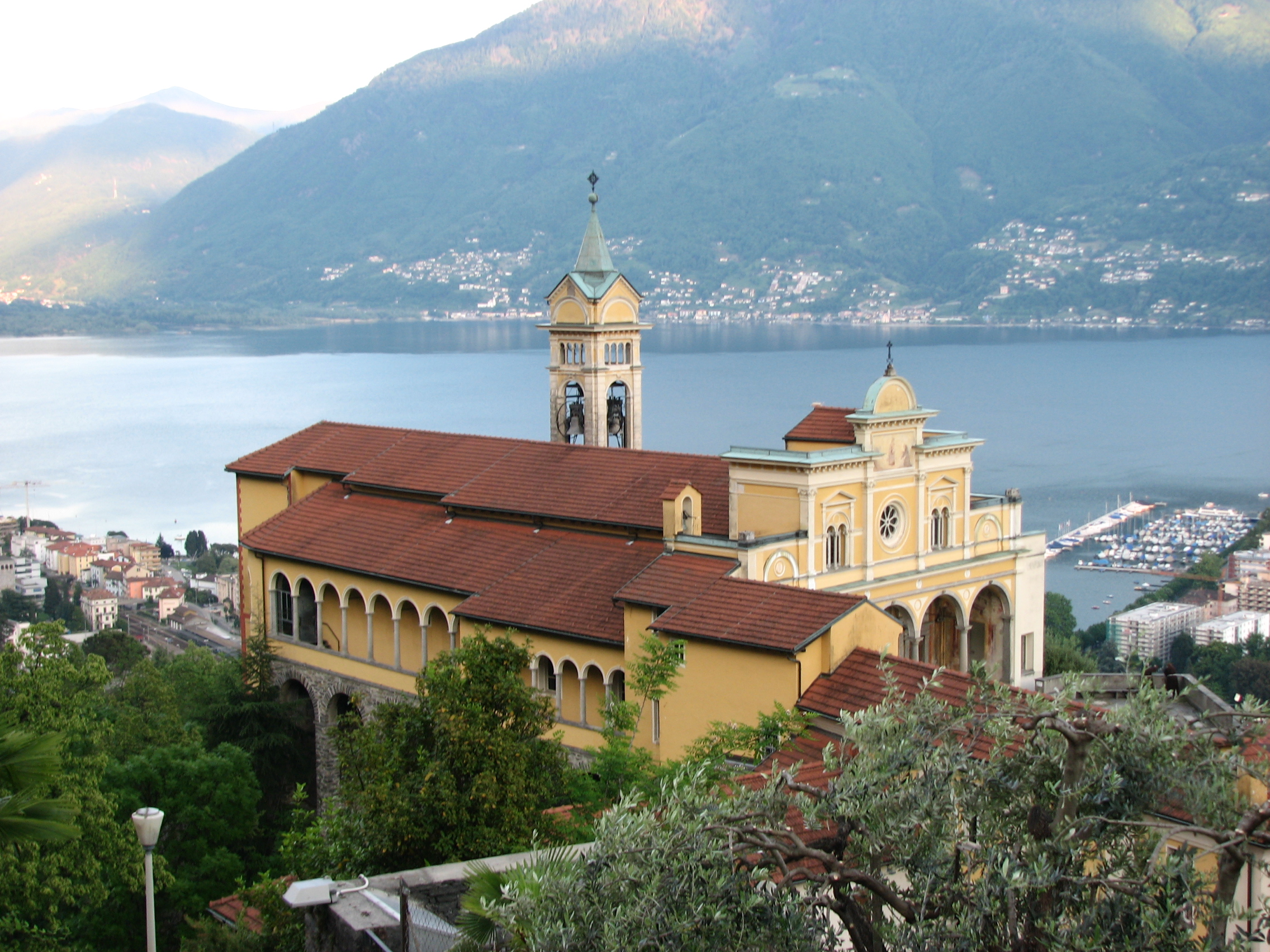
Santuario de la Virgen del Sasso, Locarno, 1487
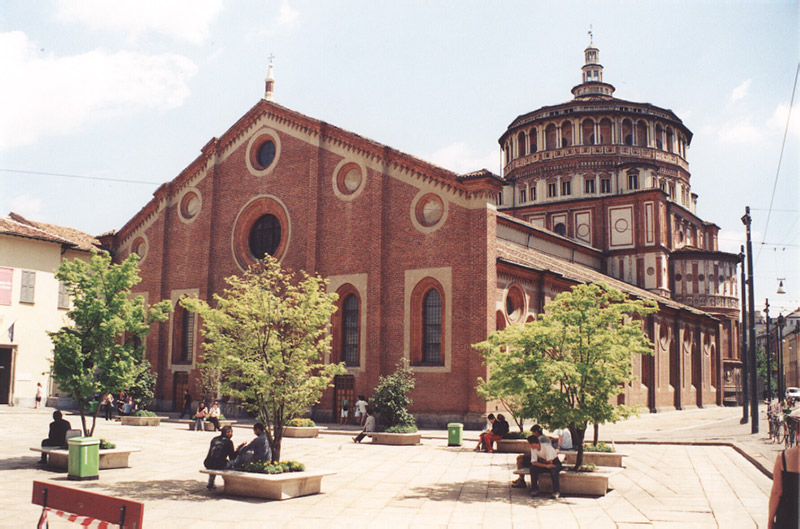
Santa Maria delle Grazie, Milán, 1490, Patrimonio de la UNESCO
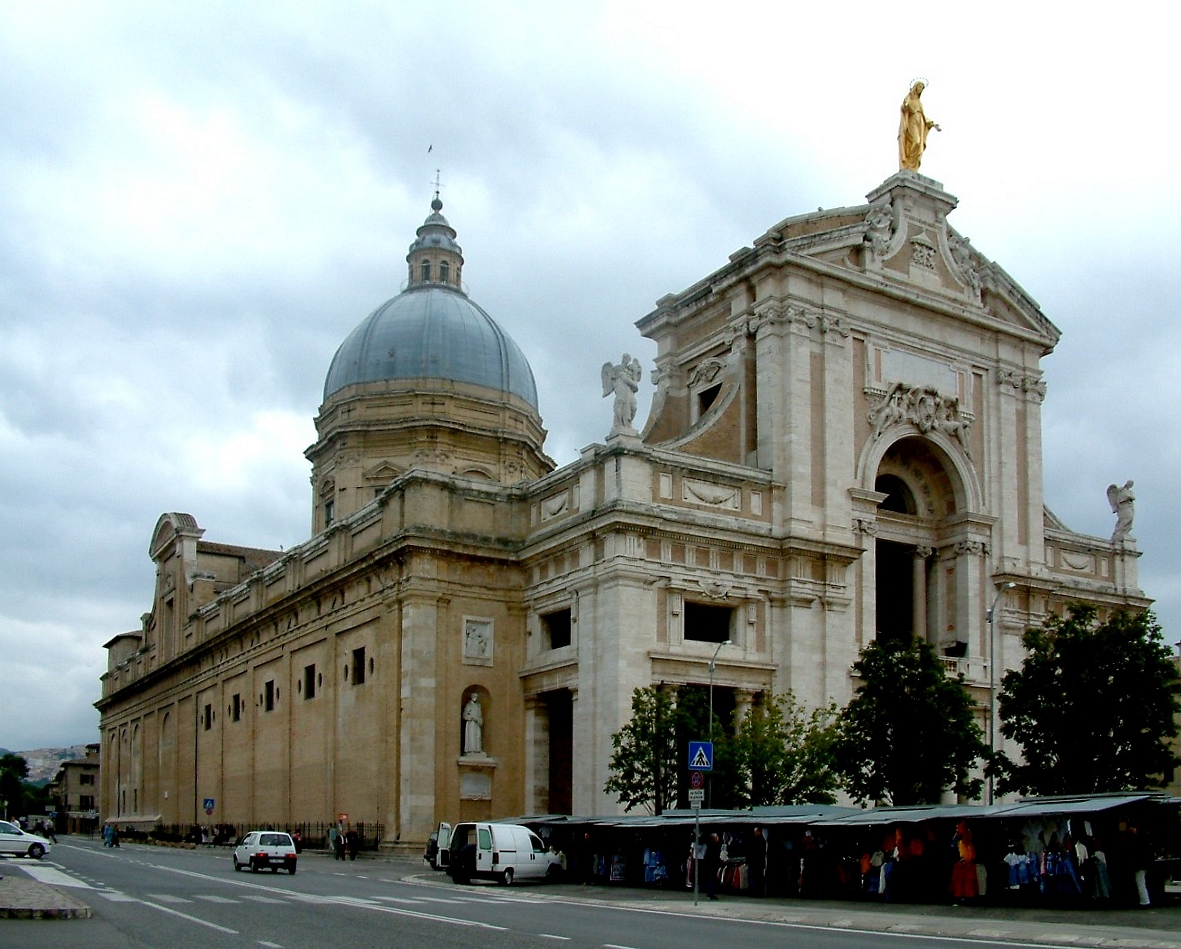
Basílica de Santa Maria degli Angeli, Asís, Italia, 1569
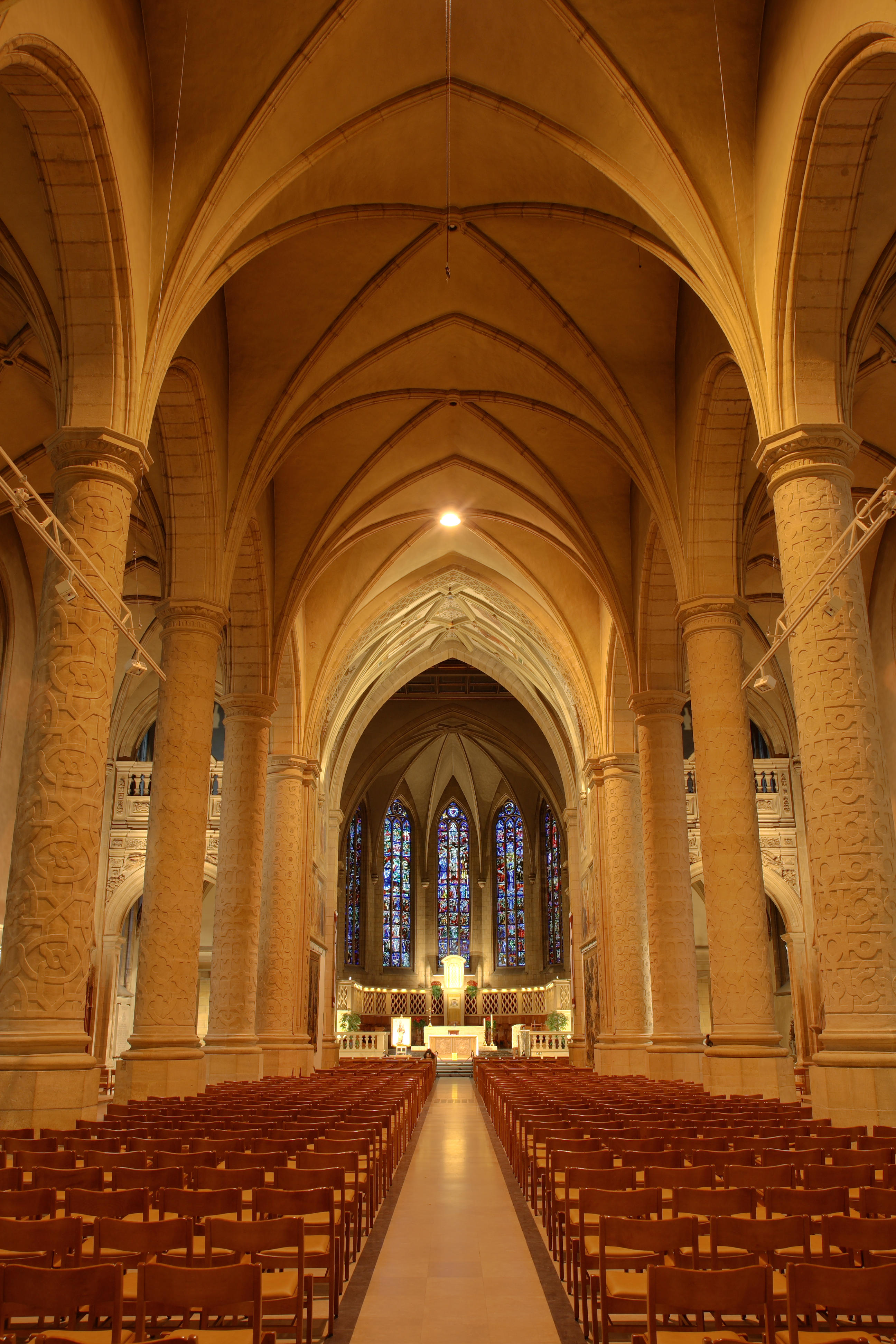
Catedral de Santa María de Luxemburgo 1613
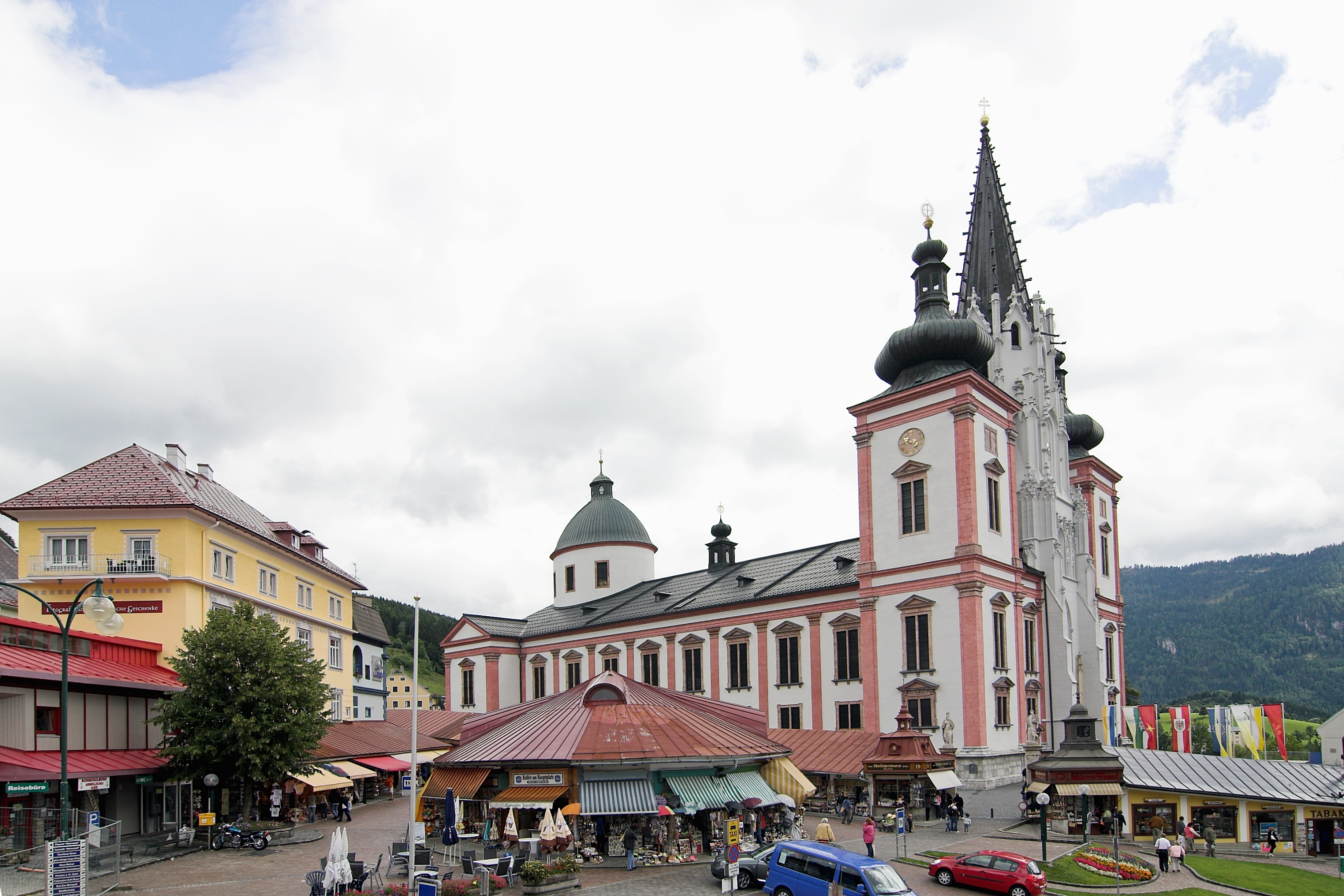
Basílica de Mariazell, Austria, 1644
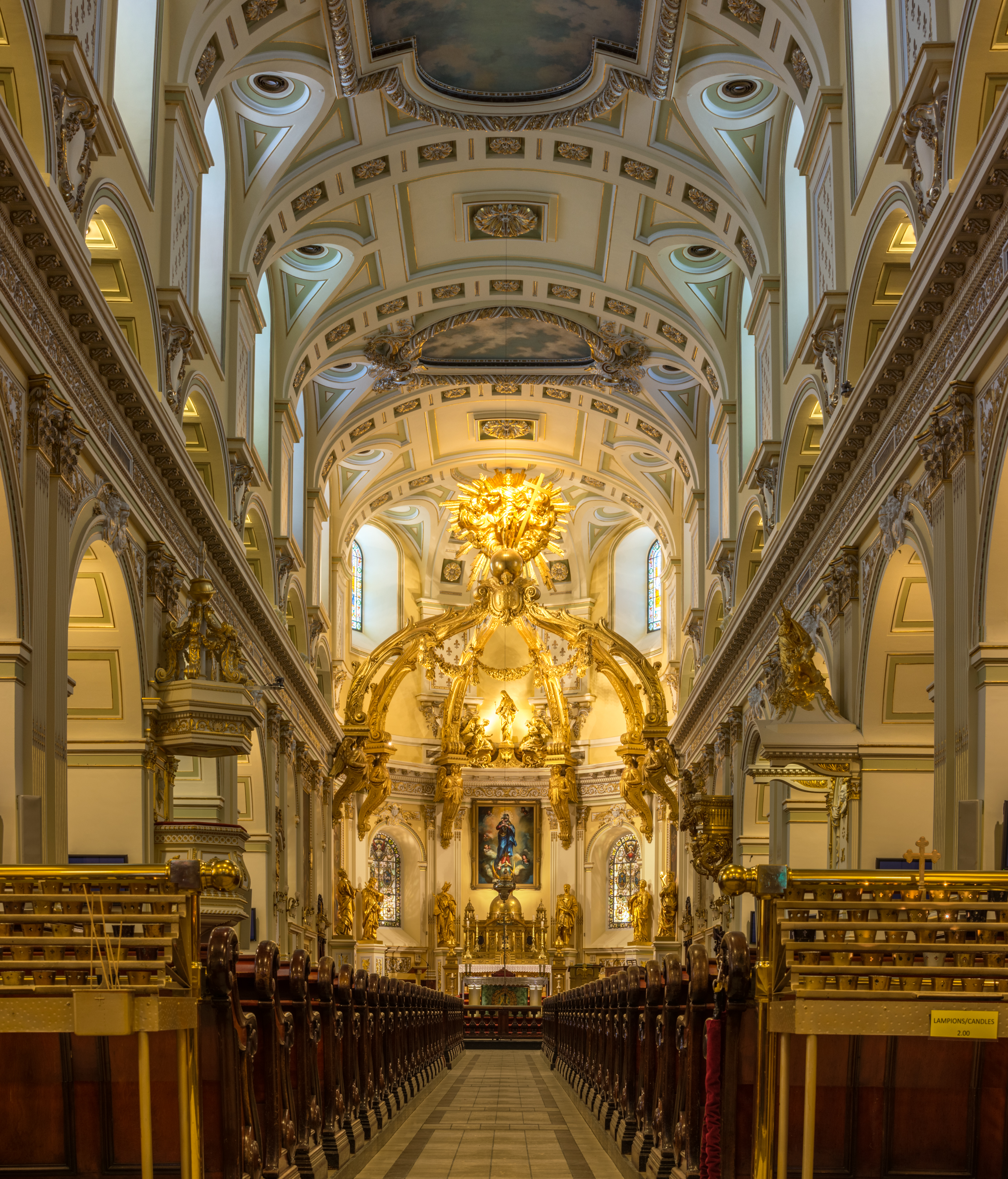
Catedral de Notre-Dame de Québec, 1647
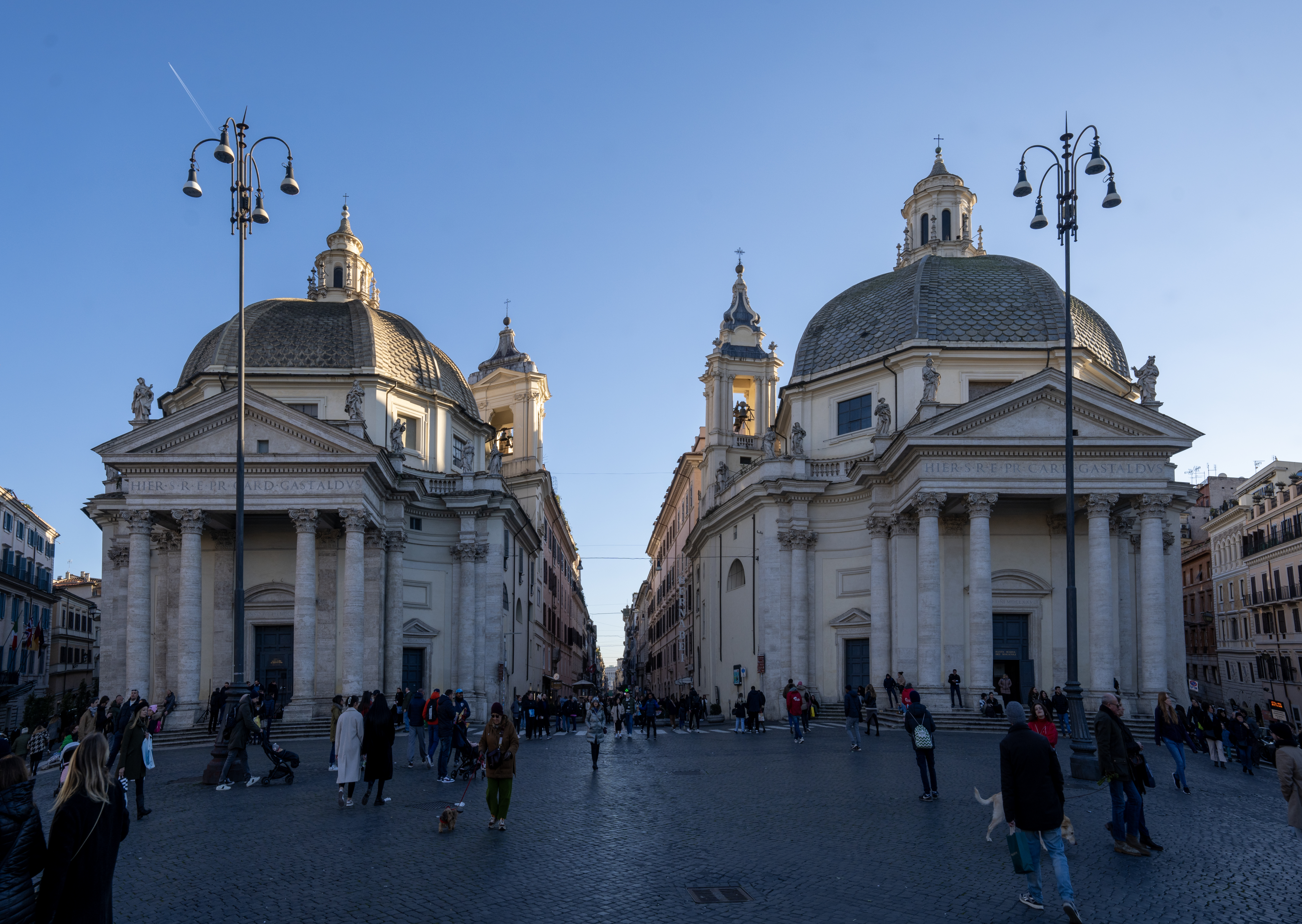
Santa Maria dei Miracoli y su "iglesia gemela" en Roma, 1662
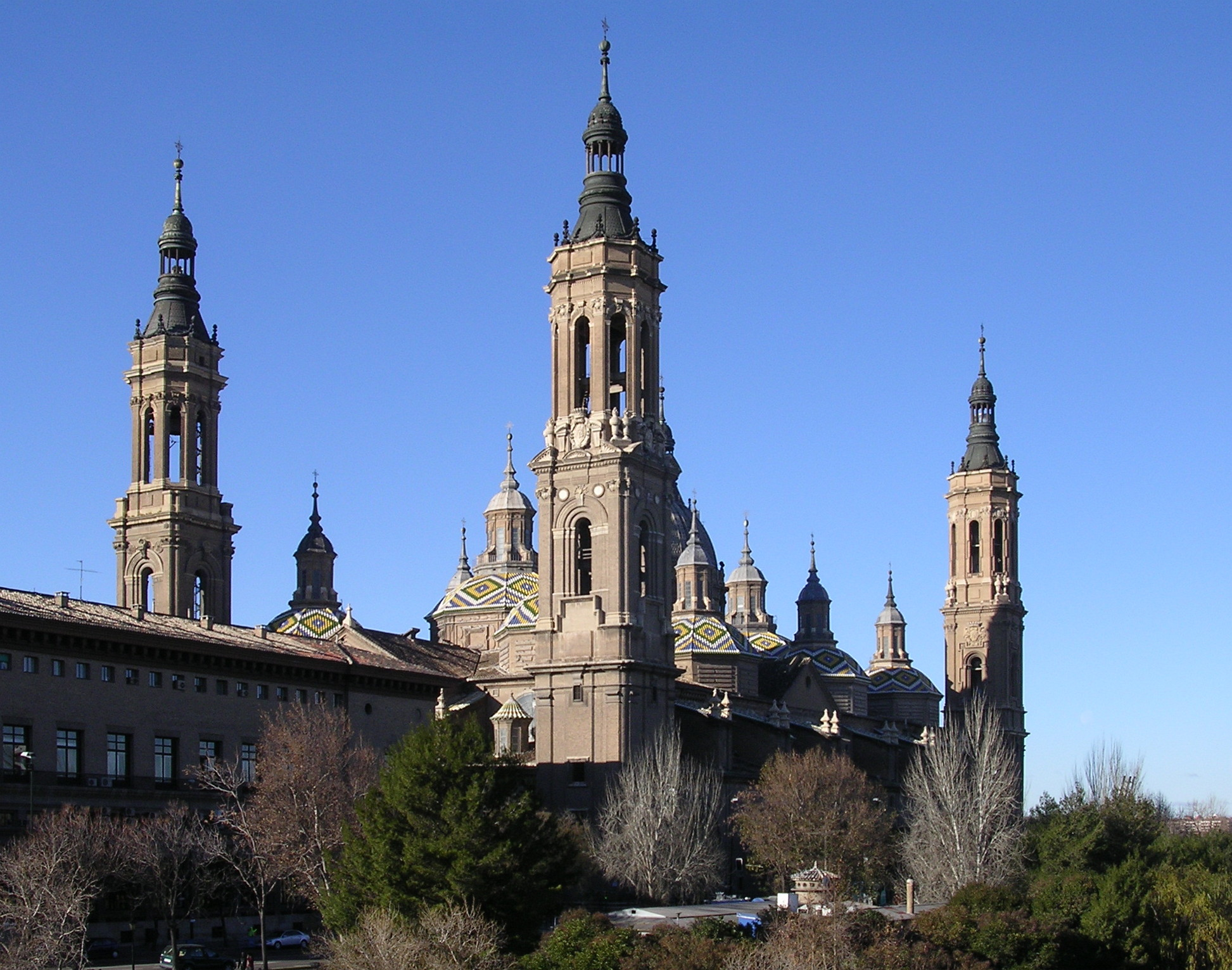
Basílica de Nuestra Señora del Pilar, Zaragoza, España, 1681
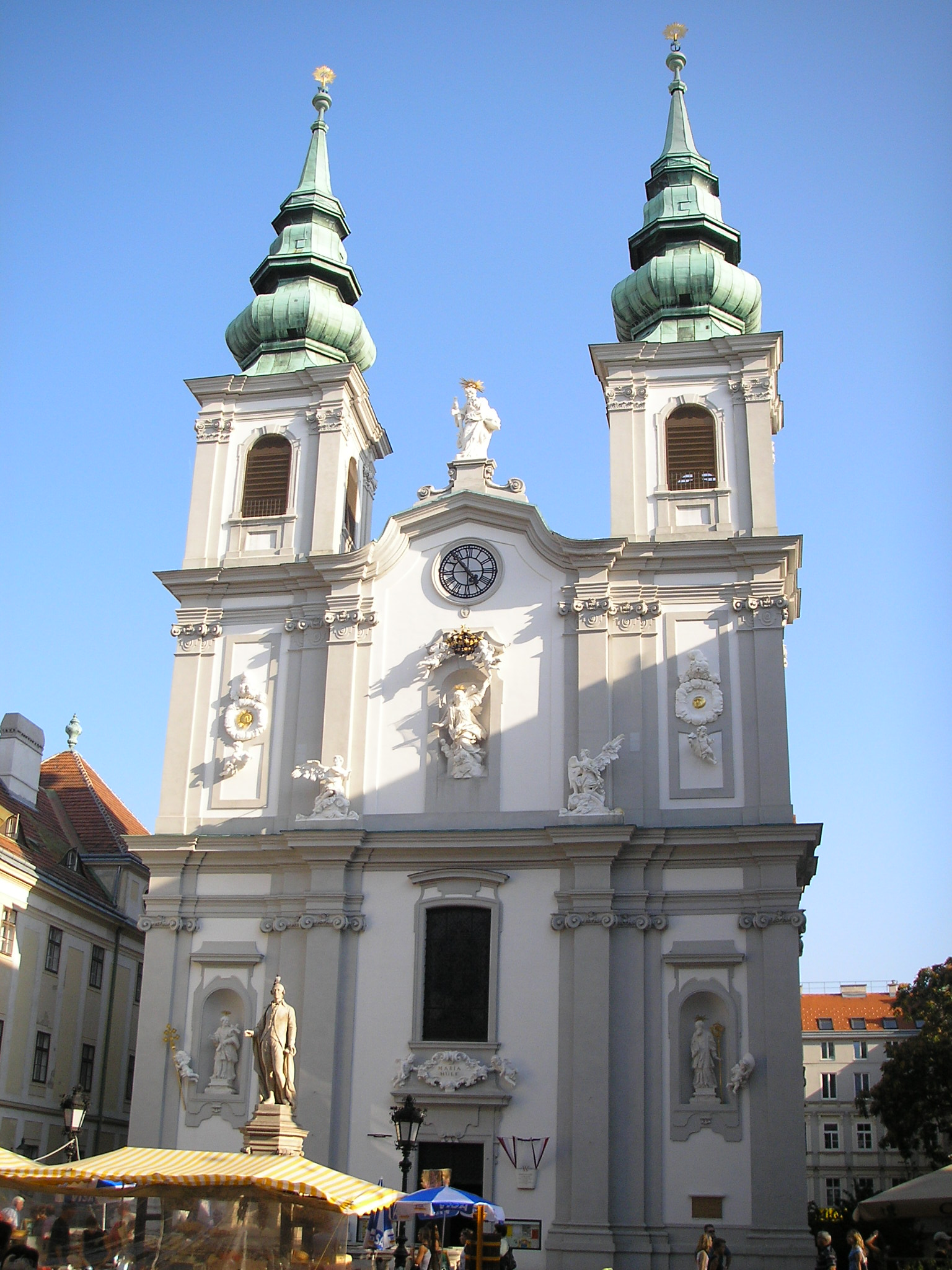
Iglesia de Mariahilfer, Viena, 1686
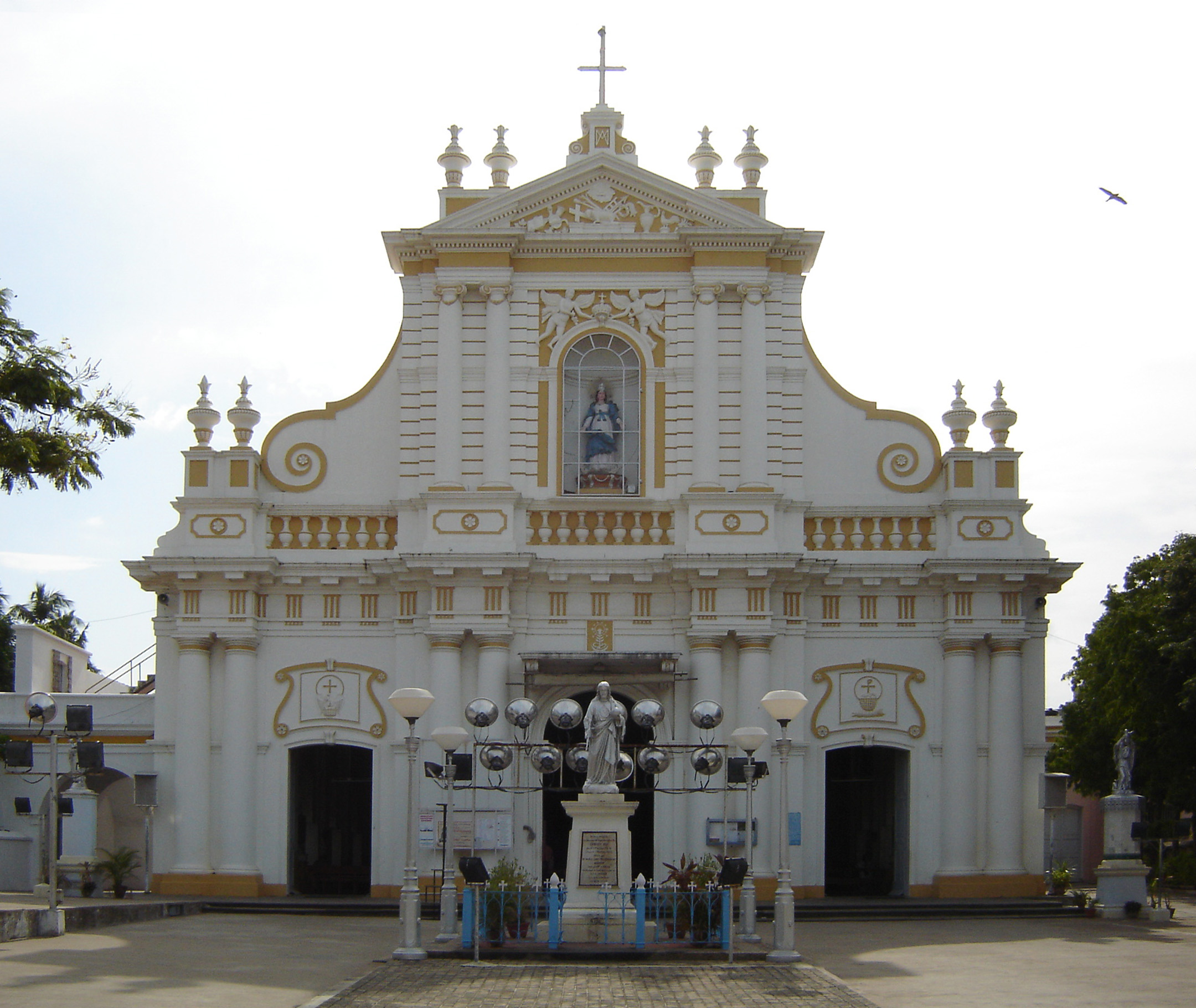
Catedral de la Inmaculada Concepción, Pondicherry, India, 1770
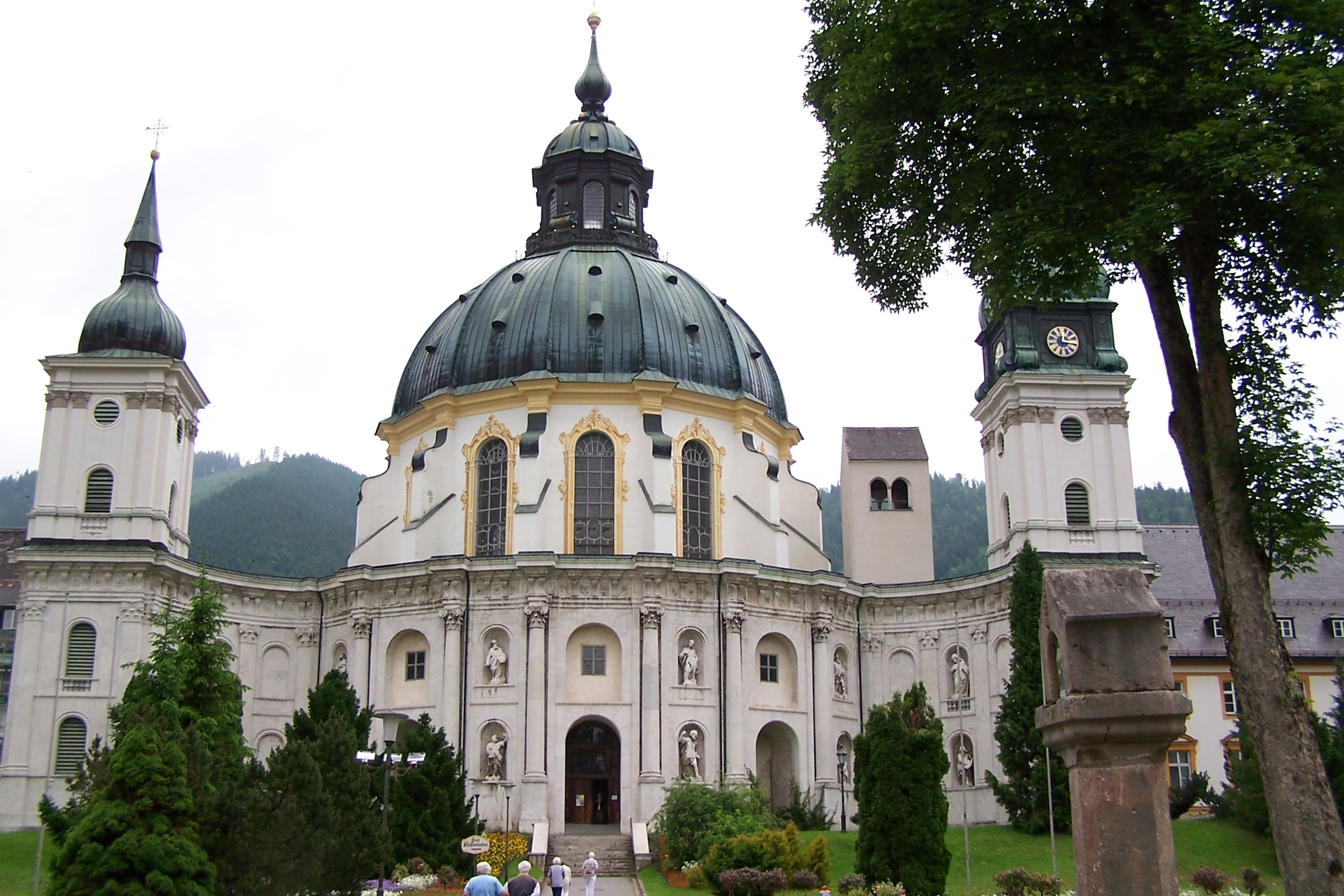
Monasterio de Ettal Iglesia de la  Asunción (1330), 1776.
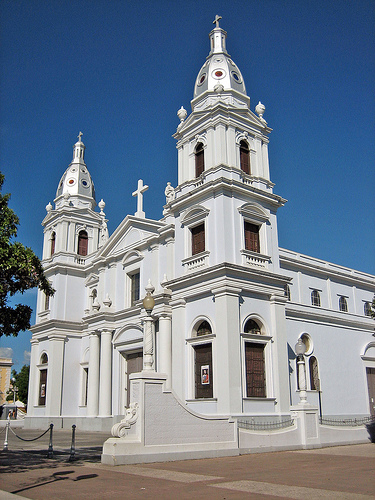
Catedral de Nuestra Señora de Guadalupe, Ponce, Puerto Rico , 1835
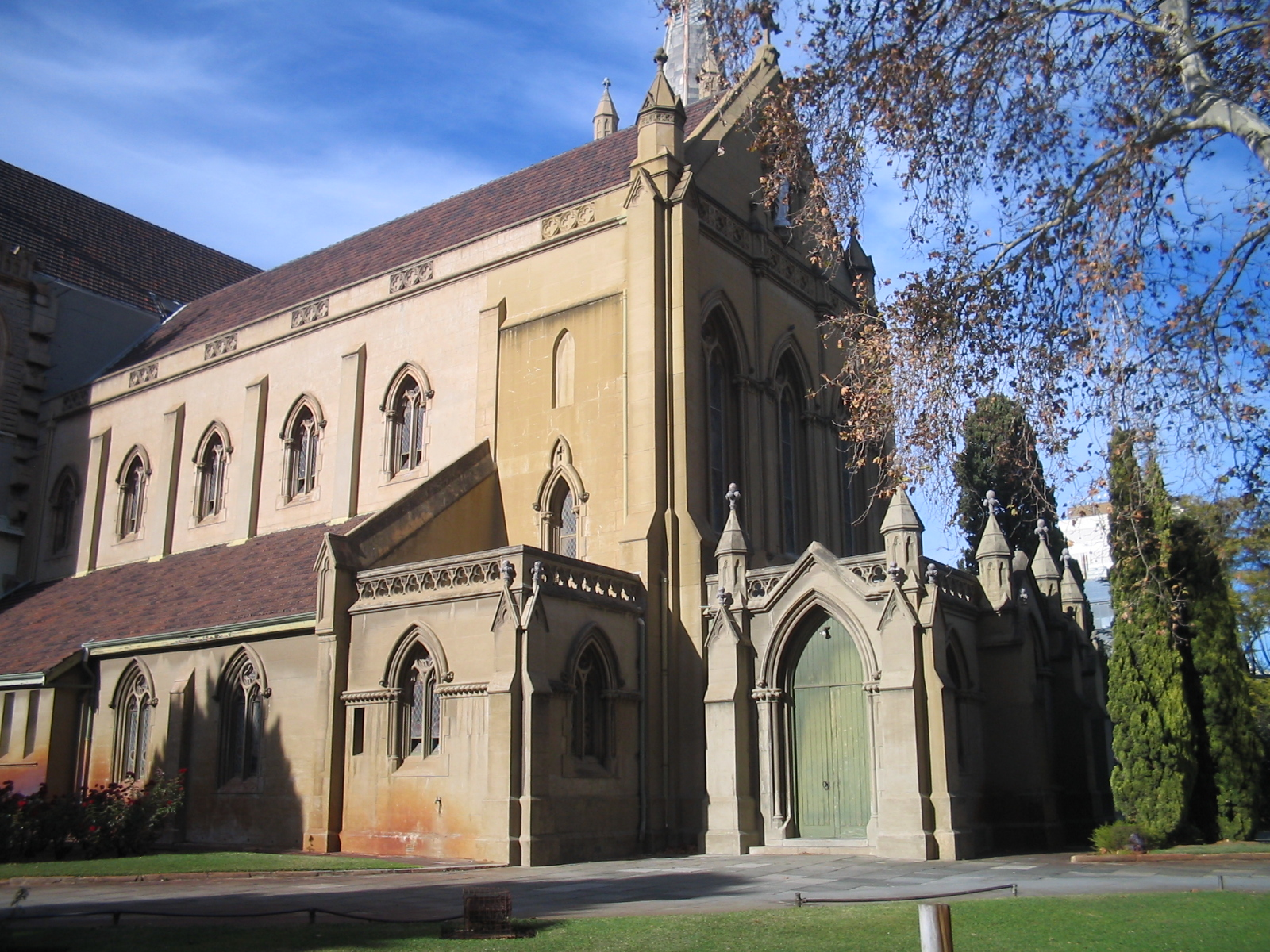
Catedral de Santa María de Perth, Australia, 1863
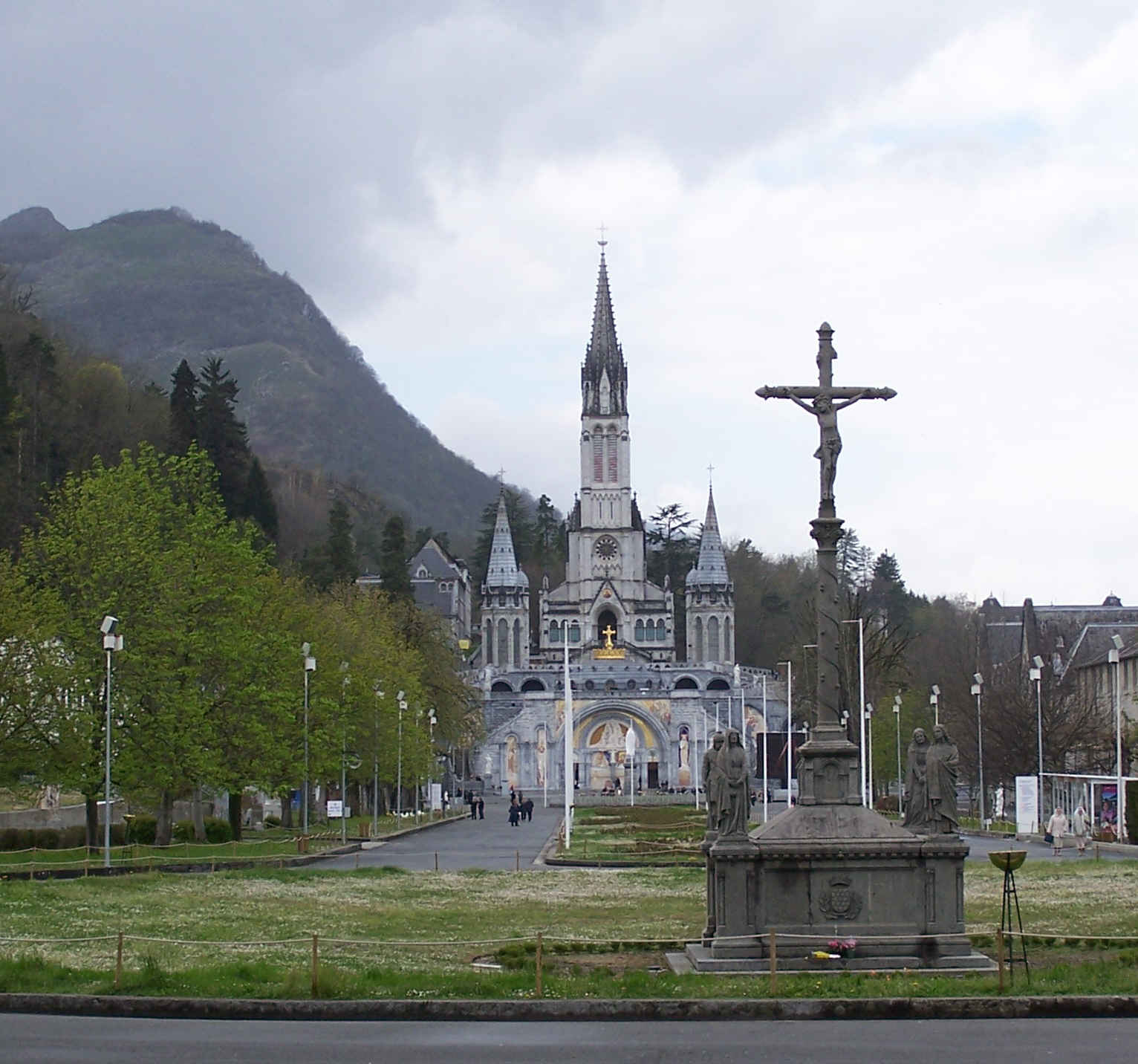
Santuario de Lourdes, 1864
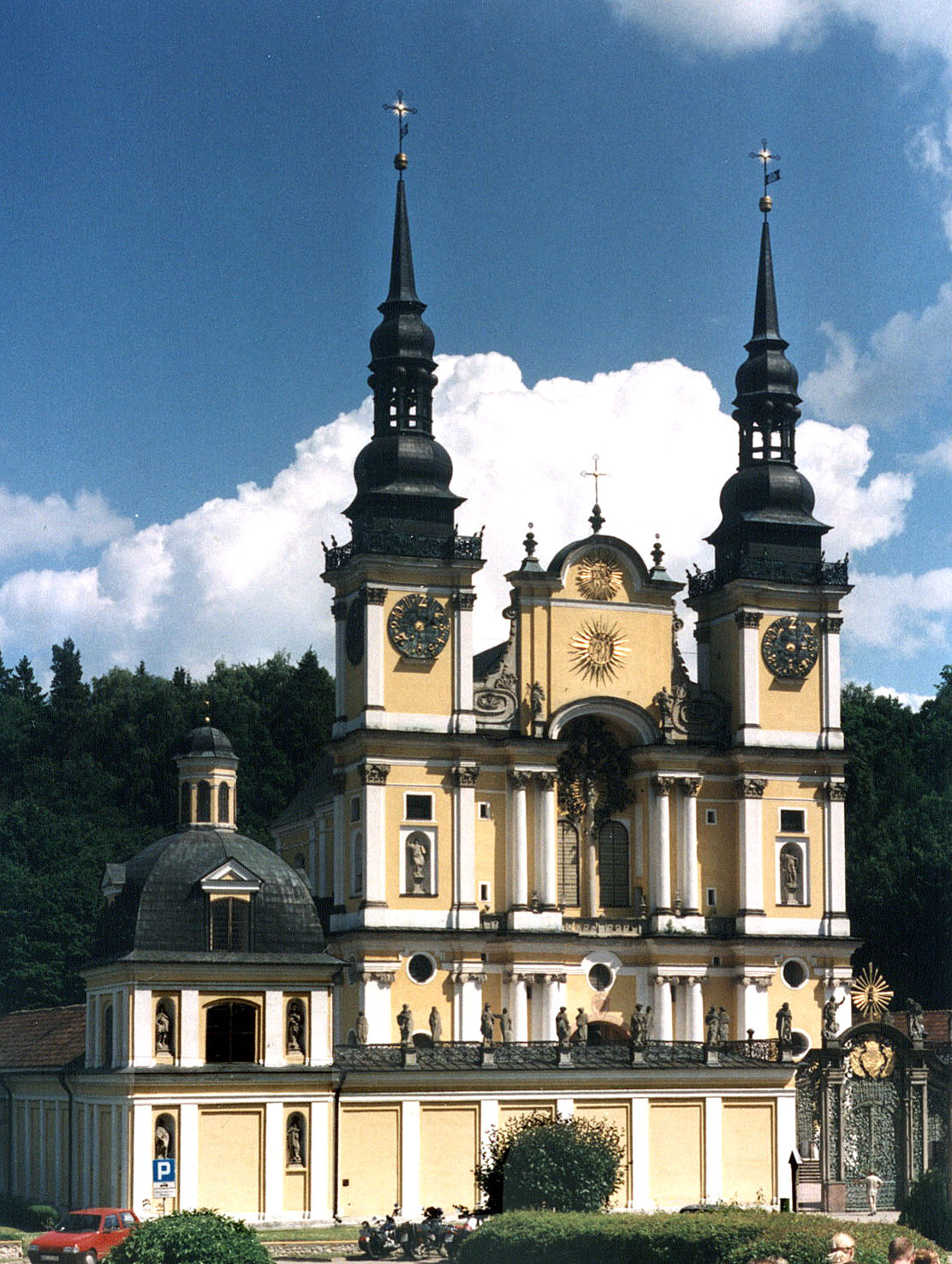
St. Santuario de María, Święta Lipka, Reszel, Polonia
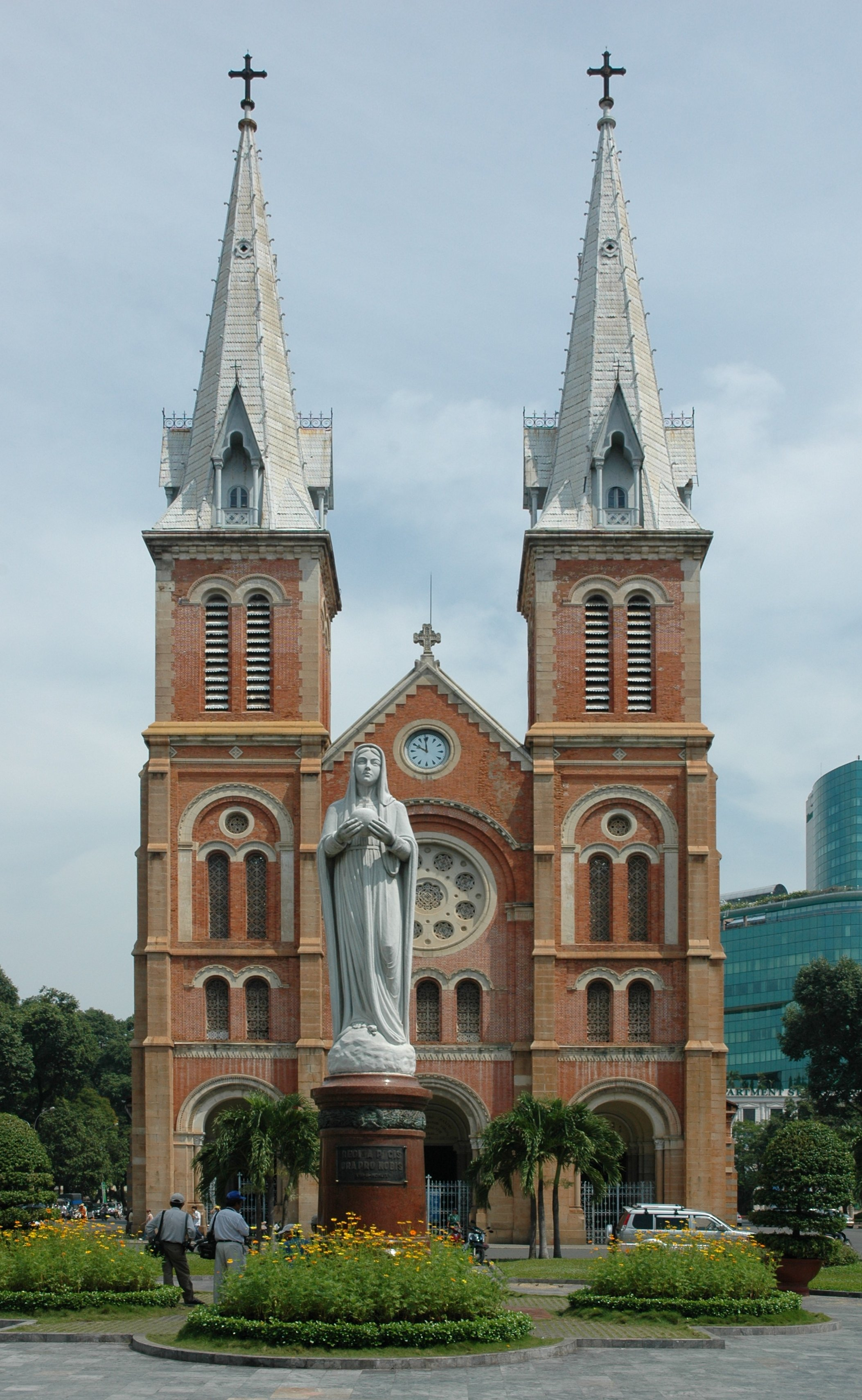
Basílica de Notre-Dame de Saigón, 1863.
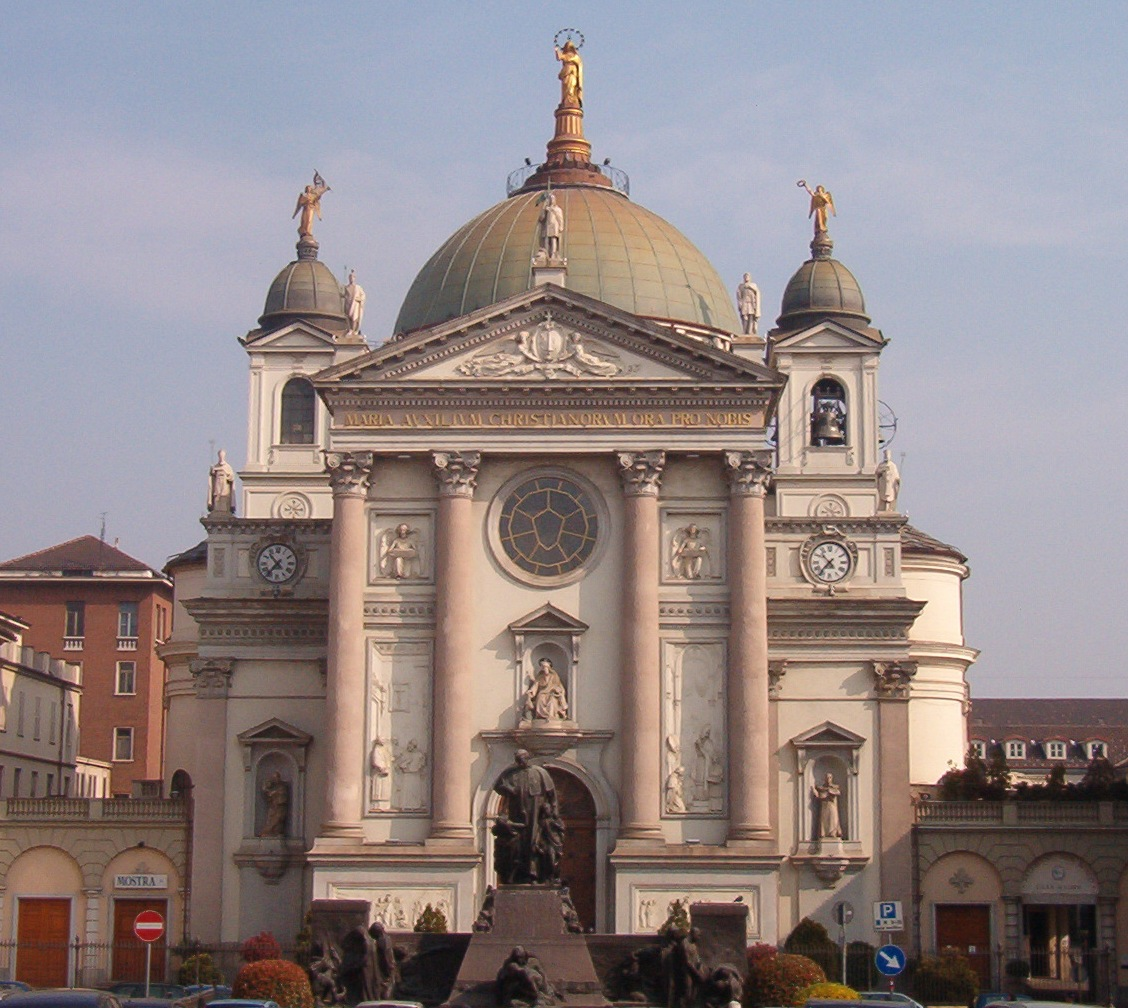
Basílica de María Auxiliadora (Turín), 1865
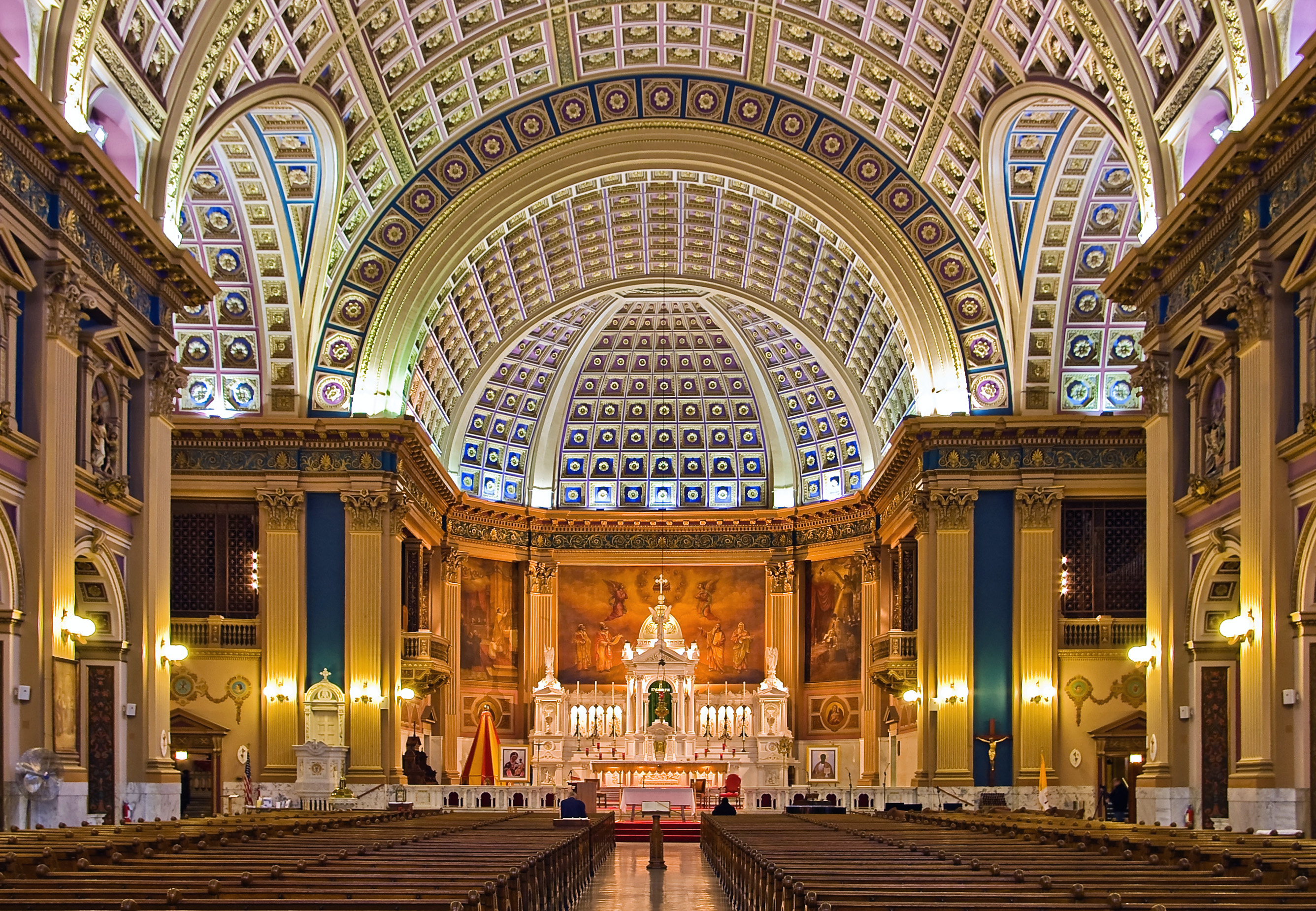
Basílica de Nuestra Señora de los Dolores (Chicago), Chicago, 1874
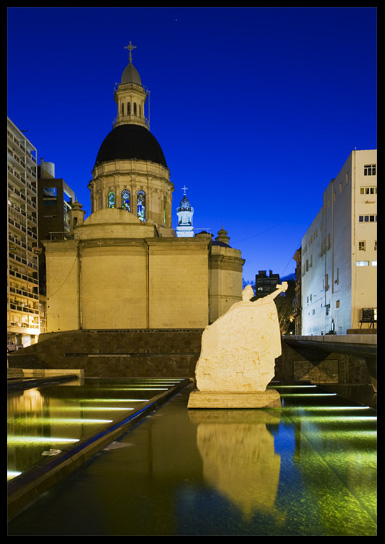
Nuestra Señora del Rosario Basílica, Rosario, Argentina, 1887
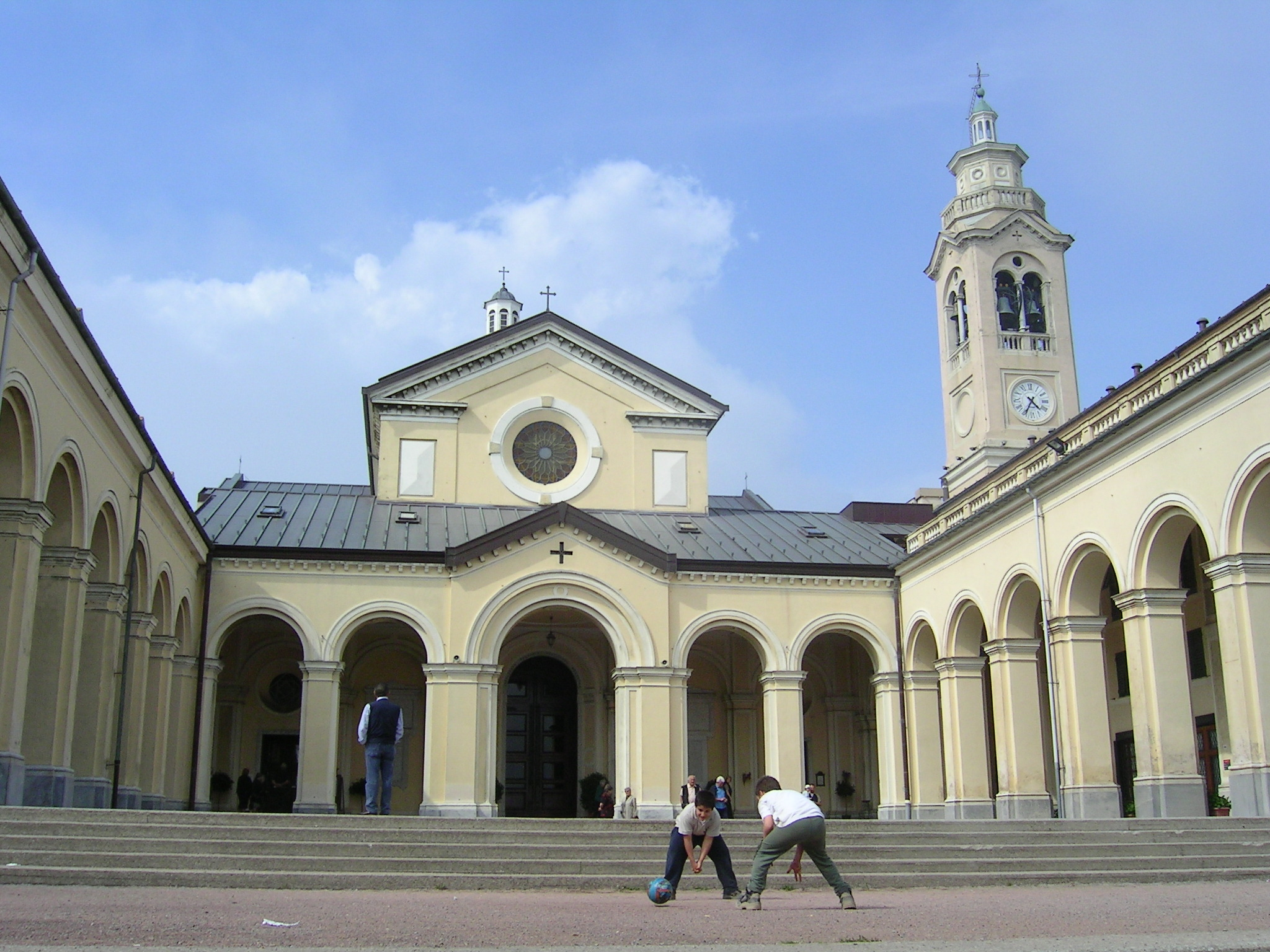
Nostra Signora della Guardia, Génova, 1889
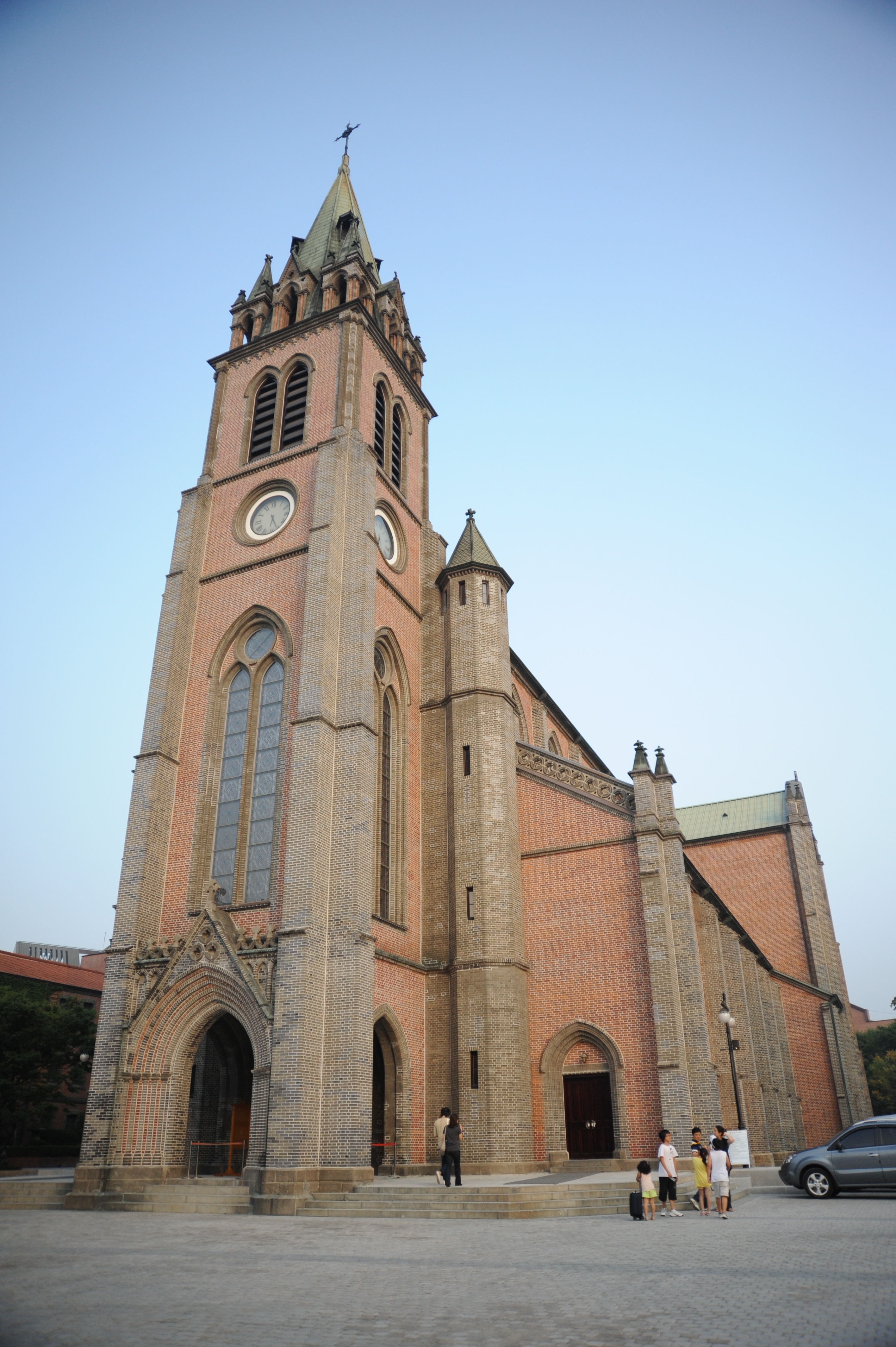
Catedral de la Virgen María de la Inmaculada Concepción, Seúl, 1892
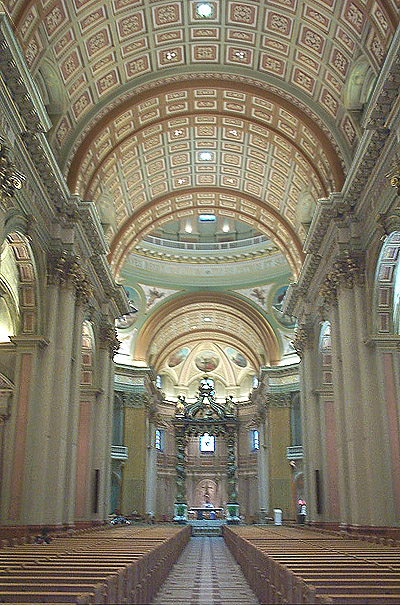
Basílica-Catedral Marie-Reine-du-Monde, Montreal, 1894
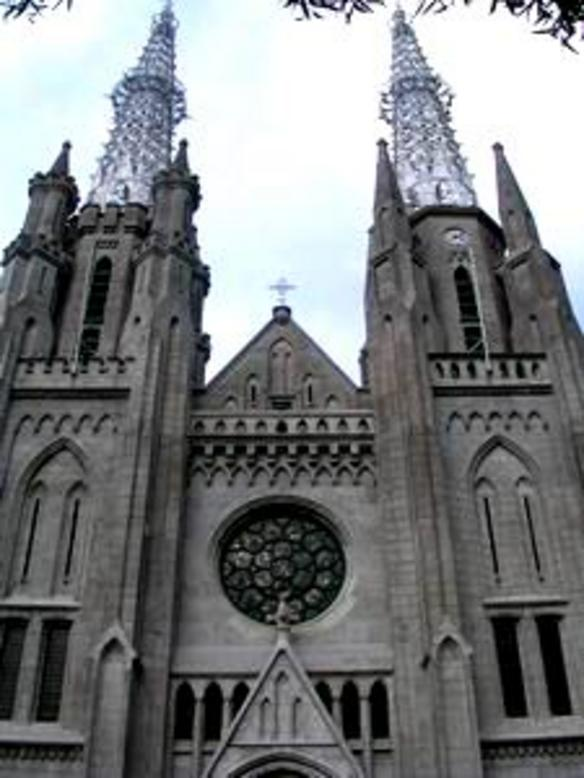
Catedral de Nuestra Señora de la Asunción (Yakarta), Jakarta, Indonesia, 1901
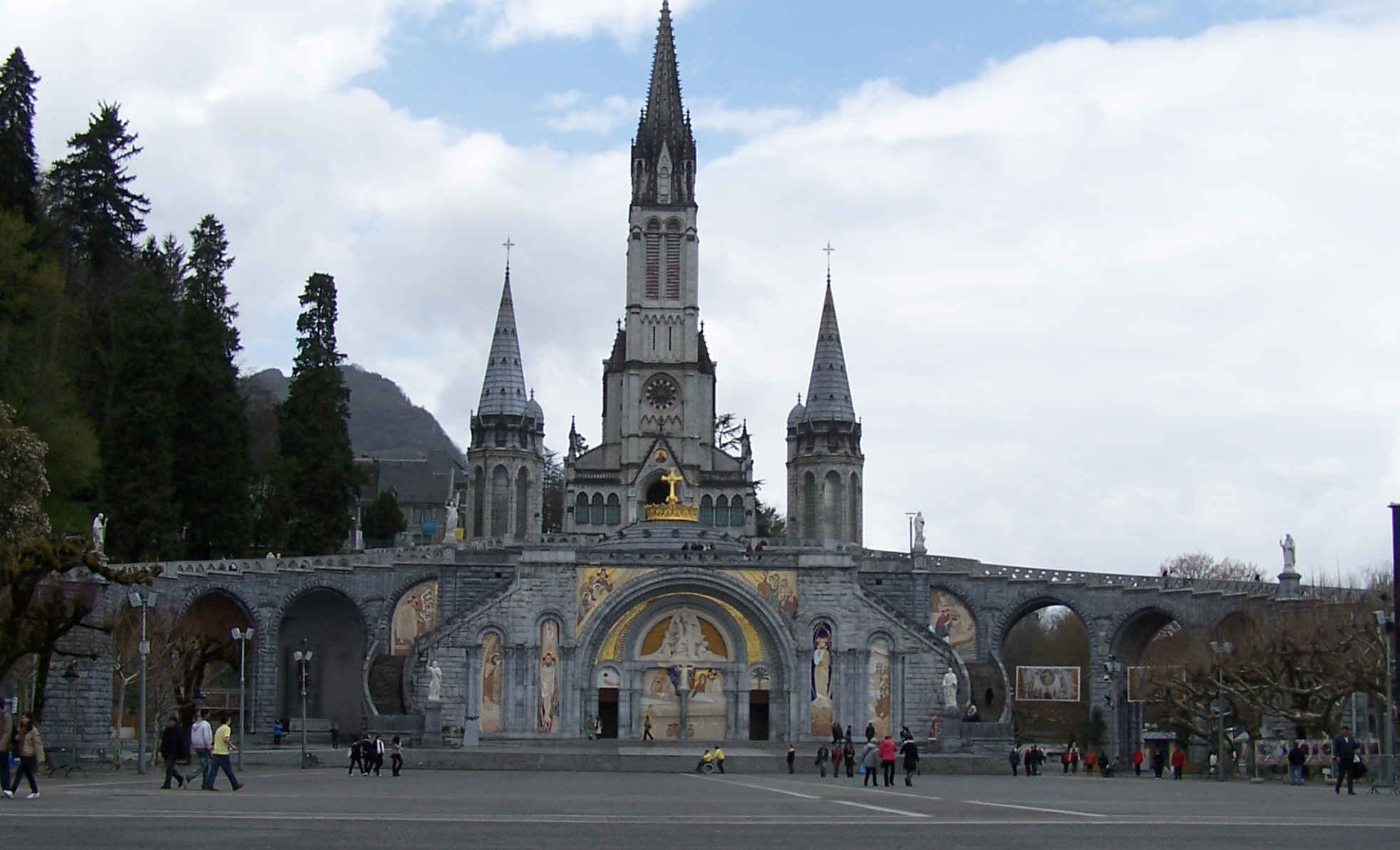
Basílica del Rosario, Lourdes, 1902
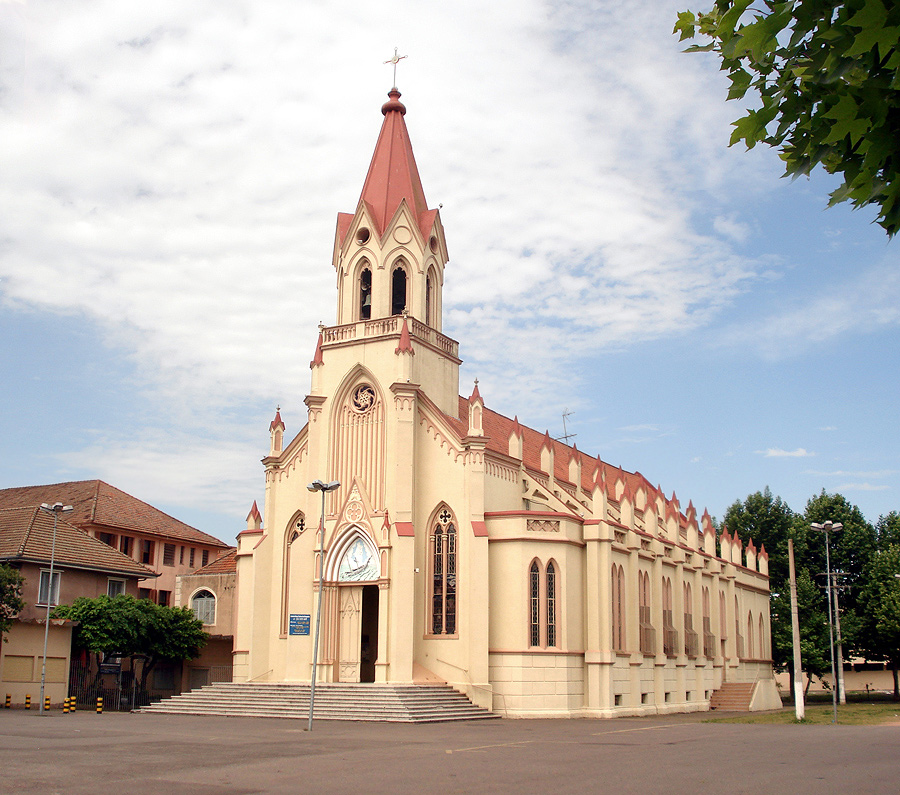
Nuestra Señora de los Navegantes, Porto Alegre, Brasil, 1912
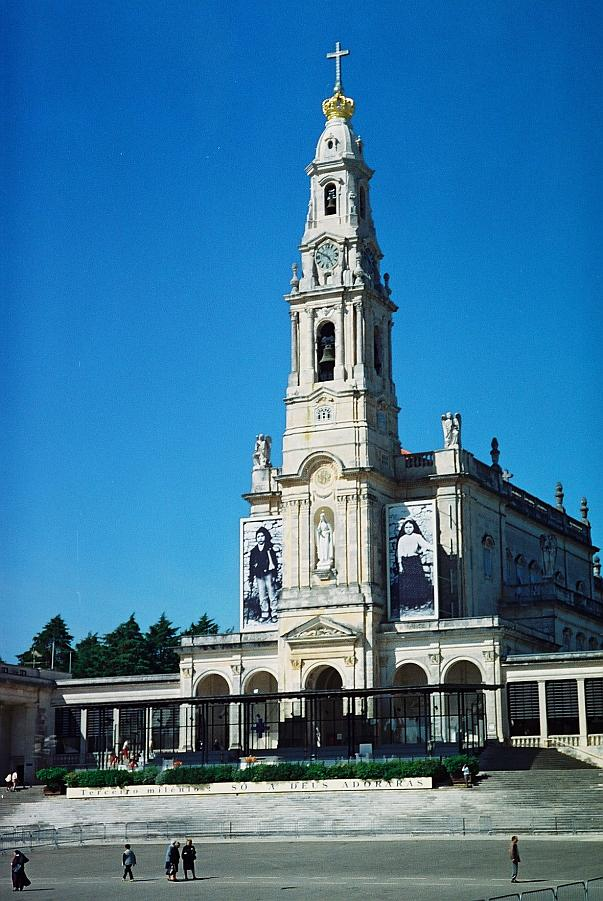
Santuario de Fátima, Fátima, Portugal
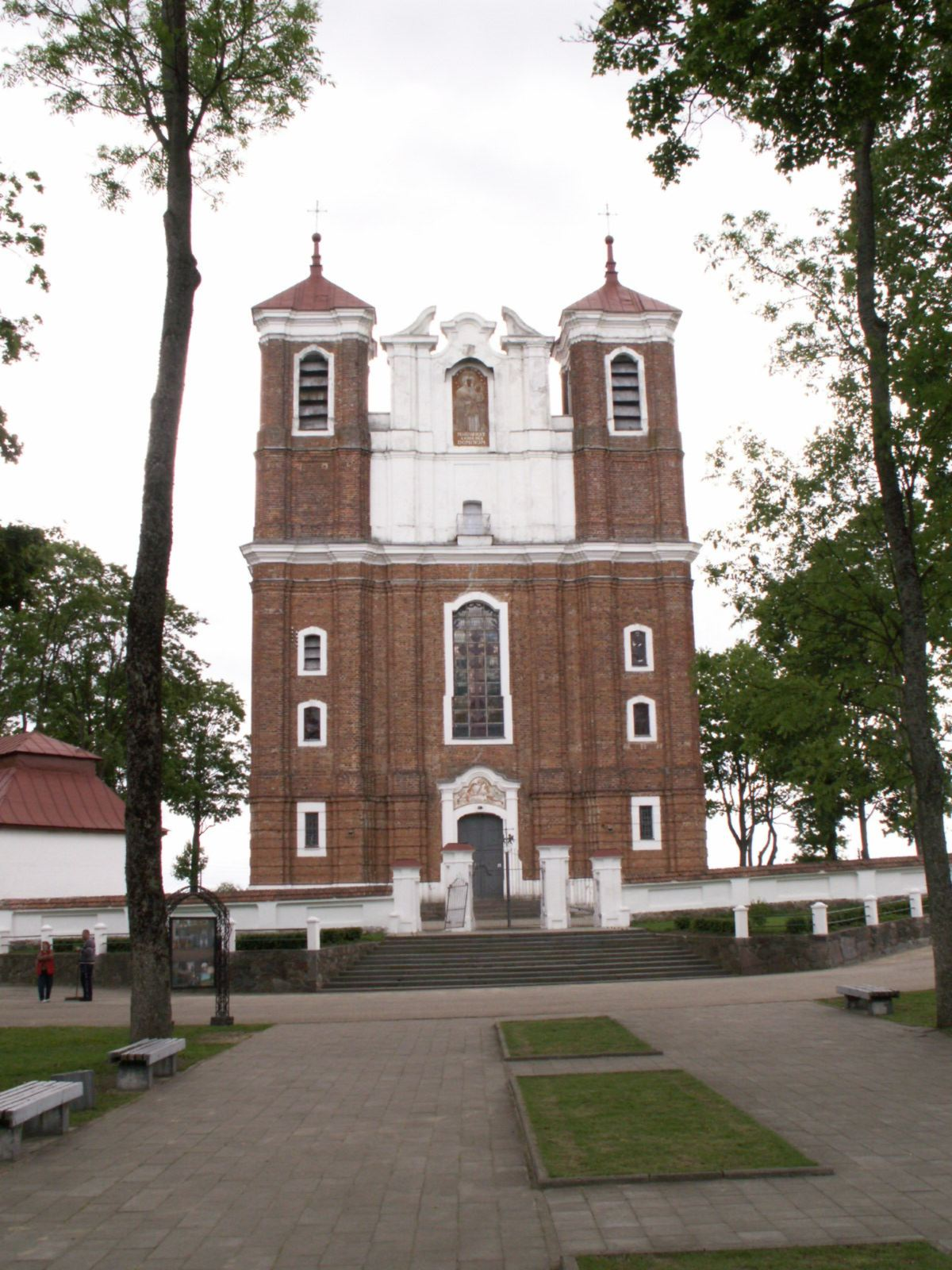
Basílica del Nacimiento de la Virgen María, Šiluva, Lituania, 1925
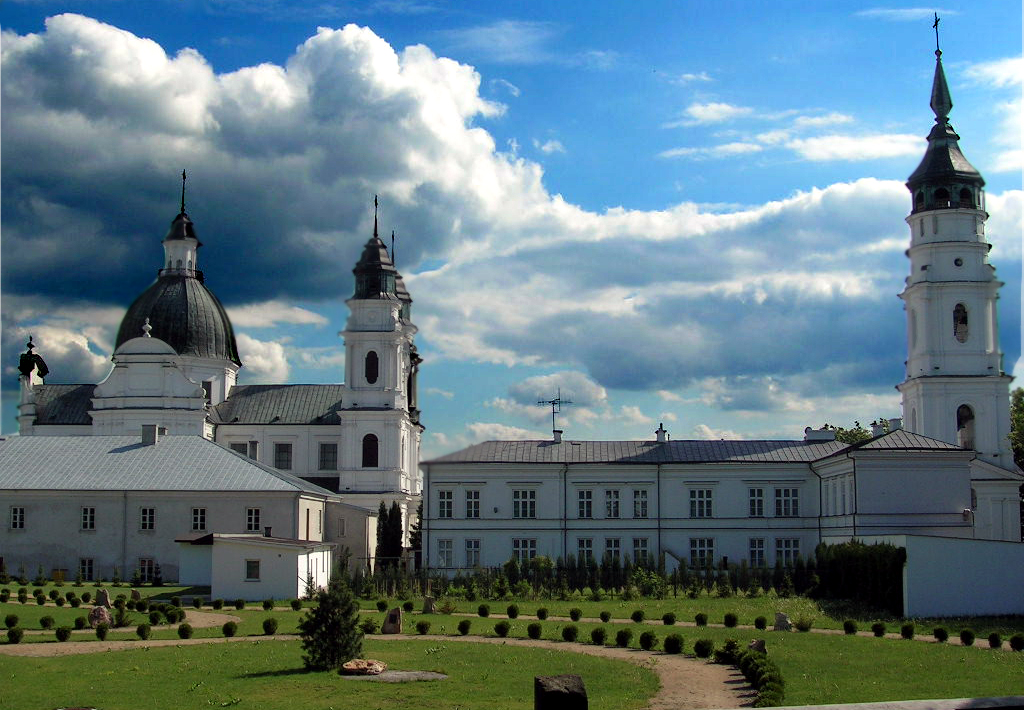
Basílica del Nacimiento de la Virgen María, Chelm, Polonia
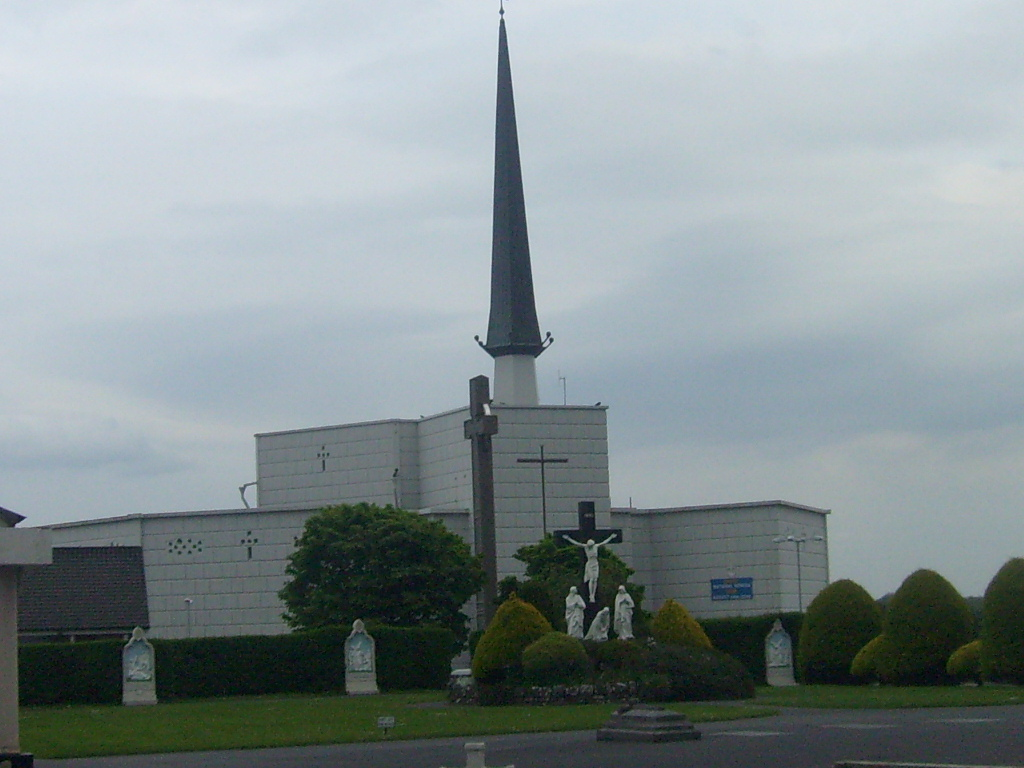
Basílica de Nuestra Señora de Knock, Irlanda
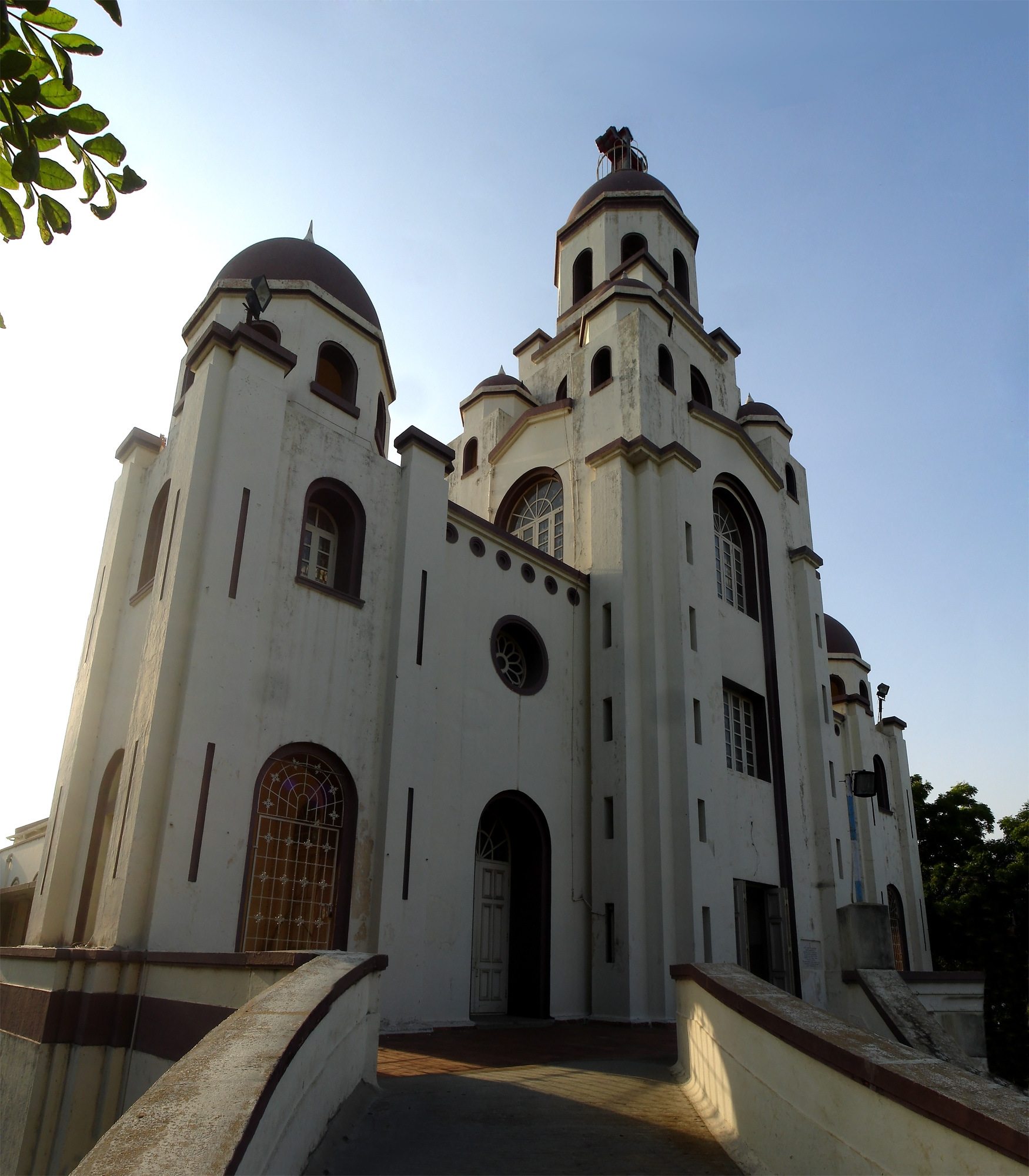
Iglesia de Nuestra Señora de Lourdes, Perambur, Chennai, India, 1900
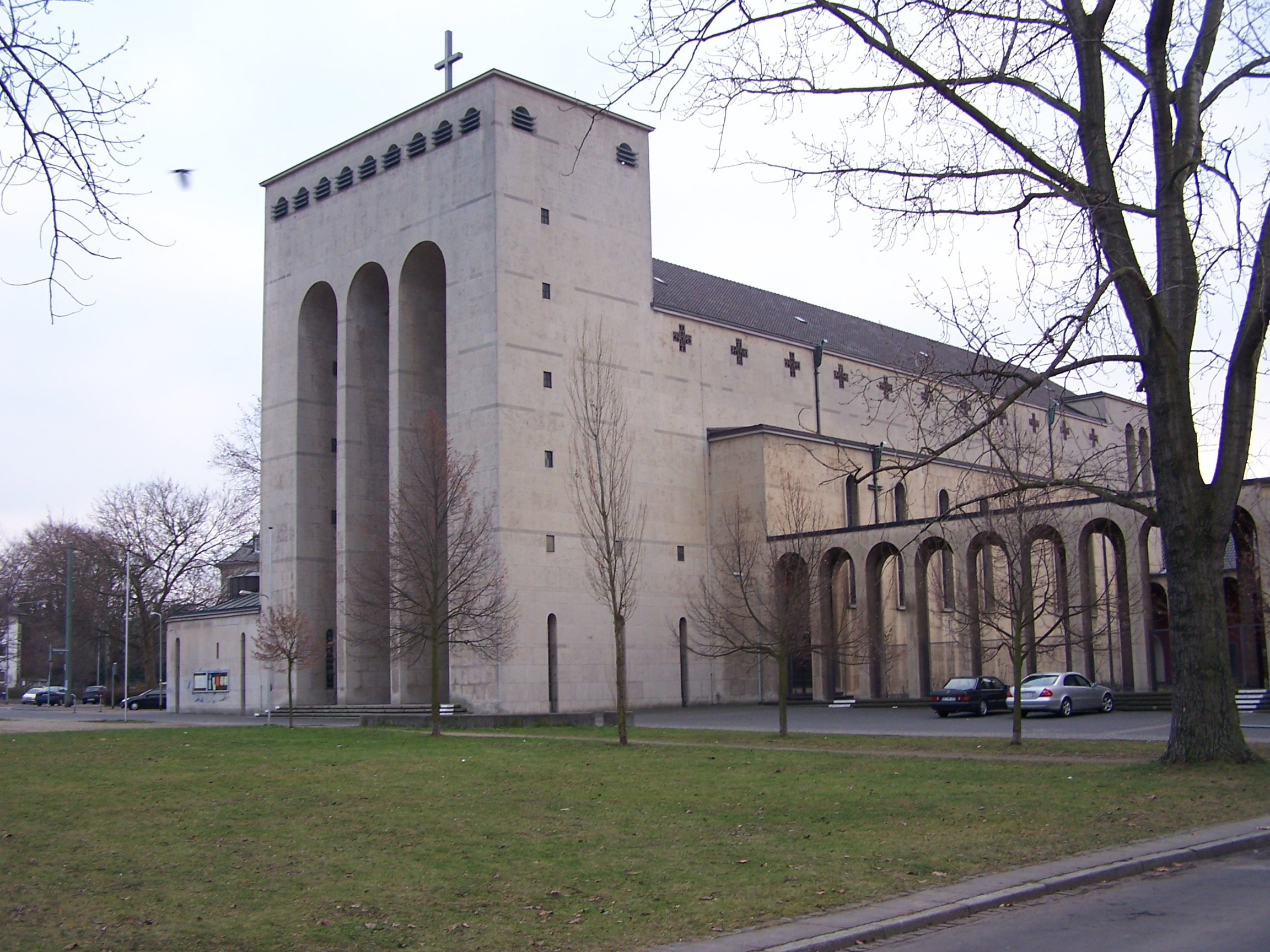
Iglesia de la Paz de Nuestra Señora, Frankfurt, 1927
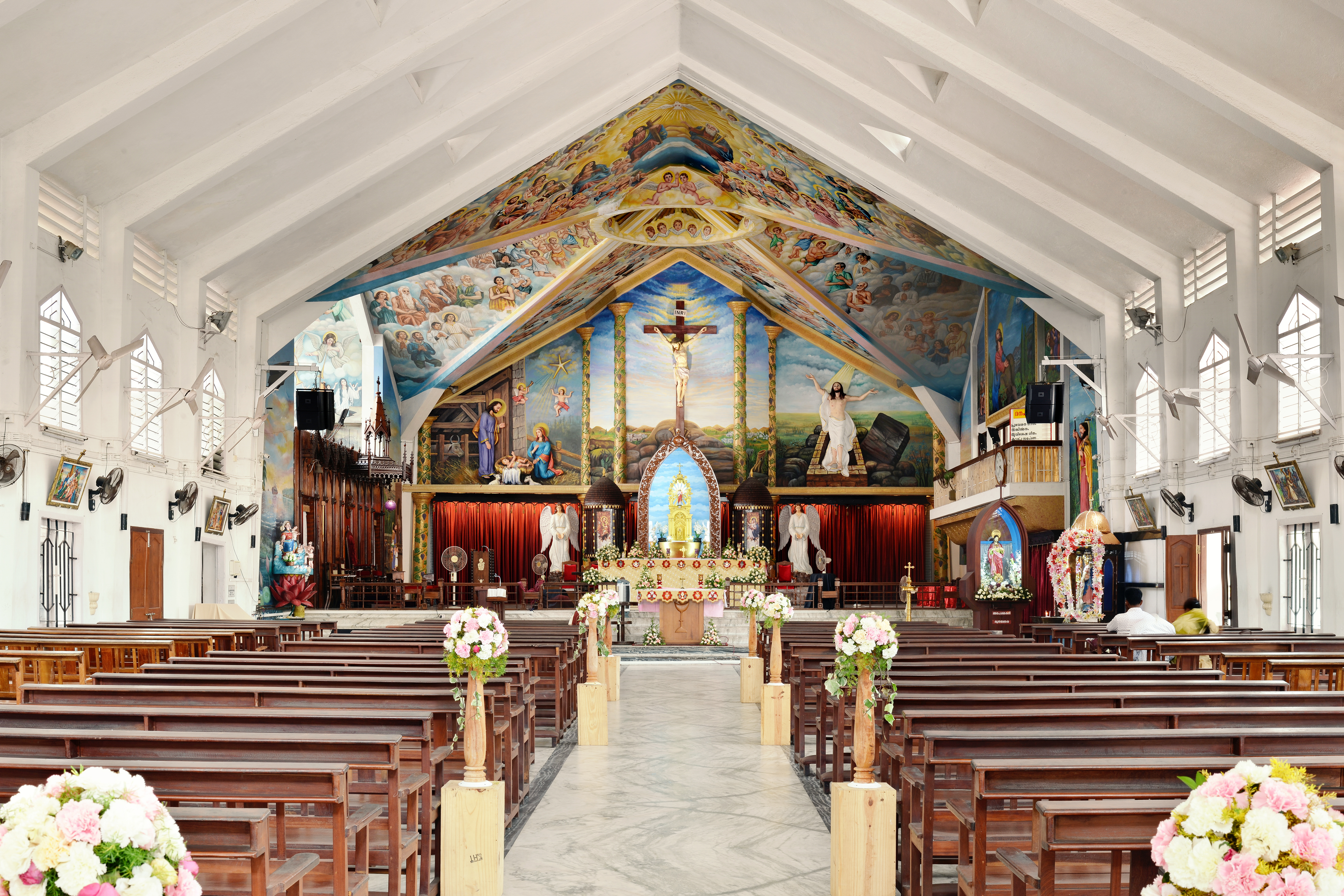
Basílica de María, Ernakulam, India
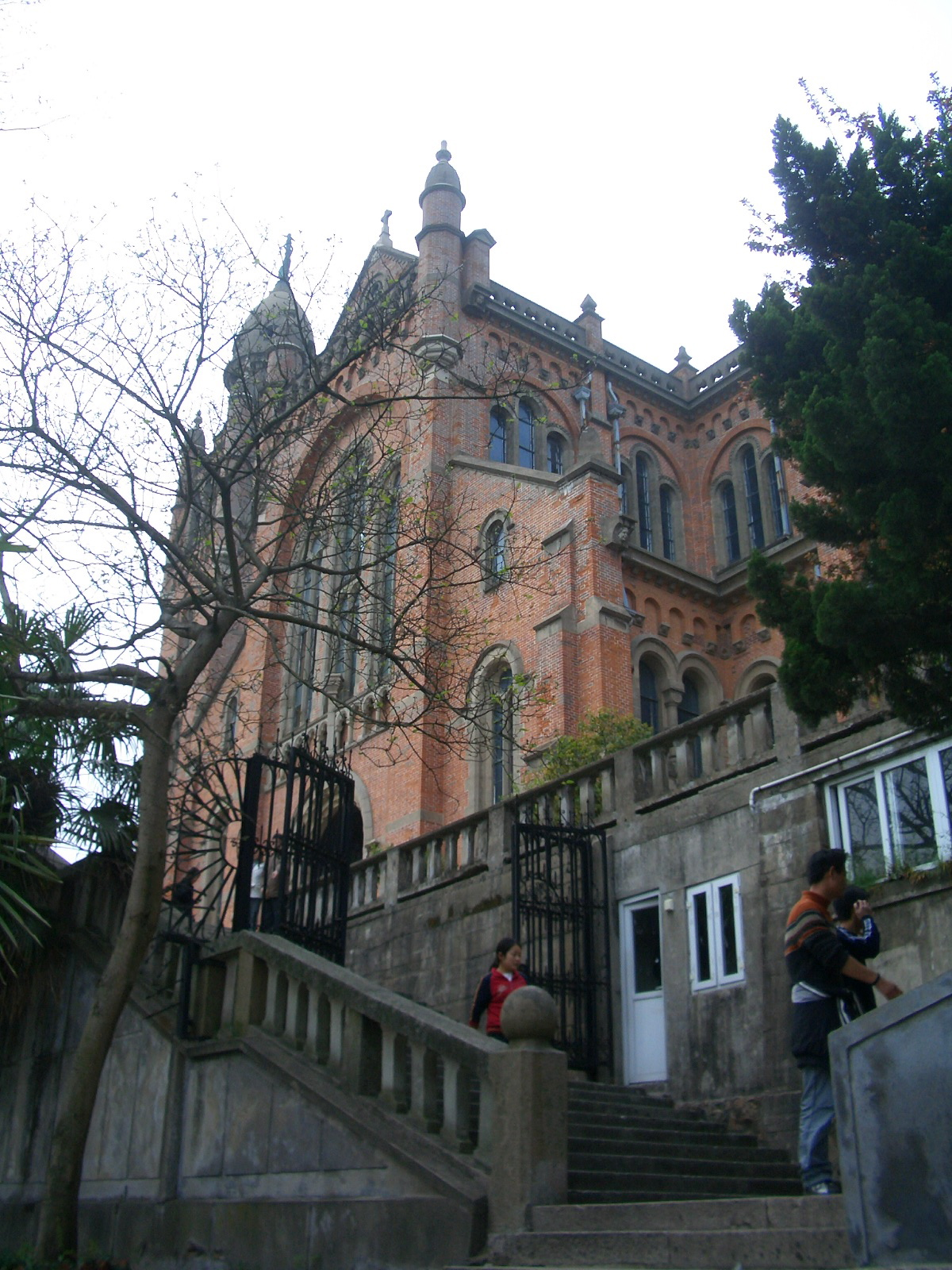
Nuestra Señora de She Shan Basilica, Shanghái, China, 1935
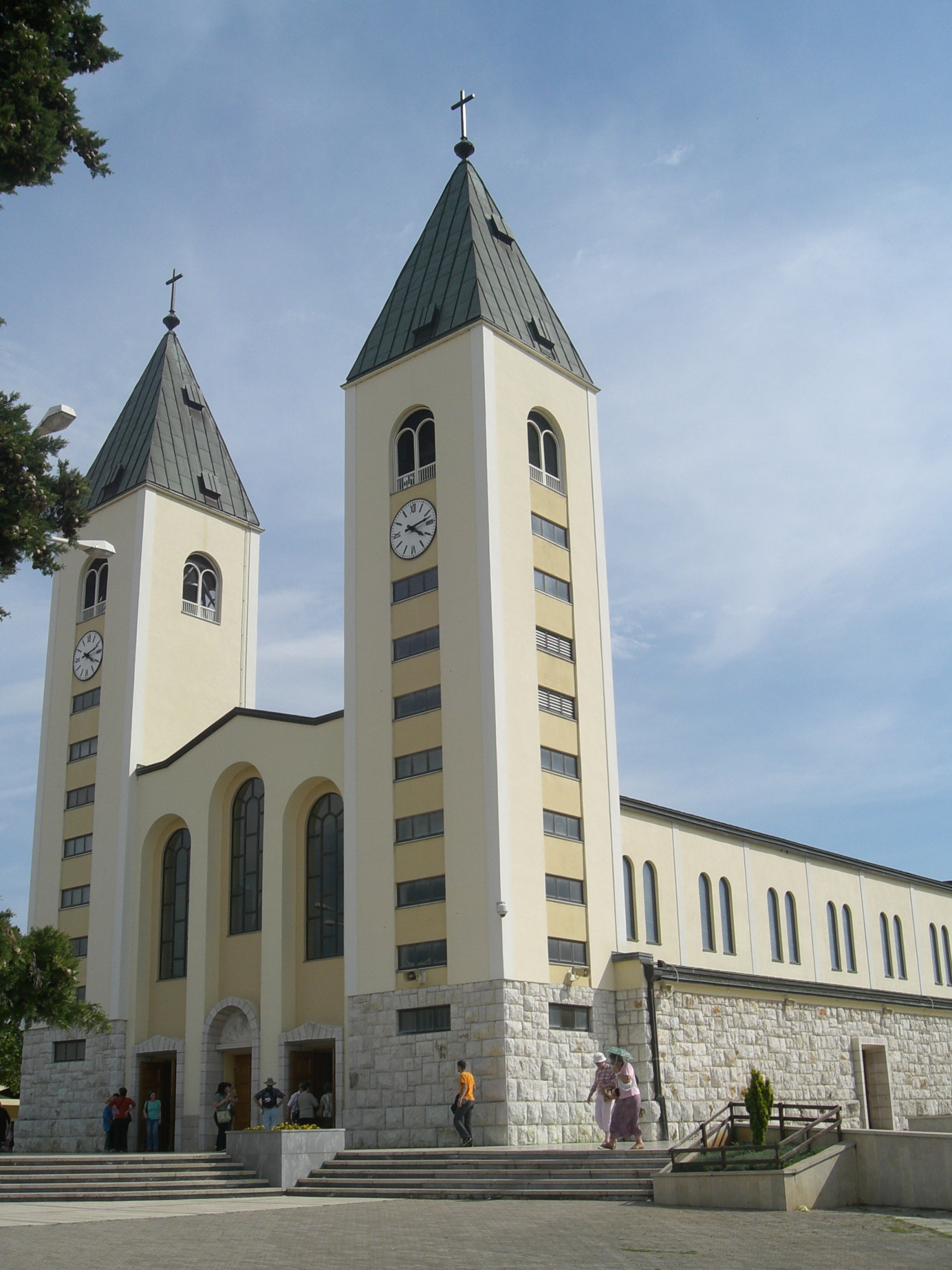
Parroquia de Medjugorje, Bosnia y Herzegovina
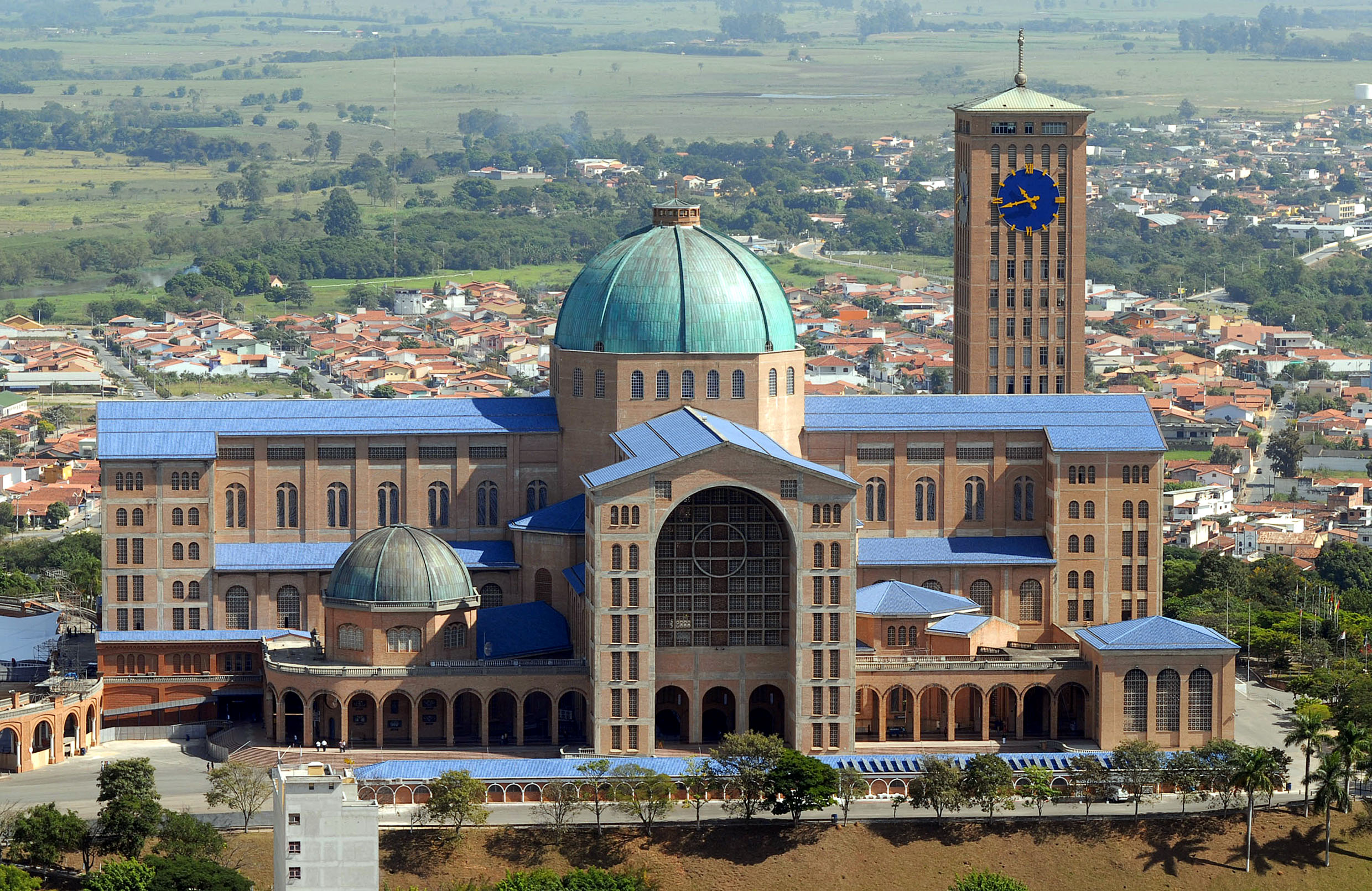
Nuestra Señora de Aparecida, Aparecida, Brasil, 1955
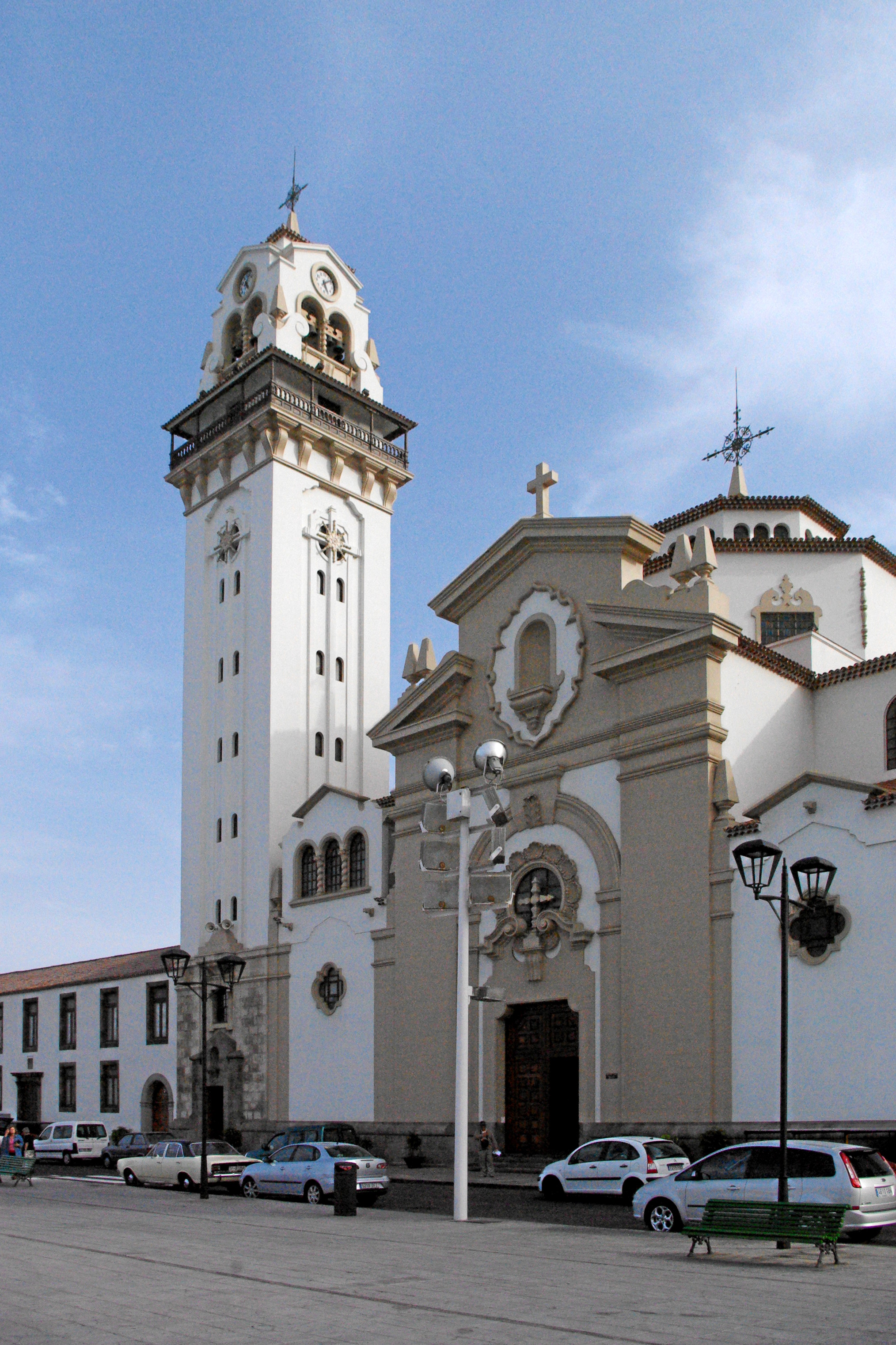
Basílica de Nuestra Señora de Candelaria, Tenerife (España), 1959
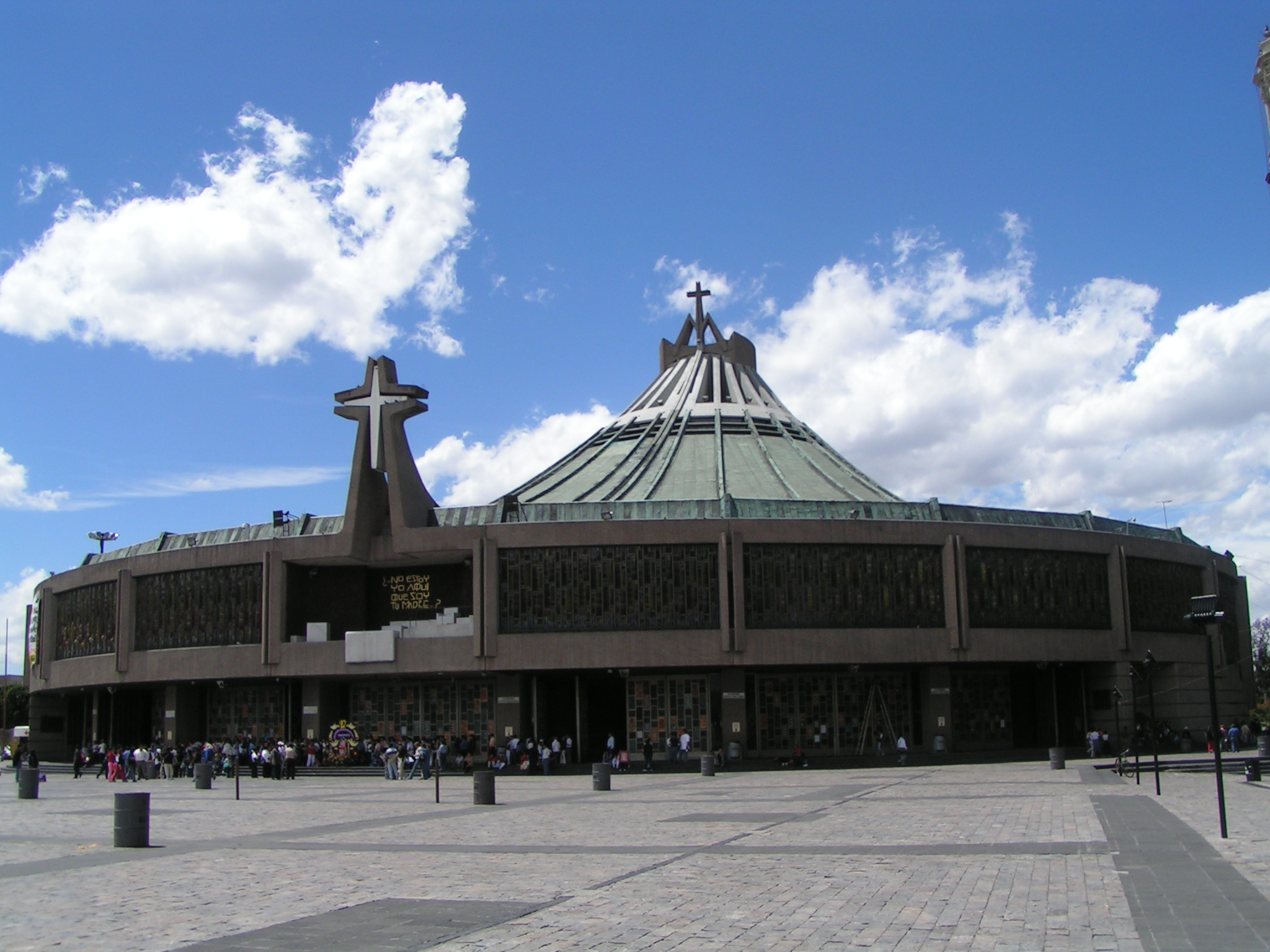
Basílica de Santa María de Guadalupe, México, 1974
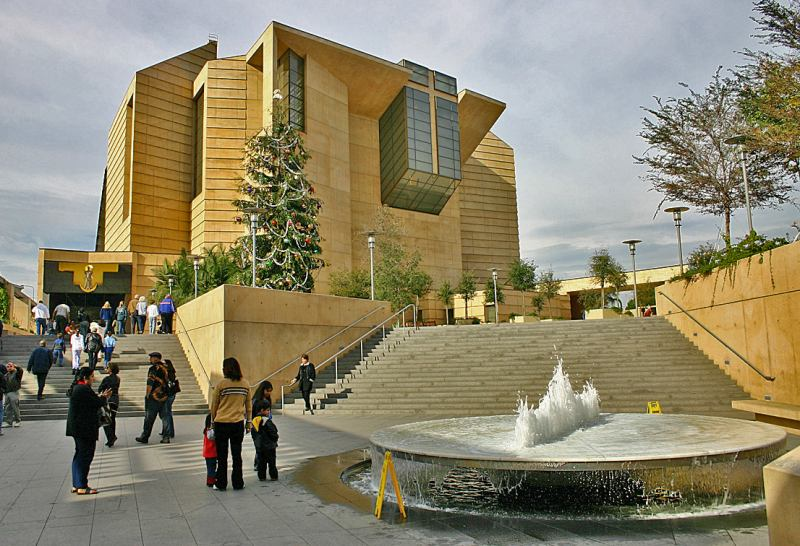
Catedral de Nuestra Señora de los Ángeles, Los Ángeles, 1989
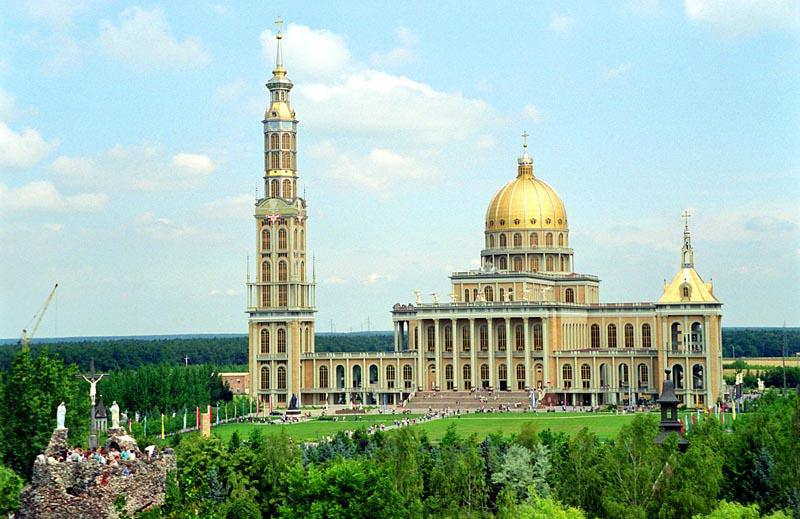
Basílica de Nuestra Señora de Licheń, Stary Licheń, Polonia, 2004
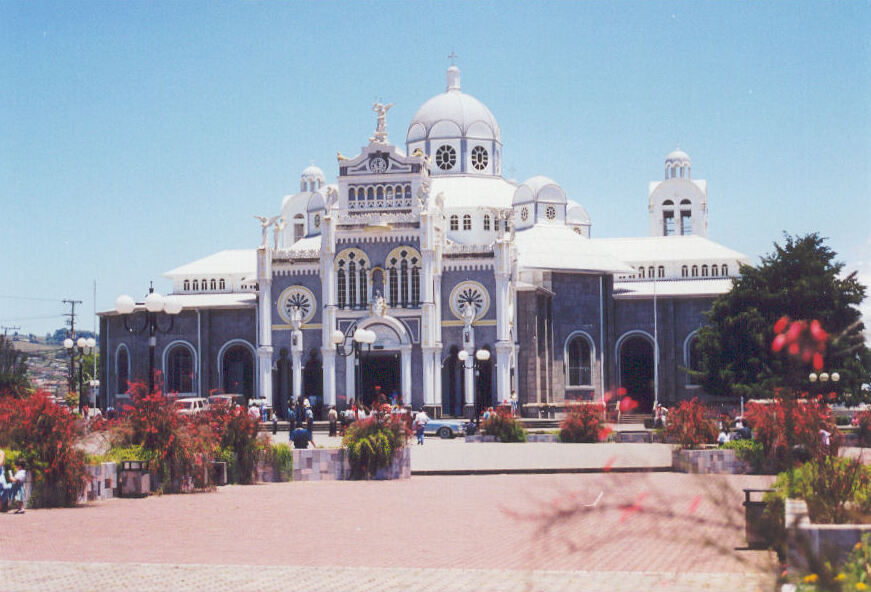
Basílica de Nuestra Señora de los Ángeles, Costa Rica, 2000

- Datos: Q3245071

}}